# Historia de la ciudad de Córdoba (Argentina)

Bandera de la Ciudad de Córdoba, Argentina, fundada el 6 de julio de 1573 por Jerónimo Luis de Cabrera, lleva el nombre de Córdoba de la Nueva Andalucía, según el documento "Córdoba de la Nueva Andalucía" se dice que el nombre fue dado por la similitud geográfica con la ciudad española del mismo nombre. Noticias geográficas e históricas acerca de la "fundación" de la ciudad fuente (Universidad Nacional de Córdoba). Córdoba, Argentina.

## Antecedentes

### Los territorios originarios
Los primeros europeos que llegaron a lo que actualmente es la Argentina, lo hicieron buscando un paso hacia oriente. Por entonces América era solo un obstáculo entre España y las riquezas de Catay y Cipango en el Asia. La zona, además, estaba ubicada aproximadamente sobre la línea del Tratado de Tordesillas, la división del mundo que estableció el Papa entre España y Portugal y por lo tanto tenía, para ambos países la condición de frontera aún no ocupada. 
Aunque existen muchas discusiones sobre la autenticidad de los viajes de Américo Vespucio, conocidos por sus famosas seis cartas —la cuarta, llamada Mundus Novus, es donde denomina «nuevo mundo» a la tierra a la que llegó Cristóbal Colón— varios historiadores defienden que participó de la primera expedición europea (portuguesa) en llegar al actual territorio argentino, o más bien a las aguas del Río de la Plata y a las de la Patagonia, en 1502. De esa expedición no se guarda registro del nombre del capitán, ni del piloto, ni de ninguno de los expedicionarios con excepción de Vespucio. En una de sus cartas Vespucio describe un río que, por su ancho, no puede ser ningún otro que el Río de la Plata: «Pasado este cabo entra un río de más de veinte leguas de ancho, donde hay personas que comen carne humana».
No obstante, existe una controversia antigua y aún no resuelta en la tradición historiográfica, sobre la veracidad o no de los viajes de Vespucio al territorio rioplatense, dudando ciertos historiadores en la identificación de lo descrito supuestamente por Vespucio o incluso dudando de la autoría de las cartas referidas al Río de la Plata, considerándolas apócrifas.

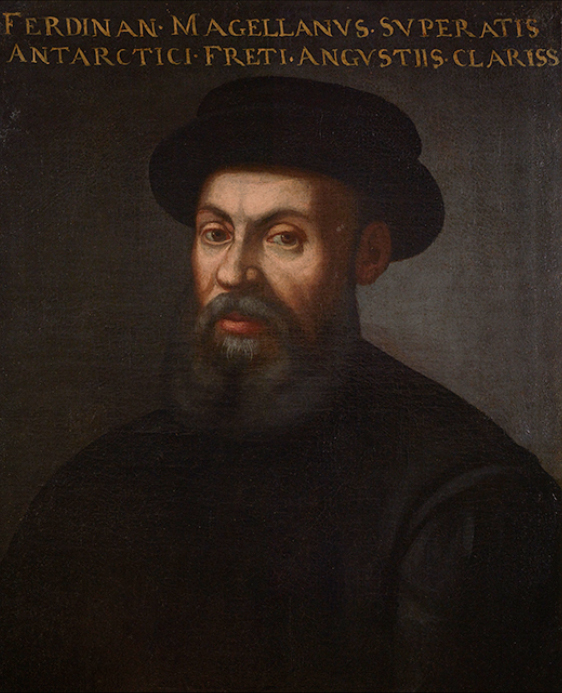
Fernando de Magallanes en un retrato anónimo del o.

En 1516 el navegante español Juan Díaz de Solís visitó lo que actualmente se conoce como Argentina, navegando el actual Río de la Plata, al que denominó Mar Dulce, llegando hasta la isla Martín García y navegando un breve trecho del río Uruguay, donde murió en un combate con los aborígenes charrúas.
Al regresar a España una de las carabelas naufragó frente a la isla de Santa Catalina (actual Brasil), quedando abandonados allí 18 náufragos. Uno de ellos Alejo García fue el primero en conocer la leyenda del Rey Blanco, un monarca de un país tan rico en plata, que estaba recubierto en él, origen a su vez del término Argentina. Alejo García realizó una excursión a las tierras del Rey Blanco, con un grupo de guaraníes, llegando hasta zonas cercanas al Cerro de Potosí, donde se hizo de un enorme tesoro de piezas de plata. Al volver murió en un combate con los indios payaguás.
En 1519 y 1520 Fernando de Magallanes, en el primer y famoso viaje de circunvalación del mundo, recorrió toda la costa de la actual Argentina, hasta el estrecho que lleva su nombre al que llegó el 21 de octubre de 1520. Fernando de Magallanes recorrió la totalidad del litoral argentino en 1520, se encontró con los tehuelches, a los que por su altura denominó como patagones, en relación a un personaje de ficción de la época, y descubrió el estrecho que lleva su nombre. Se cree que naves de su expedición, desviadas por causa de un temporal, habrían llegado a las islas Malvinas; en su expedición viajó Antonio Pigafetta, autor de las primeras descripciones geográficas del país.
En 1525 fray García Jofre de Loaísa dirige una expedición que recorre la Patagonia e incluso se establecen brevemente en el puerto Santa Cruz para reparar dos naves.

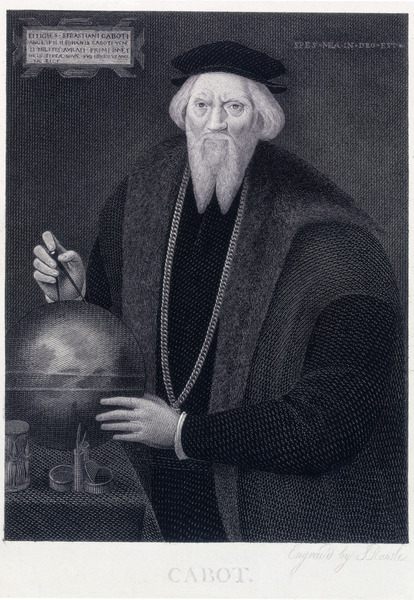
Sebastián Caboto, explorador veneciano, ordenó fundar el fuerte Sancti Spiritus.

En 1526 Sebastián Caboto (italiano), zarpó de España para dirigirse a las islas Molucas en Oceanía, con el objeto de repetir el viaje de Magallanes y Elcano. Al llegar a Santa Catalina (Brasil), tomó contacto con los guaraníes que habían pertenecido a la expedición de Alejo García y llevado los tesoros de plata. También supo que se podía llegar a las tierras del Rey Blanco por un ancho río, el río de Solís, que se internaba hacia una tierra llamada Sierra del Plata.
En abril de 1527 Caboto ingresó al Río de la Plata y el 6 de abril estableció una pequeña fortaleza llamada San Salvador, cerca de la actual ciudad de Carmelo (Uruguay). Allí encontró a Francisco del Puerto, sobreviviente del grupo de Solís, quien vivía con los charrúas y le confirmó la existencia de un Imperio de Plata, aguas arriba. El 9 de junio de 1527 Caboto ordenó establecer un fuerte al que llamó Sancti Spiritu, primer asentamiento europeo en el actual territorio argentino, cerca de la actual ciudad de Coronda, en la boca del Río Carcarañá, en la actual provincia de Santa Fe. En 1528 Caboto ordenó a Francisco César que siguiera el curso del Carcarañá (o río Tercero) hasta las sierras de las que tanto se hablaba. Un grupo de españoles bajo su mando, llegó a las Sierras Grandes e incluso al Valle de Conlara, en San Luis. De regreso, un año después, comentaron que habían visto indios que tenían «muchas ovejas de la tierra, y contrataban con otras naciones, muy ricas de plata y oro».

### Los pueblos originarios
La provincia de Córdoba se encontraba habitada, al momento de la llegada de los españoles, por los Comechingones, Sanavirones, Pampas y en menor medida al oeste provincial los Diaguitas. Los Comechingones eran los más antiguos de la región. Ocupaban un área que se extendía desde Cruz del Eje y Villa de Soto hasta Río Cuarto y Achiras. Habitaban en viviendas semienterradas o en aleros de las laderas de las sierras. Socialmente se organizaron en gran cantidad de pequeños grupos que no superaban las cuarenta familias. Su economía consistió primero en la caza y recolección, para luego evolucionar hasta una agricultura artesanal.
Los Sanavirones habrían llegado en el siglo V desde Santiago del Estero y ocuparon las llanuras del norte y centro-oeste provincial, con centro en la "Mar de Ansenuza" (hoy Mar Chiquita). Su cultura fue más desarrollada que la de los Comechingones. Ambas tribus vivían en lo que se conocía como "ayllu", que eran una institución familiar de varios grupos consanguíneos. Cultivaron maíz y quinoa, siendo su riego natural y/o artificial, e incluso en terrazas escalonadas como en el Valle de Punilla, cerca de lo que hoy es el Molino de Thea. Su ganadería consistía en la domesticación de la llama, la caza y la recolección de frutos.
Los Pampas habitaron las llanuras del sur y sureste provincial. Vivían en tolderías. Su agricultura fue muy primitiva y su principal medio de subsistencia fue la caza. Fueron los más hostiles de todos los habitantes originarios de la zona y durante siglos defendieron su tierra, que quedaba inaccesible. Su población habría ascendido a 50 000 personas.

### Primeras fundaciones
El interior argentino comenzó a ser explorado poco después de la conquista del Perú.
En 1536 Diego de Almagro recorrió el norte en busca de un paso hacia Chile. Fue Diego de Rojas el primero en realizar una exploración con destino al territorio entonces conocido como Tucumán. Entrando por la Quebrada de Humahuaca en 1543, Rojas fue muerto en una reyerta con los indígenas en Santiago del Estero. La expedición continuó al mando de Francisco de Mendoza, con quien llegaron al río Paraná. Sin embargo, Mendoza fue muerto por sus hombres debido a su trato despótico y los sobrevivientes volvieron al Perú. El gobierno peruano, a cargo del "pacificador" Pedro de la Gasca, encomendó una tercera expedición al mando de Juan Núñez de Prado, quien comenzó su marcha en 1549 con el objetivo de colonizar el territorio. La "entrada" de Núñez del Prado consiguió su objetivo en 1550 con la fundación de la ciudad de El Barco al amparo de la sierra del Aconquija (Gobernación del Tucumán). Poco tiempo después llegó al lugar Francisco de Villagra, lugarteniente del adelantado de Chile, Pedro de Valdivia, alegando que esas tierras correspondían a la jurisdicción de la Capitanía General de Chile. Núñez del Prado decidió trasladar la ciudad más al norte, en los Valles Calchaquíes, de difícil acceso y dónde se habían refugiado varias tribus aborígenes de la persecución española. La hostilidad de los Diaguitas determinó que la ciudad del Barco se trasladase una segunda vez, nuevamente al sur, estableciéndose a orillas del río Dulce (actual Santiago del Estero). Enterado de esto, Valdivia envió a Francisco de Aguirre para reemplazar a Núñez del Prado, a quien despachó al Perú apresado. Ya en posesión de la ciudad, decidió un tercer traslado, dos km al sur, a un lugar más elevado, renombrándola Santiago del Estero (1553).
La provincia del Tucumán siguió dependiente de Chile por diez años. En ese período se fundaron tres ciudades como defensa de Santiago del Estero, Cañete, Londres y Córdoba del Calchaquí, pero la hostilidad del gobernador Castañeda hacia los indios determinó un alzamiento de éstos bajo la dirección de Juan Calchaquí, cacique de los Omaguacas, quienes destruyeron las ciudades establecidas como defensa. Cuando en 1563 Felipe II decretó que el Tucumán dependería de la Audiencia de Charcas, fue nombrado gobernador nuevamente Francisco de Aguirre. Éste decidió reconstruir las ciudades que habían sido destruidas, y, en 1565 Diego de Villaroel fundó San Miguel de Tucumán dónde antes había existido Cañete. El sucesor de Aguirre, Jerónimo Luis de Cabrera, buscó desprenderse de la tutela de Charcas, orientando la colonización hacia el Atlántico para relacionarse directamente con España. Así, en 1573 fundó la ciudad de Córdoba de la nueva Andalucía.

### Exploración de la provincia
El primer contacto de exploradores españoles con la provincia fue en 1528. El contingente de 15 personas encabezado por el capitán Francisco César había partido del fuerte Sancti Spiritu, luego bordeó el Carcarañá hasta el hoy río Tercero. Llegaron hasta una comarca llamada por los nativos "Lin Lín". Esta zona actualmente se ubica en el departamento Calamuchita, en las pedanías Santa Rosa y Cañada de Alvarez.
Dado el clima agradable y noticias sobre inmensas riquezas en oro, la mitad del contingente decidió permanecer en el lugar. Fue en esta época donde nace la leyenda de la fabulosa Ciudad de los Césares. El resto del contingente regresó junto con César, quienes transmitieron falsos e inflados datos sobre este lugar.
La fundación y población de la provincia, y en particular de la ciudad, se produjo desde el norte a través de las decisiones tomadas por los virreyes peruanos y Juan de Matienzo, oidor de la Audiencia de Charcas, quien quería "abrirle puertas a la tierra", es decir, abrir un camino terrestre y marítimo que permitiera un flujo mayor con España. En otras palabras: la idea fue buscar un camino más accesible y un puerto propio en vez del camino del Istmo centroamericano. Además, y como ocurría en toda la colonia, era objetivo explotar a los indígenas que eran "la savia vital" de la acumulación de riquezas.
El segundo ingreso (primero desde el norte) fue encabezado por Francisco de Mendoza quien ingresó en 1545 por el camino natural que conducía hacia las "Provincias de Ansenuza". Luego regresó a Santiago del Estero a través de las sierras. En 1550 se produce el tercer ingreso, esta vez por Francisco de Villagra, que llegó hasta el Valle de Conlara en la Provincia de San Luis.
La cuarta expedición fue en cabeza de Francisco de Aguirre, primer titular de la Gobernación del Tucumán, integrante del Virreinato del Perú.
La expedición de Aguirre partió en 1556 desde la recién fundada Ciudad de Santiago del Estero junto con 130 hombres. Descendió por las cercanías a Mar Chiquita con la intención de fundar un poblado 80 leguas al sur de Santiago del Estero, es decir, en cercanías donde finalmente fue fundada la ciudad de Córdoba. Otro objetivo era fundar un puerto sobre el litoral fluvial. No pudo concretar ninguno de sus objetivos a causa de una rebelión en su grupo de subordinados. Fue destituido en la zona de las actuales Jesús María y Río Seco. Aguirre, entonces fue un precursor de la fundación de Córdoba.

## Fundación

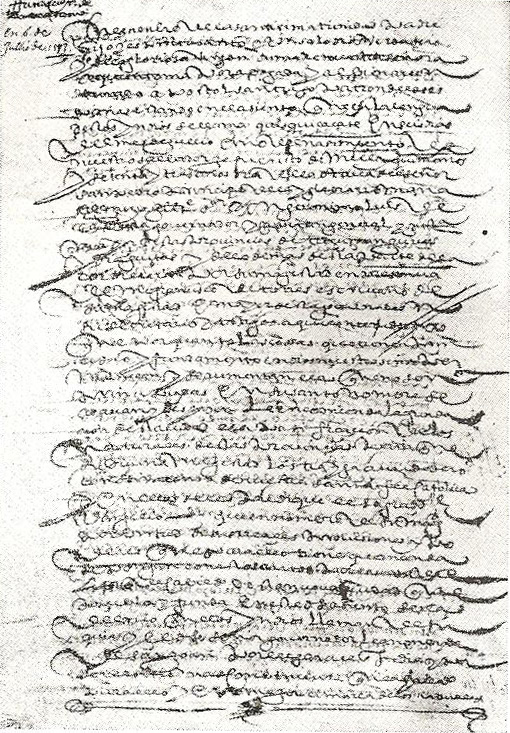
Acta de fundación de la ciudad.

Jerónimo Luis de Cabrera, quien fundó la ciudad de Córdoba, sirvió al ejército real hasta 1571, cuando fue nombrado gobernador del Tucumán. El virrey del Perú Francisco Álvarez de Toledo le encomendó «poblar y fundar en el valle de Salta en la parte y lugar que le pareciere mejor convenir, un pueblo de españoles para que de estos reinos del Perú se pueda entrar a dichas provincias sin el riesgo y el peligro que hasta aquí, y de ellas salir a estos reinos a contratar y mercadear».
Cuando Cabrera partió de Potosí en julio de 1572 debió optar entre seguir las directivas del virrey o acatar la voluntad de Francisco de Aguirre (gobernador del Tucumán y fundador de Santiago del Estero) quien lo instaba a proseguir el plan de conquista del sur, Cabrera eligió este último. Aún se desconoce el por qué de esta decisión.
Ya en Santiago del Estero, Cabrera (que se encontraba junto a su familia), envía una expedición de 48 hombres que releve el territorio de la Provincia de Comechingones. Realizado esto, parte la columna principal que ingresa por el norte del territorio provincial a través de Villa de María del Río Seco. Según otros historiadores, la expedición habría llegado a través del Valle de Punilla.
En definitiva, la expedición de más de un centenar de hombres pisa suelo cordobés el 24 de junio de 1573. Encontraron un río al que Cabrera llamó San Juan (hoy Suquía), ya que el 24 de junio es el día de dicho santo. Córdoba fue fundada el 6 de julio de ese mismo año con el nombre de Córdoba de la Nueva Andalucía, posiblemente en homenaje a los ancestros de su esposa, oriundos de la homónima española. La fundación se realizó en la margen izquierda del río en un paraje llamado Quisquisacate, llamado así por los indios a la confluencia de dos ríos, en lo que hoy son las barrancas del barrio Yapeyú. Cabrera, en el mismo acto, hizo labrar el acta fundacional por el escribano sevillano Francisco de Torres Ortiz y determinó el escudo de armas de la ciudad.
Cabrera buscaba dos objetivos. Uno de ellos era disponer de una salida a "La Mar del Nord", es decir al Océano Atlántico, ya que creyó que la Laguna de Mar Chiquita, a la que llamó Mar de Anzenuza, era una bahía de este océano; y también intentó fundar una ciudad a orillas del río Paraná. El segundo de los objetivos era la fabulosa Ciudad de Los Césares.
La comitiva fundacional se componía de las siguientes personas: Jerónimo Luis de Cabrera, además de sus hijos Pedro Luis y Gonzalo, venidos de la conquista del Tucumán el Teniente Lorenzo Suárez de Figueroa, Hernan Mexia Mirabal, Juan Pérez Moreno, Gonzalo Sánchez Garzón, Juan Rodríguez Juárez, Blas de Rosales, Bartolomé Jaimes, Pedro de Ludueña y su hijo Juan de Ludueña Arroyo, Nicolás Carrizo, Antón Berrú, Miguel de Mojica, Alonso de Contreras, Miguel de Ardiles; venidos con el fundador desde el Alto Perú se sumaron además: Tristán de Tejeda, Alonso de la Cámara, Juan de Molina Navarrete, Jeronimo Bustamante, Jerónimo García de la Jara, Luis de Abreu y Albornoz, Damián Osorio, Blas de Peralta
Además de: Juan de las Casas, Juan de Barrientos, Francisco Blasquez Torres y su medio hermano Juan Nieto, Juan de Burgos, Pedro de Candia (el mozo), Diego de Castañeda, Juan de Chávez, Román de Chávez, Pedro de Deza, Diego Díaz, Pedro Díez de Cortés, Nicolás de Dios, Juan de Espinoza Negrete, Rodrigo Fernández, Baltasar Gallegos, Alonso García de Salas, Diego Hernández, Tomás de Iribi, Andrés López, Pedro López Centeno, Francisco López Correa, Juan López Reyna, Diego Lozano, Baltasar Maldonado de Espino, Lorenzo Martín Monforte, Alonso Martínez, Domingo Martínez, Juan Marvan, Juan de Medrano, Andrés Mexia, Bernabé Mexia, Francisco Mendoza Marmolejo, Juan de Mitre, Juan Nadal, Juan Bautista Noble, Diego Ordóñez, Rafael Antonio de Palencia, Antonio Pereira, Francisco Pérez de Aragón, Juan Pérez Montañes, Melchor Ramírez, Alonso y Francisco Rodríguez, Gaspar Godines Rolón, Diego Rodríguez de Ruesgas, Juan de Soria, Pedro de Soria (el mozo), Pedro de Soria (el viejo), Pedro de Villalba, Ñuflo de Aguilar, Diego de Cáceres, Bartolomé García, Capitán Rodrigo Pereira y el Licenciado Francisco Torres Ortiz; muchos de los cuales al poco tiempo trajeron sus esposas y se radicaron como moradores en la incipiente aldea fundacional formando familias que integran la nómina de los primeros habitantes hispanos de Córdoba. Al día de la fecha ocho de éstos apellidos se conservan en la ciudad a través de la descendencia de aquellos soldados de la fundación.

## Los primeros años

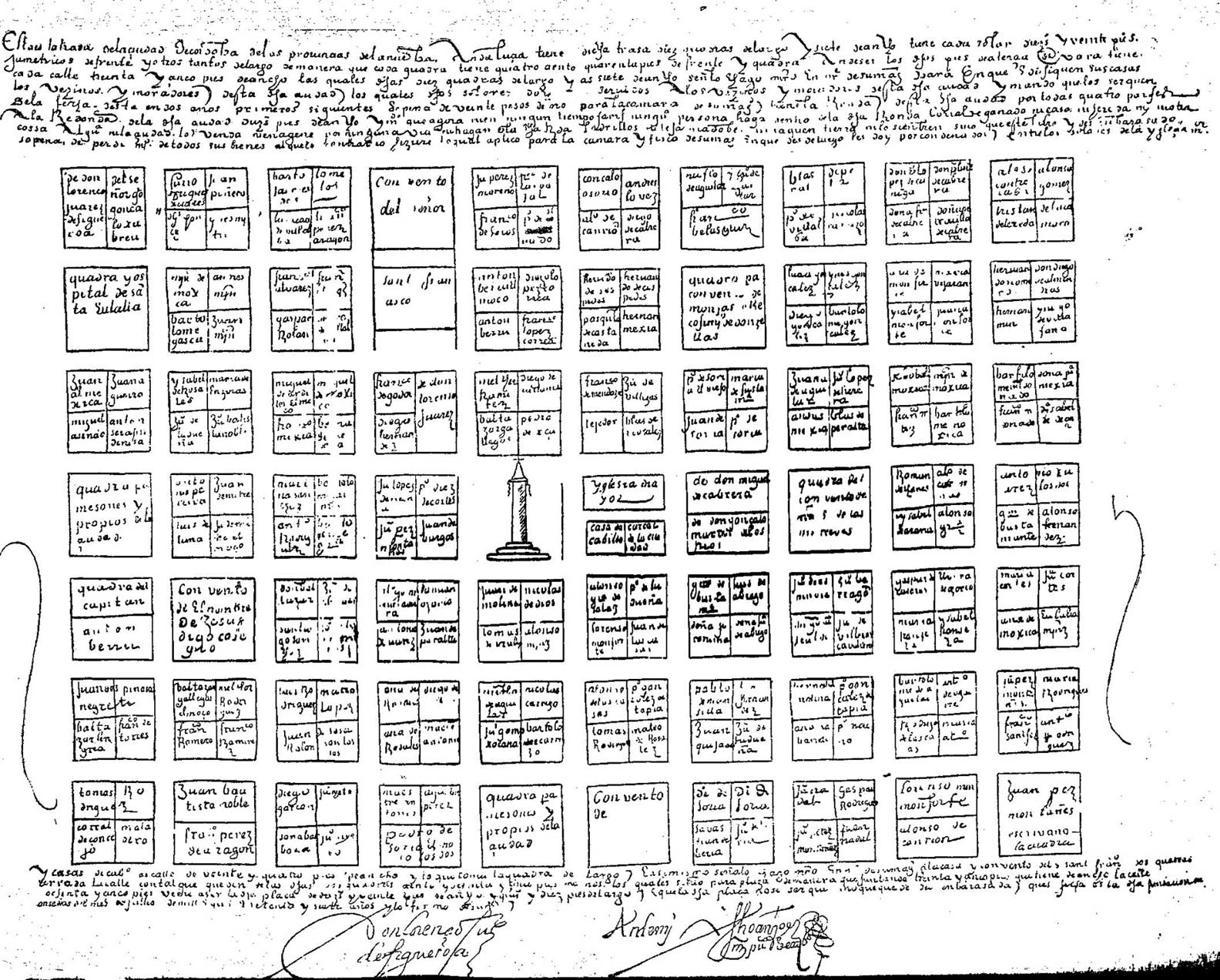
Primer trazado de la ciudad en 1577 por Don Lorenzo Suárez de Figueroa.

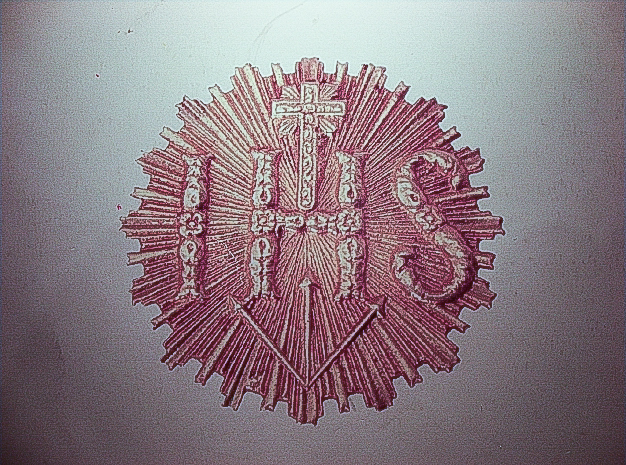
Versión del sello de la Compañía de Jesús.

El lugar estaba habitado por los aborígenes Comechingones, que vivían en comunidades denominadas Ayllus. Cultivaban en la margen sur del río que era más baja, mediante un primitivo sistema de regadío.
La joven aldea sufrió la despoblación a causa de la emigración de algunos vecinos mientras que otros se trasladaron forzadamente por orden de Gonzalo Abreu de Figueroa. Su población se redujo a 14 habitantes hasta la llegada en octubre de 1576 de 40 colonizadores que marchaban a pie desde el pueblo de San Salvador, a orillas del río Uruguay.
Según datos del Archivo Histórico luego de 4 años de fundada la Ciudad (1577), las autoridades, una vez retirados los aborígenes resolvieron el traslado del fuerte a dicha margen del río Suquía. El entonces teniente gobernador Don Lorenzo Suárez de Figueroa, trazó el primer plano de la ciudad, de 70 manzanas, constando en ella el otorgamiento de solares a los soldados que participaron en la fundación. El documento da cuenta de una ciudad con 10 cuadras de largo y siete de ancho. En la imagen puede verse que los solares eran divididos en 4. Esto regía solo para los vecinos, dado que los terrenos de las órdenes religiosas no eran divididos.
La manzana ubicada al centro de la cuadrícula fue destinada para la plaza mayor y a su alrededor se ubicarían los solares para el Cabildo y la Iglesia Matriz. En dicha plaza mayor (hoy Plaza San Martín), hasta mediados del siglo XVII, se hacían corridas de toros, paradas militares y ejecuciones.
Trasladada al núcleo de su actual ubicación, la ciudad fue adquiriendo una población estable y su economía floreció asociada al comercio con las ciudades del norte, lo que atrajo la radicación de portugueses y gallegos, como así también numerosos contingentes de esclavos de origen angoleño que ingresaban por el puerto de Buenos Aires. Éste fue uno de los factores para que se instituyera en la ciudad, durante gran parte del periodo colonial, la llamada Aduana Seca de Córdoba para controlar el tráfico entre el Alto Perú y Buenos Aires, trasladada a fines del siglo XVIII a Jujuy. En 1580 comenzó la construcción de la Catedral de Córdoba, finalizada en 1758.
Veinte años después, en 1599, se instaló la orden religiosa de los Jesuitas, de esta manera, Córdoba pasó a ser el punto central de tareas de evangelización de la Compañía de Jesús. Le siguieron los Mercedarios y en 1604 los Dominicos.
La familia Tejeda fue una de las primeras en instalarse en la ciudad y se convirtió en una de las más poderosas, provenían de la familia del Capitán Tristán de Tejeda que participó en la fundación y de Leonor Mexia, hija de Hernán Mexía Mirabal. Doña Leonor Tejeda Mirabal realiza dos importantes contribuciones a la iglesia: fundó en 1613, en una de las casonas que poseía, el Monasterio Santa Catalina de Siena, primera y única escuela para mujeres. Su hermano Juan crea en 1628 el convento de las Carmelitas descalzas de Santa Teresa de Jesús. Según registros, en 1613 también se crea el Convictorio de San Francisco Javier que existió sólo hasta 1617.
La Orden religiosa fundó en 1608 el Noviciado y en 1610 el Colegio Máximo del cual derivó en 1613 la Universidad de Córdoba (hoy Universidad Nacional de Córdoba), la cuarta más antigua de América.
En 1622 comienza a funcionar la Aduana Seca con lo que se reforzó el ciclo mular que produjo durante seis o siete décadas una corriente constante de comerciantes, funcionarios y viajeros. Revalorizando el valor de las tierras y generando buenas ganancias. En 1623 ocurrió el primer desborde del arroyo La Cañada, situación que obligó a construir la defensa conocida como el Calicanto en 1671, del que hoy solo queda un pequeño vestigio en la esquina de las calles Belgrano y Bulevar San Juan, barrio Güemes.
El viajero Acarete du Biscay atravesó Córdoba en 1658 y la describió como "un pueblo situado en una amena y fértil llanura... compuesta de alrededor de cuatrocientas casas" y "Los habitantes tienen riquezas en oro y plata, que adquieren por el comercio que tienen con las mulas, de las cuales proveen al Perú y otras regiones, comercio que es tan considerable que venden alrededor de 28 o 30 000 animales por año, los cuales crían en sus estancias".
En 1671 es consagrada la Iglesia de la Compañía de Jesús. Luego, en 1687, Ignacio Duarte y Quirós funda el Colegio Nacional de Monserrat. era hijo de portugueses moradores en la ciudad. Durante el llamado primer período (1687-1767), el Colegio estuvo regido por los Sacerdotes Jesuitas. En Jesús María se crea la Estancia Jesuítica con el objetivo de financiar el Colegio Máximo, la misma tenía viñedos, cultivos y ganado. Por su parte, la casa de Caroya, fundada también por Ignacio Duarte y Quirós, financiaba el Colegio de Monserrat. Ya en 1699, Córdoba se convierte en la sede del obispado del Tucumán. De esta manera, la ciudad es el centro administrativo, religioso y educacional de la región.
La Iglesia tenía en aquel tiempo un peso decisivo en la vida cotidiana. Poseía los mejores solares, percibía el diezmo y controlaba el Comisariado del Santo Oficio dependiente del Tribunal de la Inquisición de Lima que había iniciado persecuciones ya en 1614. Efraín Bischoff dice que los vecinos podían llevar sus vidas en cierto sosiego apegados al comercio y la Universidad. A diferencia de otras ciudades, no se produjeron embates de los malones a causa de las distancias y también porque se iban fundando fortines y pueblos en el camino. Si bien el clima que se vivía era de religiosidad y etiqueta, las batallas entre familias fueron comunes. El matrimonio era contraído casi en la niñez y era un negocio de dote.
El Cabildo constituía la autoridad vigilante para el crecimiento de la población. Gozaba todavía de considerable autonomía y defendía los intereses de la incipiente aristocracia hispano-criolla de los representantes del Rey. Esa autonomía perduró hasta la llegada de los Intendentes-Gobernadores de los Borbones.

## 1700 a 1799
En 1776 el Rey Carlos III crea el Virreinato del Río de la Plata, en la cual Córdoba queda en 1785 como la capital de la Intendencia de Córdoba del Tucumán, comprendiendo los actuales territorios de las provincias de Córdoba, La Rioja y la región de Cuyo.
Según un acta del cabildo la población provincial ascendía, en enero de 1760, a 22 000 habitantes, de los cuales 1500 eran españoles pertenecientes principalmente a la descendencia de los primeros habitantes sumado a una fuerte inmigración proveniente del norte de España principalmente vascos y gallegos, y los restantes se dividían en castas formadas por mestizos, mulatos y negros. Se presume que la población era mayor, dadas las dificultades de censo.

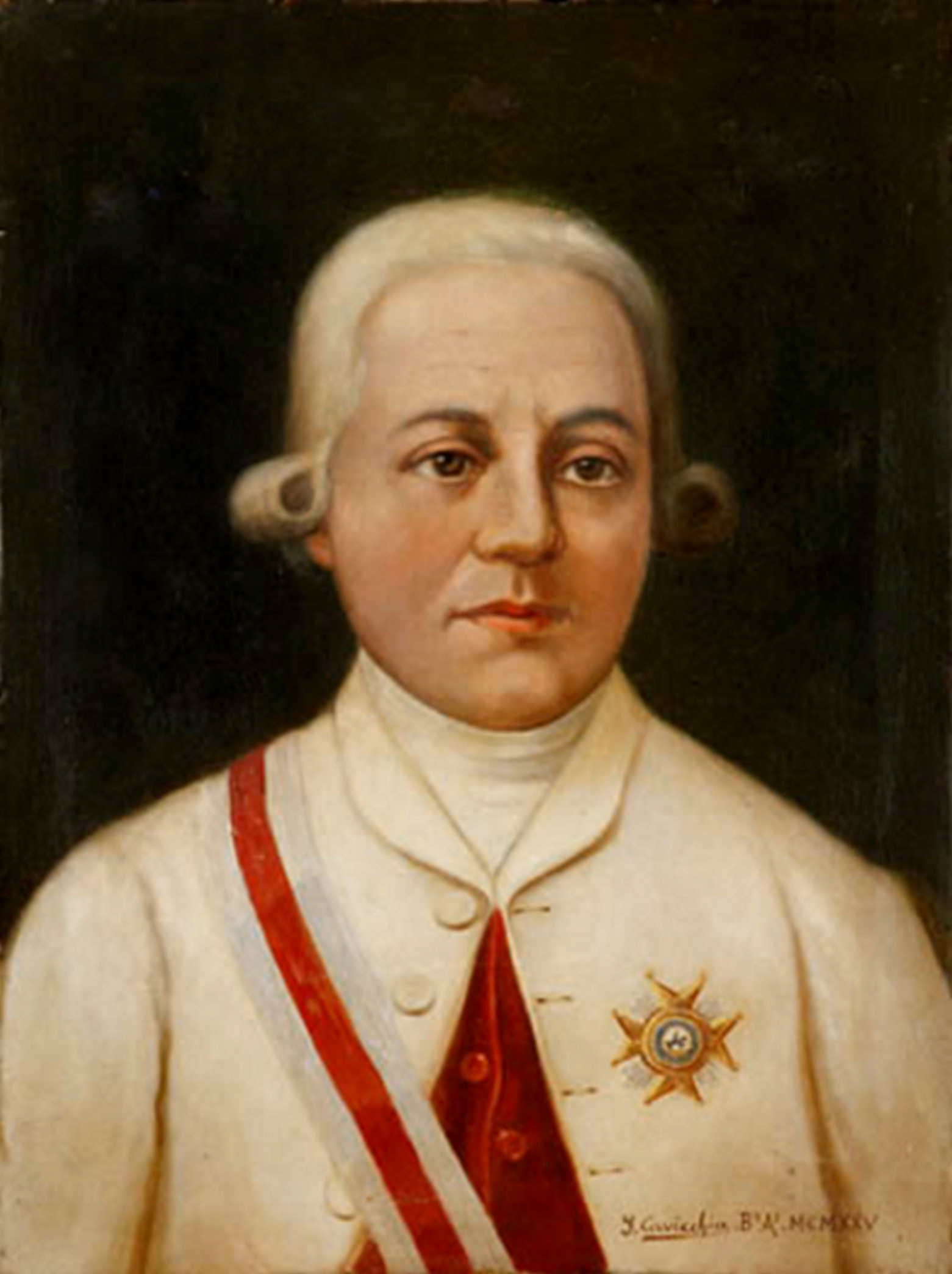
Rafael de Sobremonte. Retrato por Ignacio Cavicchia.

En noviembre de 1784 llega a Córdoba Rafael de Sobremonte luego de ser designado gobernador intendente de la Intendencia de Córdoba del Tucumán. El gobernador intendente era la segunda jerarquía después del virrey. Ese mismo año dicta el reglamento de policía, creando seis cuarteles que descentralizaban la ciudad. Se ocupó de la mendicidad y la atención de los menores, entre otras cosas. Realizó obras públicas como parques y paseos, amplió los calabozos del cabildo, hizo iluminar las calles con 113 faroles de velas de sebo que se encendían las noches sin luna, construyó el primer puente sobre el arroyo La Cañada (hoy calle 27 de abril), reglamentó, entre otros, los gremios de plateros, herreros, albañiles, carpinteros, pintores, sastres, zapateros, músicos y barberos e instaló el primer sistema de agua corriente de América. En 1791 creó la cátedra de Instituta (Derecho Civil), origen de la Facultad de Derecho de la Universidad Nacional de Córdoba.
Su presencia en Córdoba se extiende hasta abril de 1797 cuando finaliza su gobierno. Regresaría en 1805 luego de que fuera nombrado reemplazante del fallecido virrey Joaquín del Pino.

## De 1800 a 1899

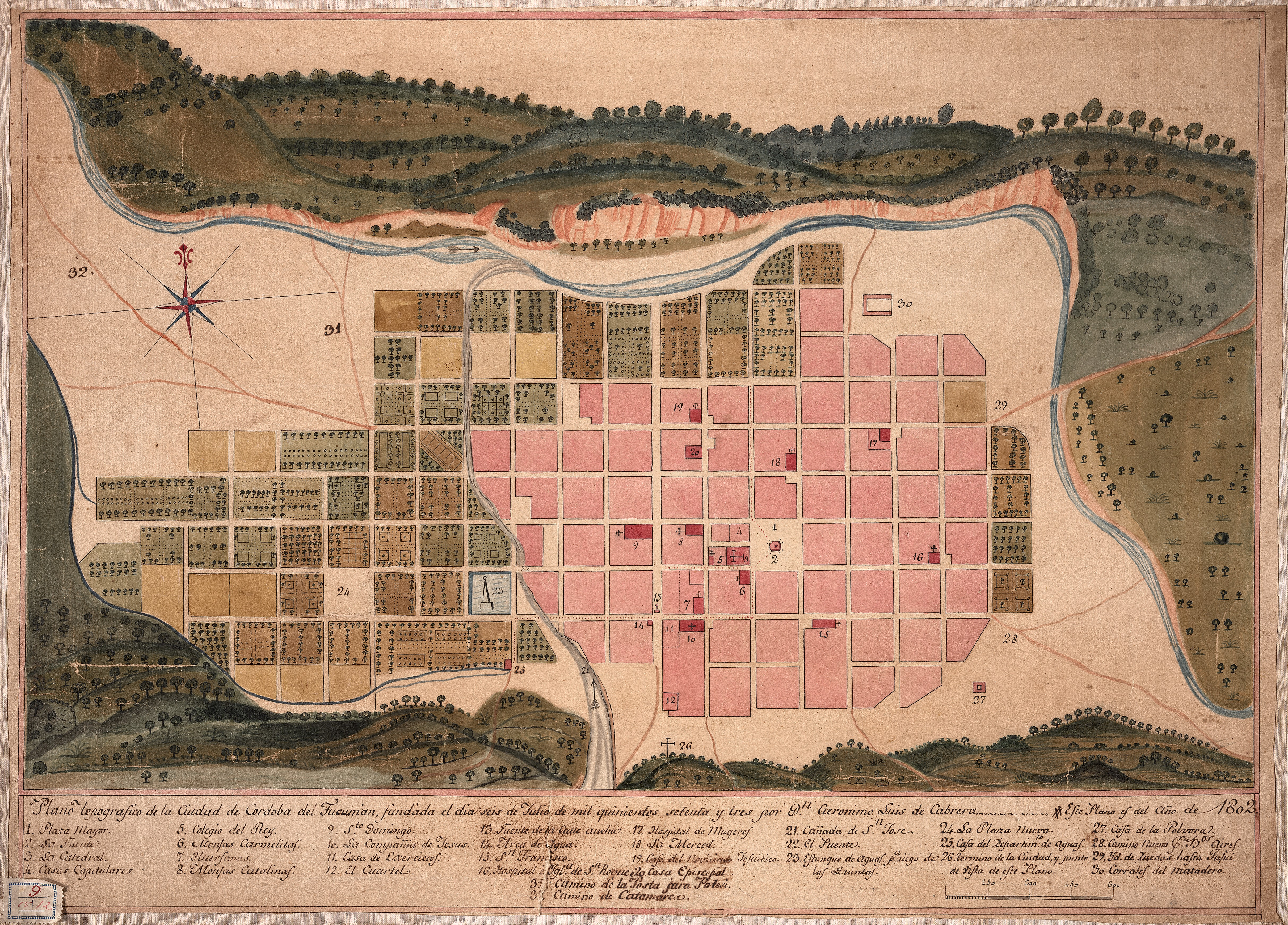
La ciudad en los últimos años del Virreinato del Río de la Plata.

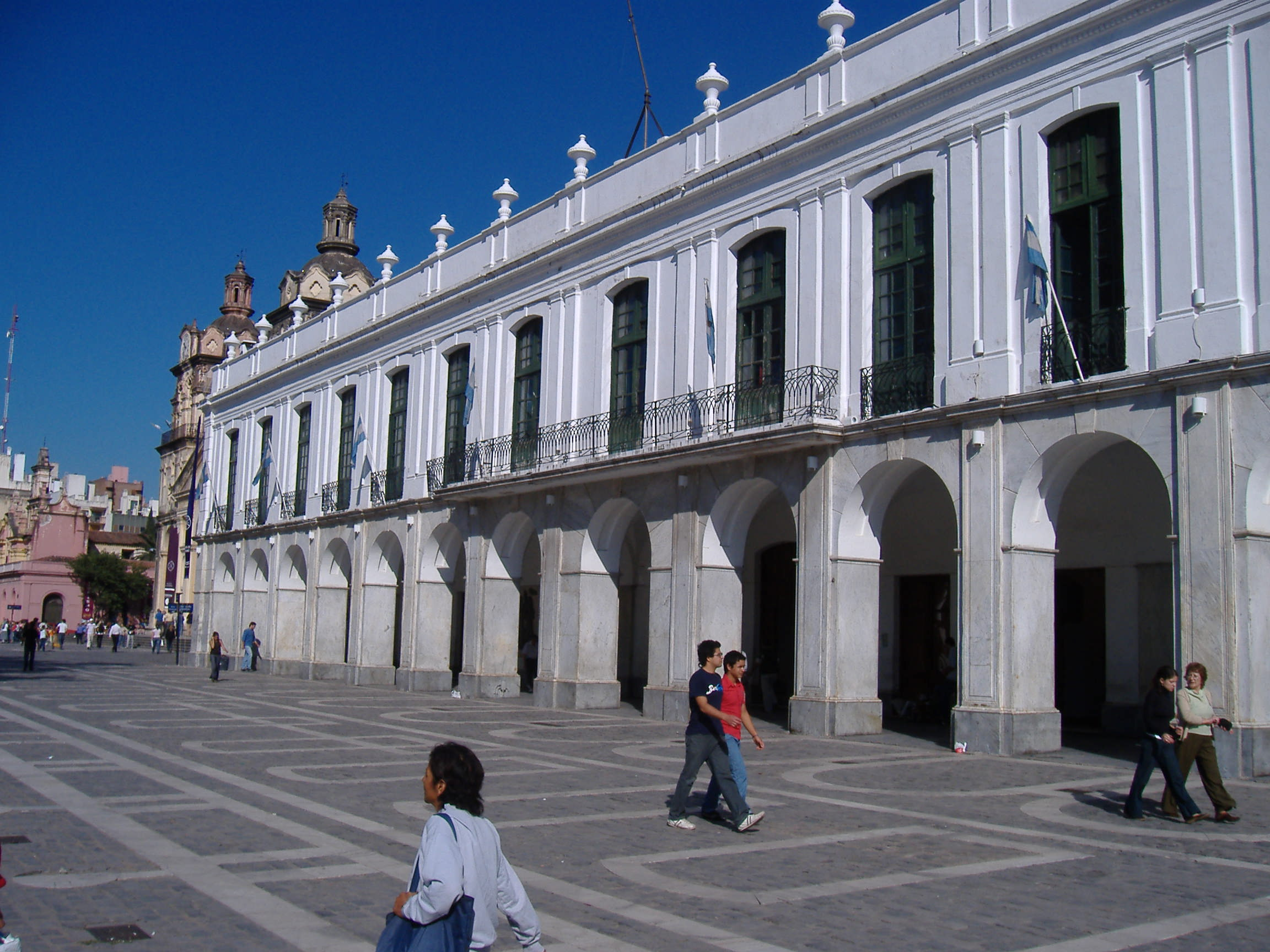
El Cabildo de la ciudad fue sede del gobierno local por muchas décadas. Se encuentra ubicado en Plaza San Martín.

En 1806, durante las Invasiones Inglesas, Sobremonte se traslada a Córdoba donde establece la capital interina del Virreinato. En veinte días reunió un importante contingente y lo envió a Montevideo para repeler la invasión en dicha ciudad, objetivo no logrado. Este mal desempeño enervó a los Porteños, además de dejar una mala imagen en España. En febrero de 1807 se comunica al Cabildo de Córdoba que la Real Audiencia había resuelto suspender y separar al virrey de Sobre Monte. Dicho tribunal asumió sus funciones en forma interina. En 1813, luego del juicio en su contra, fue liberado de todo cargo; asimismo se le devolvió su buena opinión y fama.

### Revolución de Mayo

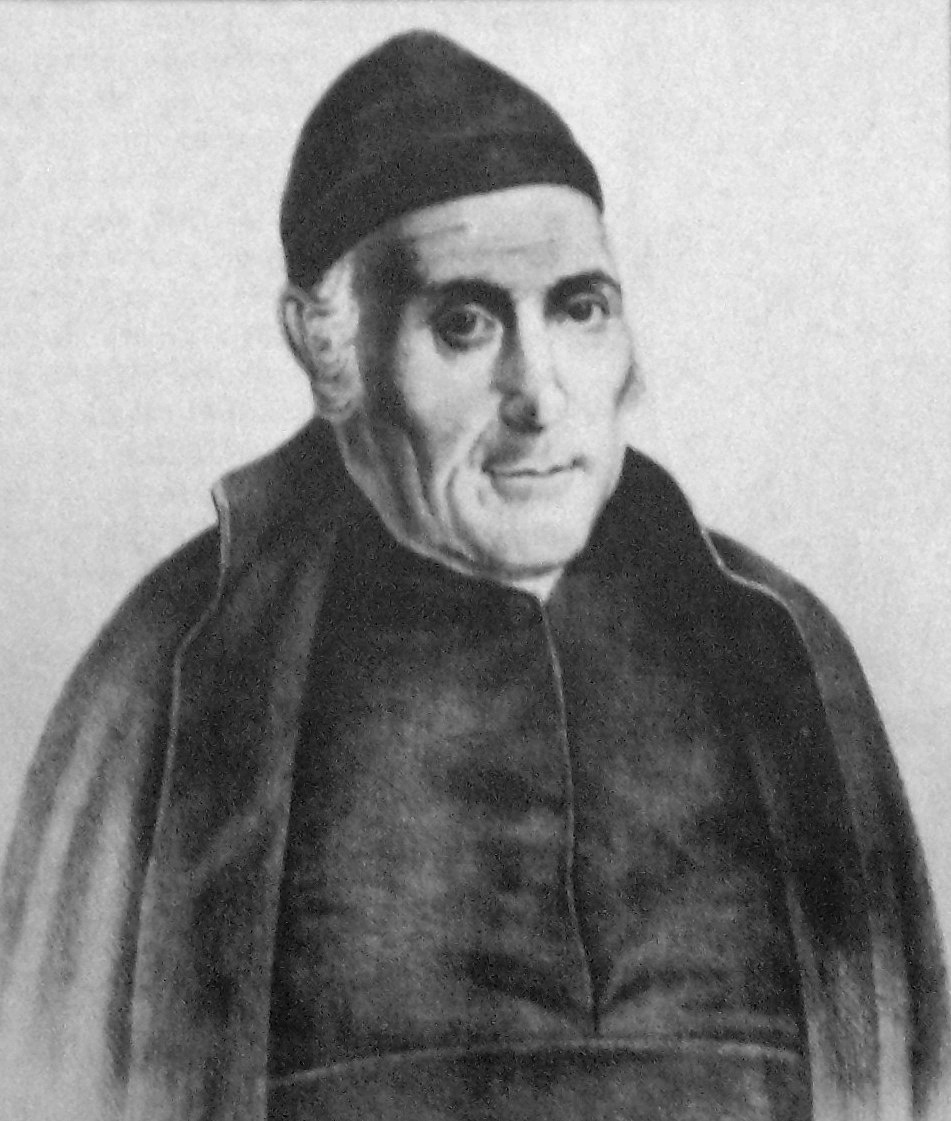
El deán Gregorio Funes, eclesiástico y político cordobés.

Al igual que todas las provincias, Córdoba tuvo poca injerencia en la Revolución de Mayo. Cuando llegó la noticia de lo que estaba sucediendo en Buenos Aires, la opinión generalizada de los vecinos más notables era la de continuar acatando las órdenes de Fernando VII, actitud asumida por las autoridades locales. Esta posición no fue compartida por el Deán Gregorio Funes, quién adhería a las ideas revolucionarias, además de mantener contacto con Manuel Belgrano y Juan José Castelli.
El Cabildo de Córdoba, que estaba dominado por el partido español, resuelve reconocer el consejo de regencia que se había formado en Cádiz en sustitución del rey Fernando VII, prisionero de Napoleón Bonaparte. Por su parte, el gobernador Juan Gutiérrez de la Concha intentaba reunir fuerzas para defender su jurisdicción convocando a los comandantes de los fuertes y oficiales de las milicias.
A su vez, la Junta porteña envió a las provincias una expedición armada para llevar la revolución y sofocar la resistencia contrarrevolucionaria. La misma llegó a Córdoba a cargo del coronel Francisco Ortiz de Ocampo.
En 1810, la Primera Junta ordenó la construcción de la primera fábrica de pólvora del país. Estaba ubicada en la esquina de las hoy calles 9 de julio y Coronel Olmedo.

### Inestabilidad local
Entre 1810 y 1815 se sucedieron varios gobiernos impuestos por Buenos Aires, cuestión que generaba conflicto con el Cabildo local. Los cabildantes resistían la imposición de gobernadores foráneos que menoscababa la autonomía provincial. Entre los designados estaban Juan Martín de Pueyrredón, Diego José de Pueyrredón, Santiago Carreras, Francisco Javier de Viana y Francisco Ortiz de Ocampo y Mariano Boedo.
Por otro lado, era tal el centralismo, que los representantes por Córdoba en la asamblea de 1813 no eran cordobeses, sino vecinos de Buenos Aires, situación entendible por el lado del tiempo que insumían en aquellos tiempos los traslados, pero difícil de ser asimilado por Córdoba dadas las figuras locales altamente calificadas.
José Gervasio Artigas, caudillo de la Banda Oriental, procuró socavar las bases del centralismo porteño operando en Córdoba y las provincias del litoral. Esta situación condujo a la renuncia del Director Supremo, Carlos María de Alvear, vacío de poder que generó la renuncia de Ortiz de Ocampo, y así en 1815 asume José Javier Díaz, primer gobernador elegido por el cabildo local en muchos años.

### Independencia

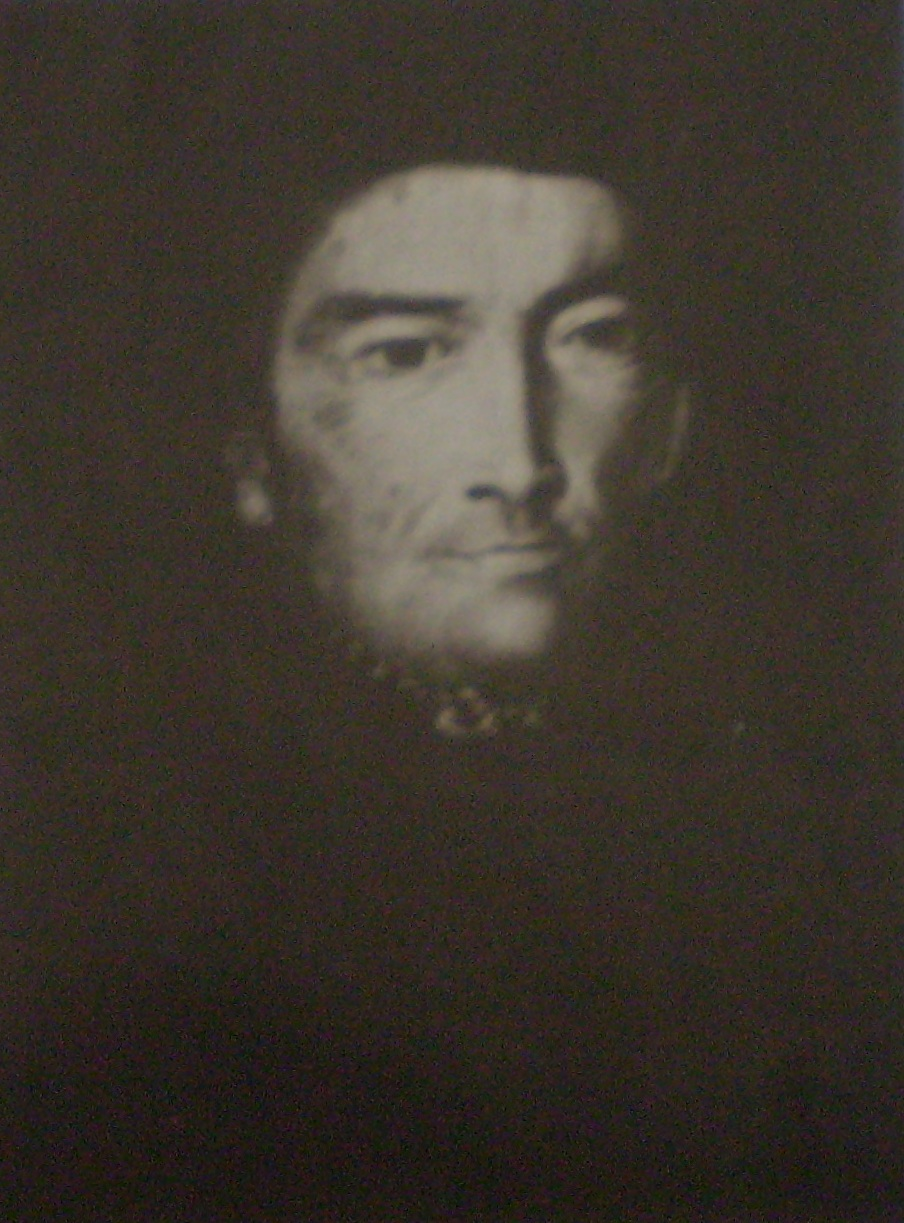
Miguel Calixto del Corro, sacerdote y político cordobés, participó del Congreso de Tucumán.

Después del 25 de mayo de 1810, y más allá de la tensa relación con el poder de Buenos Aires, Córdoba se encontraba comprometida con la gesta libertadora, proveyendo hombres, caballos, mulas, pólvora, ponchos, calzados y otros enceres. El escritor Pablo Julio Rodríguez cita en su libro Sinopsis Histórica que el 27 de febrero de 1812 el Cabildo de Córdoba recibe la orden proporcione 10.000 ponchos i 3000 cananas para el Ejército del Norte.
En marzo de 1816 se realizó el Congreso de Tucumán. Córdoba envía a Eduardo Pérez Bulnes, Jerónimo Salguero de Cabrera y Cabrera, José Antonio Cabrera, y al Canónigo de la catedral Miguel Calixto del Corro, todos ellos de posición autonómica.

### Década del 20
La década de 1820 fue de caudillos, ya que el país se encontraba en pleno proceso de formación. Hasta 1820 existía un gobierno central radicado en Buenos Aires, pero las restantes trece provincias sentían que luego del 9 de julio de 1816 lo que había ocurrido era simplemente un cambio de jefe. La Batalla de Cepeda enfrentó a los caudillos del Litoral con el poder central, conflicto surgido principalmente por la falta de articulación entre la metrópoli y el interior.
Finalmente obtuvieron la victoria los federales, por lo que el país quedó desde entonces integrado por 13 provincias autónomas, al disolverse el gobierno nacional. Se inició así el período conocido como de las Autonomías Provinciales. A partir de ese momento las provincias intentaron, sin llegar a buen puerto, crear un sistema federal que las integrase, esto principalmente por las diferencias regionales de cada provincia.

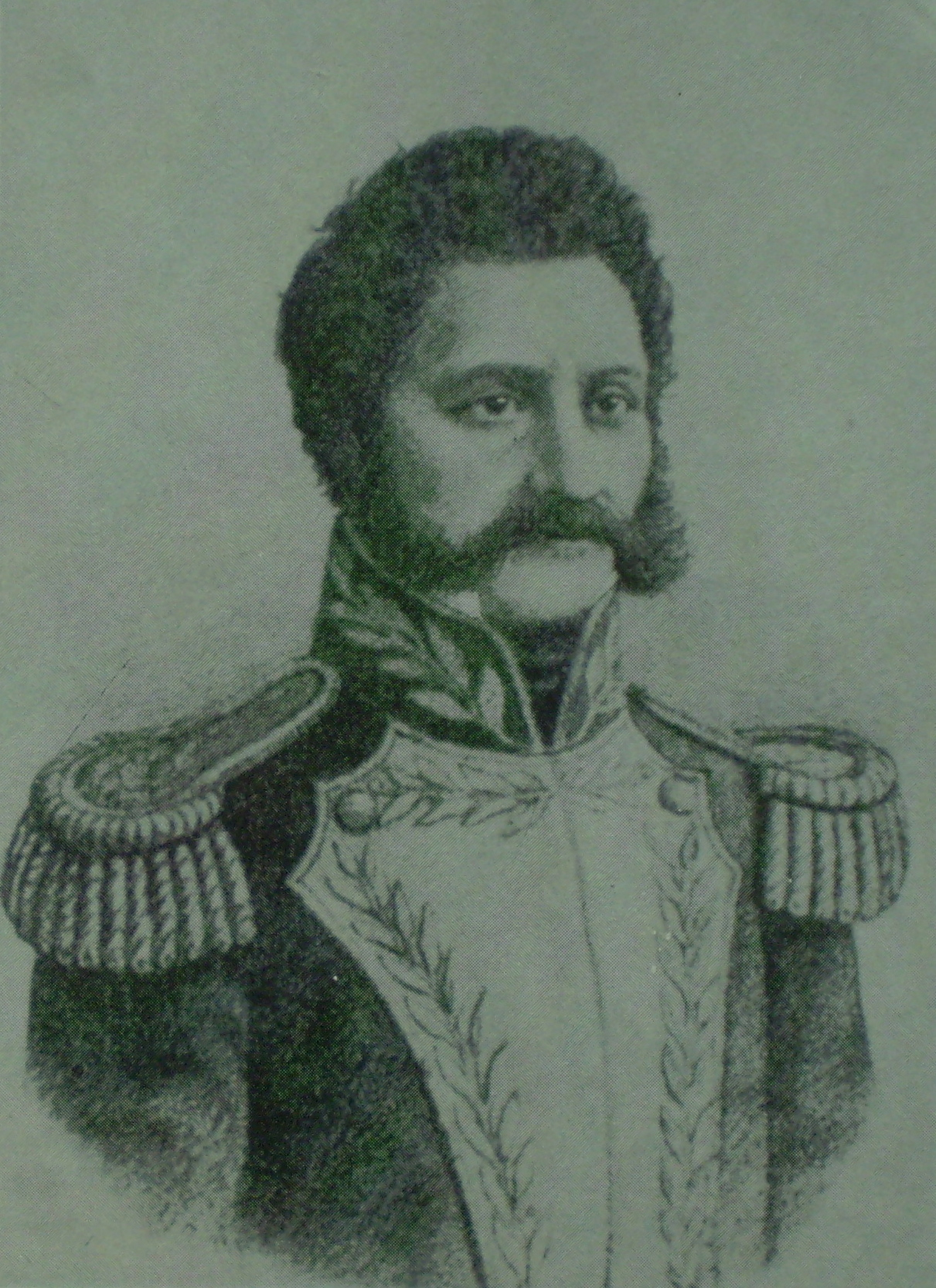
Juan Bautista Bustos, primer gobernador de la provincia.

Dos figuras cordobesas se destacan en este período: el gobernador Juan Bautista Bustos, quien primero fue oficial del Ejército del Norte y estuvo en 1820 al mando de las tropas acantonadas en Arequito, y su compañero y posterior enemigo, el general José María Paz.
En 1821, Bustos repele la invasión de Córdoba por parte de Francisco Ramírez y su aliado chileno el general José Miguel Carrera, conflicto originado en una disputa con el sistema de poder que incluía a las provincias de Buenos Aires, Córdoba y Santa Fe.
Ese año se dicta un reglamento provincial provisorio que facilitaba la inmigración. Establecía Todo hombre gozará de estos derechos en el territorio del Estado, sea o no ciudadano, sea Americano o Extranjero, además agregaba Todos los extranjeros de cualquier nación que sean se recibirán de la misma seguridad que la de los demás ciudadanos, siempre que respeten la religión del Estado, y reconozcan la independencia de esta República, su Soberanía y las autoridades por la voluntad general de sus habitantes.
Según el censo de 1822 la ciudad contaba con 11 552 habitantes, o sea, tuvo crecimiento negativo.
En 1824, Bustos suprimió todos los cabildos de la provincia, y al año siguiente al no alcanzarle los votos para lograr la reelección, disolvió la legislatura. Fue una situación irregular que terminó con la posibilidad de elección de otros candidatos, que finalmente tuvieron que ratificar por cuatro años más a Bustos.
En 1829 Juan Lavalle, de signo unitario, toma el control de la Provincia de Buenos Aires, esto incentivó a que se intentara recuperar las restantes provincias. El general José María Paz, hacía desde 1820 que tenía pensado apoderarse de la gobernación de Córdoba, luego de la sublevación en Arequito por parte de Bustos. A comienzos de abril, Paz se encontraba en Pilar, muy cerca de la capital provincial, junto a 1500 experimentados sobrevivientes de la guerra del Brasil. A causa de la desventaja, Bustos abandona la capital y se dirige a la zona de Punilla, ese 12 de abril Paz ingresa a la ciudad sin resistencia y se hace cargo de la gobernación.
Se puede resumir al gobierno de Bustos como autoritario, pero no sangriento. El escritor Pablo Julio Rodríguez en su obra Sinopsis Histórica comenta que "Su gobierno no fue para Córdoba lo que se ha pretendido hacer creer por sus adversarios de entonces, un gobierno despótico y arbitrario; no. Cierto es que no fue un gobierno modelo; ni realizó grandes progresos; pero los que promovió fueron quizás los únicos que podía llevar a cabo en aquella época de desquicio general".

#### Gobierno de Paz

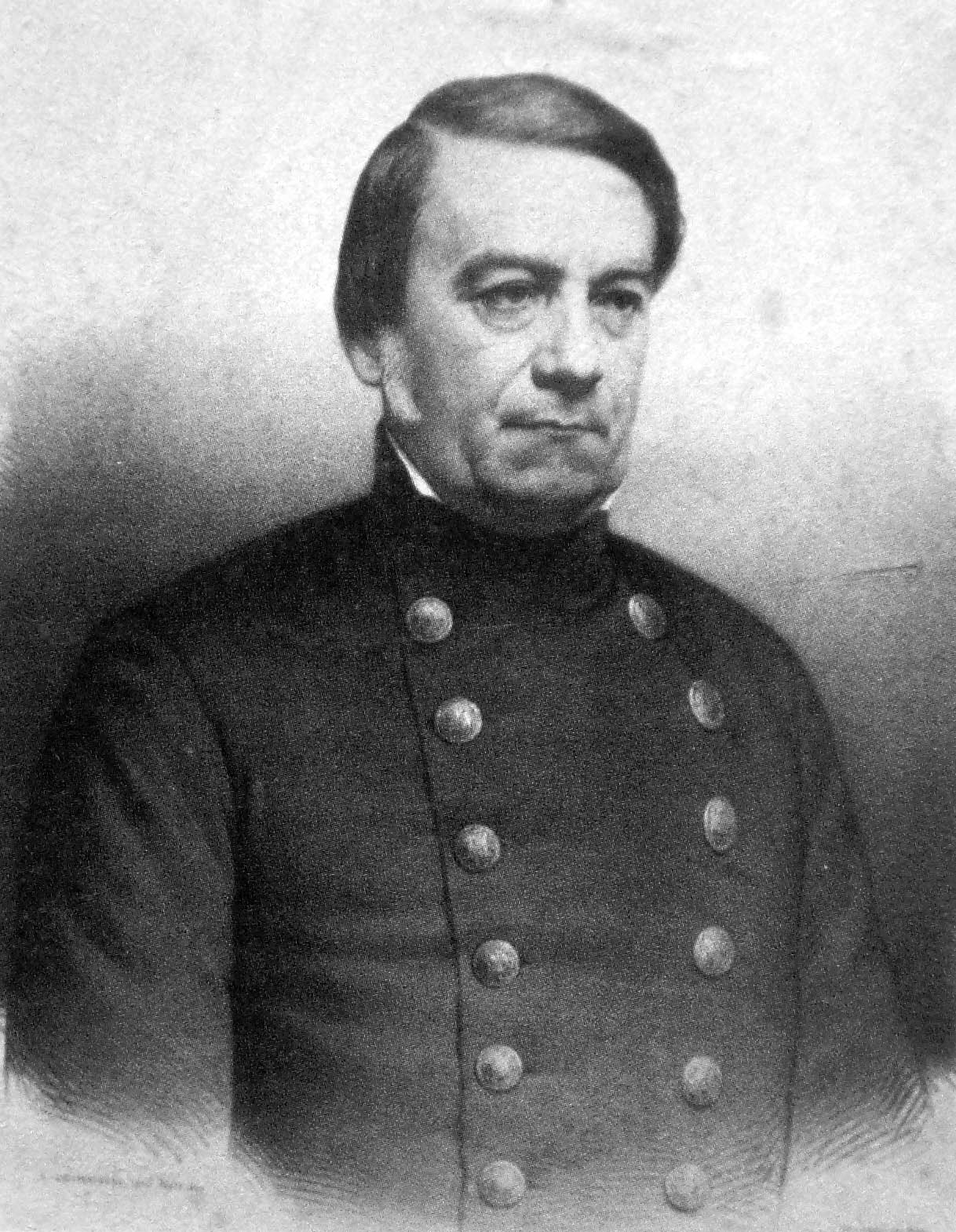
José María Paz, fue el segundo gobernador de la provincia y participó en varias guerras de la Argentina.

El 22 de abril de 1829 el General Paz asume el gobierno provincial. Su primer objetivo fue disputar el control del interior del país. Proyectó extender la ofensiva a otras provincias aislando a la de Buenos Aires y al Litoral, donde mandaban Juan Manuel de Rosas y Estanislao López, con quienes luego firmaría, sin embargo, tratados de buena vecindad con el fin de asegurar la paz provincial.
Para llevar a cabo sus planes de control, creó la Liga del Interior formada por las provincias de: Córdoba, Tucumán, Salta, La Rioja, Santiago del Estero, Catamarca, Mendoza, San Juan y San Luis. Esta Liga, de la cual Paz era su Director Supremo Militar, alcanzó un importante desarrollo.
De acuerdo con la división de aquellos tiempos, la liga era Unitaria, aunque este concepto no se ajustaba a una cuestión doctrinaria, sino simplemente a la conformación de las alianzas. Respecto al gral. Paz, sus ideas no eran ni Unitarias ni Federales, sino que tenía una visión muy personal de todo el asunto.
Políticamente, el escenario se complicaba para Paz: Juan Manuel de Rosas se hace con el poder en la Provincia de Buenos Aires, a partir de ese momento se produce la respuesta a la Liga del Interior: se firma el Pacto Federal de 1831 suscrito por las provincias de Buenos Aires, Corrientes y Santa Fe. Se trataba de un convenio de autodefensa.
El panorama interno provincial no era tampoco auspicioso, ya que Paz no gozaba de mucha simpatía por su inclinación unitaria, desgastado tras el fusilamiento de Manuel Dorrego.
La puja que mantenía con el riojano Facundo Quiroga, tuvo su desenlace en dos batallas ocurridas en territorio cordobés, la primera de ellas en la capital el 29 de junio de 1829 y la segunda en la batalla de Oncativo o de Laguna Larga el 25 de febrero de 1830. Derrotado, vuelve a Buenos Aires donde un año después inicia otra ofensiva, esta vez, apoderándose de Río Cuarto y luego de derrotar a Juan Pascual Pringles en Río Quinto se dirige a Cuyo para preparar otra ofensiva sobre Paz, la que finalmente no ocurrió.
Su siguiente paso sería combatir con Estanislao López en Santa Fe. El combate se demoró hasta que en febrero de 1831 López avanzó hasta la frontera provincial con un ejército de más de 2000 montoneros y aborígenes chaqueños. Cuando parecía que la batalla se aproximaba ocurrió algo impensado: el caballo del General Paz fue boleado en El Tío durante un episodio menor en el que Paz al adentrarse en territorio desconocido tras oír un tiroteo, confunde una partida enemiga con su propia gente, intentó huir, pero fue capturado y trasladado a un calabozo en Santa Fe donde pasaría varios años recluido. Estanislao López se hizo con el poder en Córdoba.
Por su parte, Paz, se casó con su sobrina (hija de su hermana Rosario). Fue puesto en libertad condicional en 1839. De allí se trasladó a Corrientes con el objetivo de sumarse a la desigual batalla contra Rosas. Si bien tuvo importantes victorias como la de Caaguazú, su distanciamiento con Pedro Ferré, gobernador de Corrientes, hizo que se alejara. Estuvo en Río de Janeiro, donde murió su esposa. Finalmente regresa a Buenos Aires donde fallece en 1854, sus restos permanecen en la Catedral de Córdoba.

### Década del 30
Luego de la caída de Paz, la federación se encontraba en una suerte de Pax romana, encabezada por Rosas que tenía todo bajo control desde Buenos Aires.
Pero en Córdoba ocurría lo contrario. Diariamente se sucedían actos de revanchismo y tropelías provocadas por montoneras santafesinas de Pascual Echagüe, acantonadas en la ciudad tras la caída del General Paz.

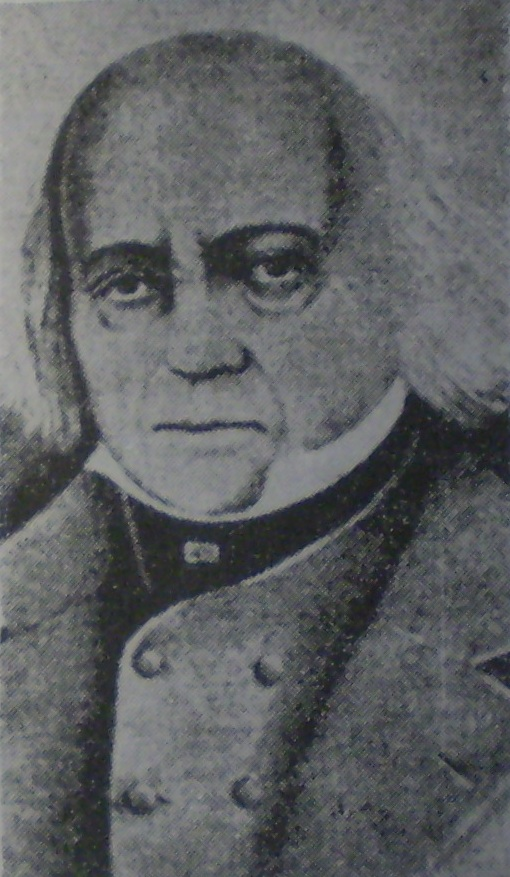
José Vicente Reinafé, quinto gobernador de la provincia.

En agosto de 1831 renuncia el gobernador interino José Roque Funes, apareciendo en escena los hermanos José Vicente, José Antonio, Guillermo y Francisco Reynafé (o Reinafé), oriundos de Villa Tulumba. El mayor, José Vicente asumió la gobernación, José Antonio vigilaba los negocios familiares y Francisco, el menor, era militar.
Fue Francisco quien entabló relación con Estanislao López, el caudillo santafesino. Para corresponder a la confianza que tenía López, José Vicente firma la adhesión de Córdoba a la Liga Federal del Litoral, conformada por Santa Fe, Corrientes y Entre Ríos.
Los Reynafé tenían como opositores internos a los Bulnes y los Bustos, quienes los consideraban usurpadores del poder. Los Reynafé hicieron caso omiso a dichas recriminaciones, de hecho, unos de los primeros actos que hizo José Vicente fue anular todos los actos administrativos del General Paz por considerarlo, según su óptica, injusto invasor de la provincia, además obligó a los últimos unitarios a abandonar la provincia.
Por su parte, muchos diputados, entre ellos Santiago Derqui, se negaron a acatar las órdenes de los Reynafé por lo que eran constantemente hostigados. En febrero de 1833 se produjo la renovación de la legislatura, donde resultan electos muchos amigos de Paz. Así mismo ese año José Vicente cae enfermo y es designado como reemplazante, José Antonio.
En el plano económico se prohibió el ingreso de ropa hecha y calzados en razón de la destrucción de la industria, que de lo contrario sufre la Provincia y del aniquilamiento de los infelices artesanos. En 1832 la caja provincial se resumía así: ingresos por 94 933 pesos y gastos por 94 292 pesos, siendo la mayor parte (51 073) recursos provenientes de la aduana, mientras las erogaciones más grandes (54 167) eran las correspondientes a los gastos militares.
En mayo de 1833 se produce un motín de milicias en Río Cuarto, al frente de la misma se encontraba el coronel Manuel del Castillo, comandante de El Sauce, que se extendió a las milicias de San Javier y Calamuchita. Se sospechaba de la complicidad de Huidobro y de Facundo Quiroga en el alzamiento, enviando a Francisco Reynafé a reprimirlo. Castillo ocupó Córdoba, pero las tropas oficiales los repelieron. Los sublevados, perseguidos y apresados, fueron colgados en la plaza pública y sus bienes confiscados.

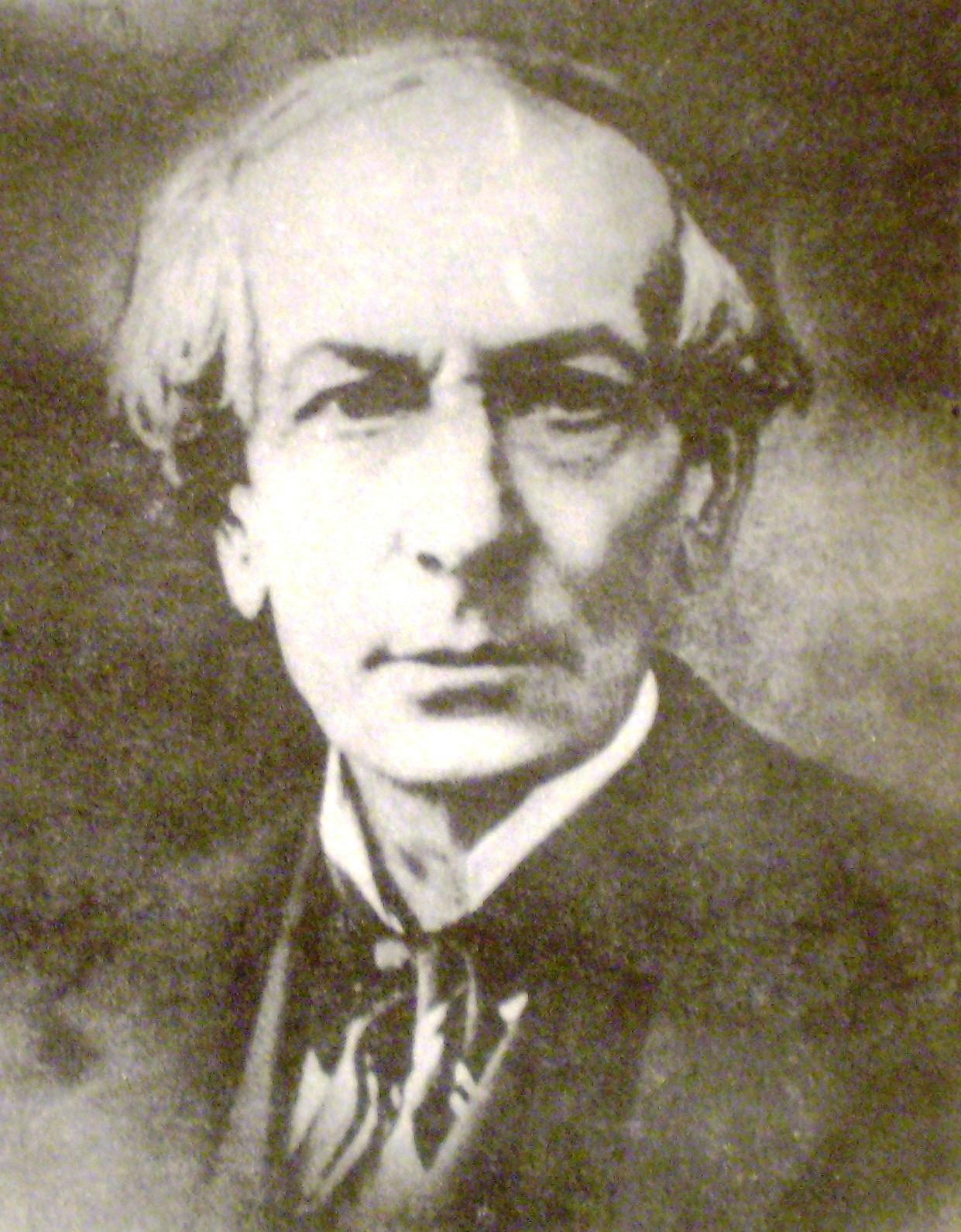
En 1834, con 24 años de edad, llega Juan Bautista Alberdi a Córdoba para concluir su carrera de abogacía.

En 1834, con 24 años de edad, llega a la ciudad Juan Bautista Alberdi, proveniente de San Miguel de Tucumán. Fue recomendado por el gobernador tucumano Alejandro Heredia, para que la Universidad le tomase el examen de tercer año de Derecho Civil y que, en su caso, le eximiese de las prácticas de rigor. Alberdi se recibió de Abogado.
En febrero de 1835 es asesinado Facundo Quiroga en Barranca Yaco, al norte provincial, por un grupo de treinta y dos hombres, al mando del capitán Santos Pérez. Murieron junto a Quiroga, su secretario, un correo, y otras seis personas, entre ellas un niño.
El asesinato conmovió profundamente al partido federal y reflotaron las rivalidades y desconfianzas existentes en ese bando. Los hermanos Reynafé fueron acusados de asesinato, la legislatura no renovó el mandato de José Vicente y quedaron a merced de sus acusadores. El gobernador interino Pedro Nolasco Rodríguez dispuso la prisión de los hermanos. Rosas, por su parte, sobre pasó su jurisdicción, reclamó que les fueran enviados a Buenos Aires. En octubre de 1837, luego de juzgados, fueron condenados a muerte José Vicente y Guillermo, José Antonio había fallecido en prisión poco tiempo antes. Francisco murió en 1840 en Cayastá, luego de ser sorprendido por tropas de Juan Pablo López, gobernador de Santa Fe, luego de la muerte de su hermano Estanislao.
En marzo de 1836 la Legislatura provincial nombra gobernador al comandante de milicias del Tercero, Manuel López, un incondicional de Rosas. Su gobierno se caracterizó por la política de mano dura, lo que le valió el apodo de Quebracho.
En el aspecto político, fueron tiempos de relativa calma. La mayoría de los unitarios habían sido expatriados a otras provincias y en cualquier caso no todos los federalistas aceptaban a López, entre ellos Arredondo y Bustos.
En el aspecto económico, López, disminuyó los derechos de aduana y mantuvo la prohibición de ingresar a la provincia artículos similares a los que se producían localmente. En esa época toda mercadería que tocara suelo cordobés pagaba un derecho de piso, además existían el derecho de visita a los almacenes, pulperías o tiendas, derecho de patentes a todo tipo de negocios e industria. En 1837 el diezmo de las iglesias pasó al Estado.
Entre otros hechos, en febrero de 1839, el santafesino Santiago Oroño invadió El Tío con unos pocos hombres batidos luego en La Trinchera por el gobierno provincial, huyendo los sobrevivientes al norte. Su propósito era unirse a Pedro Nolasco Rodríguez que había llegado a Río Seco, luego batidos por López junto a ochocientos hombres en Las Cañas. Ese mismo año, el fiscal del Estado provincial, Fermín Manrique, se opone a la reelección de López. Fue fusilado por orden de este, tres años después sin razón aparente.

### Década del 40

En 1840, las provincias conformadas en la Coalición del Norte en celeste y las provincias conformadas en la Liga Federal lideradas por Juan Manuel de Rosas en rosado, ambas eran parte de la Confederación Argentina.

Muchas de las batallas para intentar derrocar a Rosas se sucedieron en Córdoba, dada su mediterraneidad y su posición estratégica como centro neurálgico. Tal fue el caso de la batalla protagonizada por las tropas unitarias con Juan Lavalle a la cabeza y Manuel Oribe del bando federal, en lo que se conoce como la Batalla de Quebracho Herrado, resultando vencedores los federalistas. En octubre de 1840 un levantamiento a cargo del comandante Agustín Gigena, derroca a Manuel López, proclamándose gobernador José Francisco Álvarez, expresidente de la Legislatura. Córdoba pasó a formar parte de la anti "rosista" Coalición del Norte. López logra escapar al sur con la intención de Pasar al Rosario.
El 17 de diciembre de ese año, Oribe (vencedor de Quebracho Herrado y que tenía militarmente bajo su poder a Córdoba), ingresa en la ciudad y manda a degollar a todos los heridos que permanecían allí, luego repuso a López en el gobierno que hasta el momento se encontraba a cargo del jefe político designado por Gregorio Aráoz de Lamadrid, Dionisio Risso Patrón. Esta época, en la cual Oribe tuvo fuerte influencia es recordada como una etapa de terror, ya que se caracterizó por la constante represalia, tortura y muerte de opositores. El ejército de Oribe abandona la provincia en agosto de 1841.
Córdoba tenía en aquella época Aduana y Casa de Moneda, pasando ambas a funcionar a partir de 1844 en un edificio sobre la actual Avenida General Paz esquina Bulevard San Juan, selló monedas de plata. La Casa de Moneda fue cerrada por Justo José de Urquiza en 1855. En 1845 se instituye el pago de patentes por rubro de actividad, antecedente del actual Impuesto sobre los Ingresos Brutos. Las primeras actividades alcanzadas fueron los alambiques, molinos, mercachifles, pulperías, almacenes y tiendas de la capital. En 1846 la Renta General, a causa de estos ajustes llegó a $116 410 y los gastos a $94 870. La deuda pública alcanzaba en aquella época $386 433, provenientes en su mayoría de empréstitos forzosos. En 1847 se modificó el llamado Código Constitucional Provisorio de la Provincia de Córdoba. Se buscó principalmente que López pudiera seguir en el cargo, pero además tuvo un fuerte tono "rosista". Uno de sus párrafos rezaba Ningún salvaje unitario podrá obtener empleo alguno. Ese año López es reelecto por seis años más.

### Década del 50

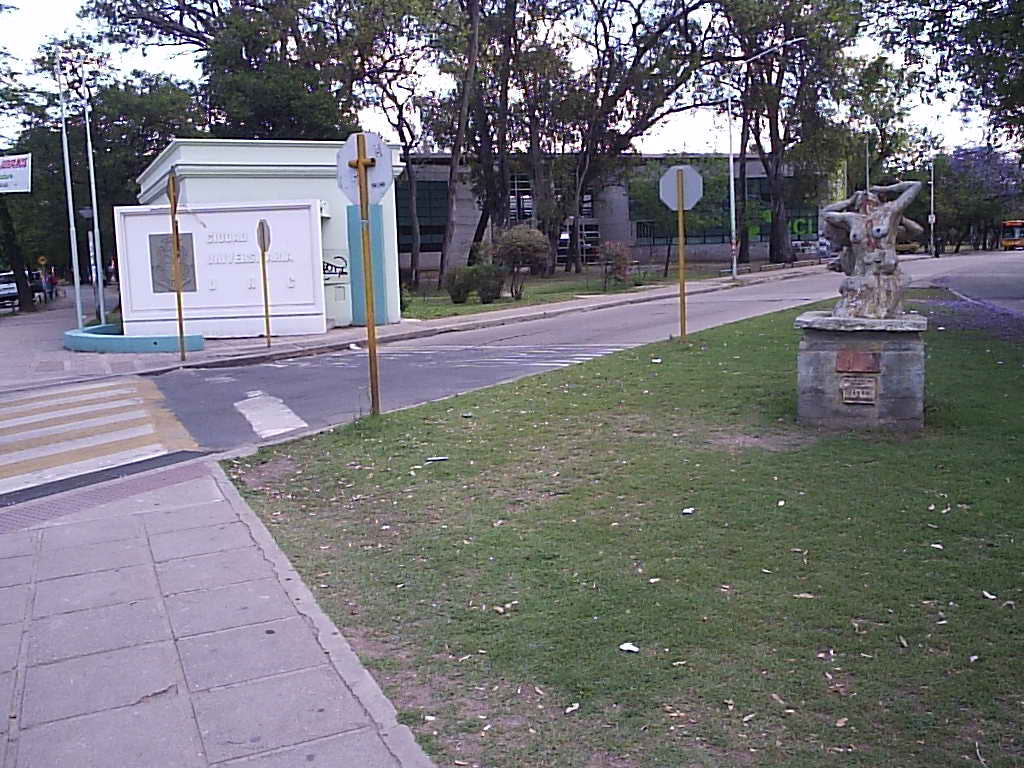
Entrada principal de la Ciudad Universitaria de Córdoba. En abril de 1854 el gobierno cordobés declaró por nacionales a la Universidad Mayor y el Colegio de Monserrat.

Manuel López permanece en el poder hasta 1852, cuando Juan Manuel de Rosas cae a manos de Justo José de Urquiza. La posición conciliadora de este último hizo que López intentara, sin éxito, permanecer en el escenario político post-Caseros. Despojado de su poder, sufrió prisión, confiscación de sus bienes, vituperio público y la obligación de pagar un empréstito por la suma de 2000 onzas de oro. López falleció en Santa Fe en 1860.
En abril de 1852 asume la gobernación Alejo Carmen Guzmán, de posición federal (pro urquicista). La anterior gestión había dejado una voluminosa deuda pública, liquidada con papeles, ya que el tesoro carecía de fondos.
Para el país, las últimas décadas habían sido de guerras infructuosas que habían imposibilitado el desarrollo económico. De hecho en julio de 1852 se prohibió mendigar en las calles de Córdoba, a menos que acreditara pobreza o imposibilidad para el trabajo. En 1854 se sancionó una ley que decía para costear el alumbrado público se establece el impuesto de tres reales a las casas de trato, dos a los talleres y boliches y un real a cada puerta abierta en la calle.
En abril de 1854 el gobierno cordobés declaró por nacionales a la Universidad Mayor y el Colegio de Monserrat y como tales sujetos al gobierno nacional y bajo su inmediata dependencia y dirección. En 1856 el Congreso nacional lo ratifica y establece que los fondos para su funcionamiento provendrán del Tesoro nacional.

### Década del 60

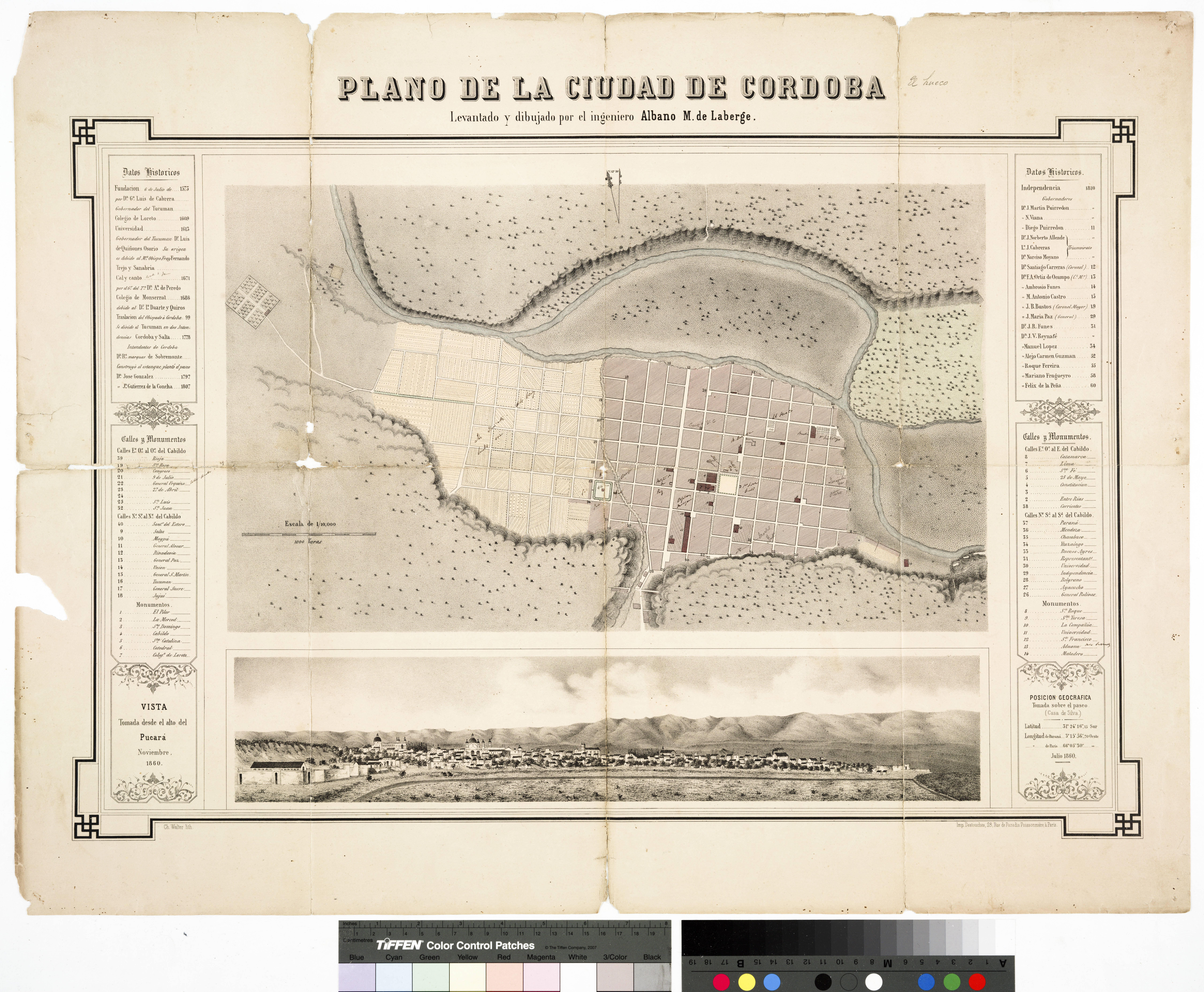
Plano de la ciudad en 1860. Se observa el cauce original del Río Suquia. Años después las obras de rellenado y nivelación del terreno permitieron la expansión hacia Alta Córdoba y Nueva Córdoba.

En la provincia se produjo un vacío de poder tras la batalla de Pavón. En noviembre de 1861 una revuelta liberal comandada por Manuel de Olascoaga derroca a Fernando Félix de Allende y coloca en el poder a José Alejo Román. Esta situación fue revertida por Bartolomé Mitre, quien luego de vencer en Pavón tenía sus ojos puestos sobre el interior del país. Envió a Wenceslao Paunero para revertir la situación, asume como cuasi interventor Marcos Paz, quién delega el poder en Paunero en enero de 1862. Este hecho terminó con el Partido Constitucional y el sector que había acompañado al gobernador Guzmán. En marzo de ese año asume la gobernación Justiniano Posse, un liberal autonomista, ex perseguido político.
En 1862 comienza a editarse en la ciudad el diario El Eco de Córdoba que estaba dirigido por los hermanos Ignacio Vélez y Luis Vélez. Según sus propias palabras se trataba de un diario político, noticioso, literario, comercial y de variedades, era un diario independiente y sin partidismo alguno. En 1867 aparece el diario de orientación liberal El Progreso, dirigido por Ramón Gil Navarro, periodista que ejerció gran influencia en los acontecimientos políticos de la época. El humorista político de aquellos tiempos fue Armengol Tecera que desde la publicación La Carcajada se burlaba de todos, luego ocupó una banca en la legislatura provincial.
Tras la batalla de Pavón y posterior retirada de Urquiza, sobrevino el final de la Confederación. A partir de ese momento comienza el gobierno de Bartolomé Mitre. La poca rebelión que existía en las provincias poco a poco se iría sofocando. Los primeros días de junio de 1863 se produce un intento de restauración federal encabezada por Simón Luengo, la misma logra colocar en la gobernación a José Pío Achával, socio político de uno de los últimos caudillos del interior: Angel Vicente Peñaloza, quién el 13 de junio de 1863 ingresó a la ciudad y se exhibió en los balcones del cabildo, todo un mensaje para Buenos Aires.
El general Paunero, enviado desde Buenos Aires, con un experimentado ejército que doblaba en número al de Peñaloza, lo derrota en Las Playas, al oeste de la ciudad. El caudillo riojano vuelve a su provincia mientras que el gobernador Pío Achával intenta huir a Catamarca, pero es apresado.
La «normalidad» no duró, al poco tiempo Justiniano Posse renuncia a la gobernación rodeado del más profundo desencanto en presencia de la situación que ha creado para la provincia, la inmoralidad de los partidos políticos que se disputan el triunfo y predominio exclusivo sobre ella.
Chacho Peñaloza regresa a su hogar en Los Llanos, de allí intenta una última gestión de paz con Domingo Faustino Sarmiento, en ese ínterin los nacionales comandados por Irrazábal lo alcanzan y le dan muerte en Olta, en noviembre de 1863, su cabeza fue exhibida en una pica.
Finalmente las últimas intentonas federares, todas sofocadas, fueron protagonizadas por las montoneras de Felipe Varela, Santos Guayama, Severo Chumbita, Sebastián Elizondo, entre otros. En noviembre de 1863 renuncia a la gobernación Benigno Ocampo ocupando el cargo quien ya fuera gobernador entre 1852 y 1855, Roque Ferreyra.
El 2 de marzo de 1865 el batallón Córdoba Libre fusila a Justiniano Posse, en la esquina de las actuales calles Deán Funes y Rivera Indarte, mientras era trasladado a prisión acusado de una conspiración fallida contra el gobierno. Este hecho generó gran inestabilidad interna y obligó a Mitre a enviar a su ministro del interior, el doctor Guillermo Rawson, a calmar la situación, sin éxito. En julio de 1866 un movimiento encabezado por Simón Luengo logra la renuncia de Ferreyra, la Legislatura coloca en el gobierno a Mateo Luque. En agosto de 1867 otro levantamiento de Luengo derroca esta vez a Luque. El caudillo se hace con el poder de la provincia por trece días hasta que es derrotado por tropas acantonadas en Villanueva, al mando del coronel Emilio Conesa.
Luque regresa al gobierno, pero renunció en octubre de 1867 a causa de los constantes hostigamientos de sus adversarios. Asume en diciembre de ese año otro exgobernador Félix de la Peña, un liberal pro Mitre. Se observa como la provincia era constantemente intervenida por el Ejército nacional, ya que no resultaba sencillo alinear a Córdoba en la senda liberal. En aquellos años, sumado a todo esto, la provincia sufría una epidemia de Cólera que cobró numerosas víctimas.
Según el censo de 1869 la provincia contaba con 210 508 habitantes.

### Década del 70

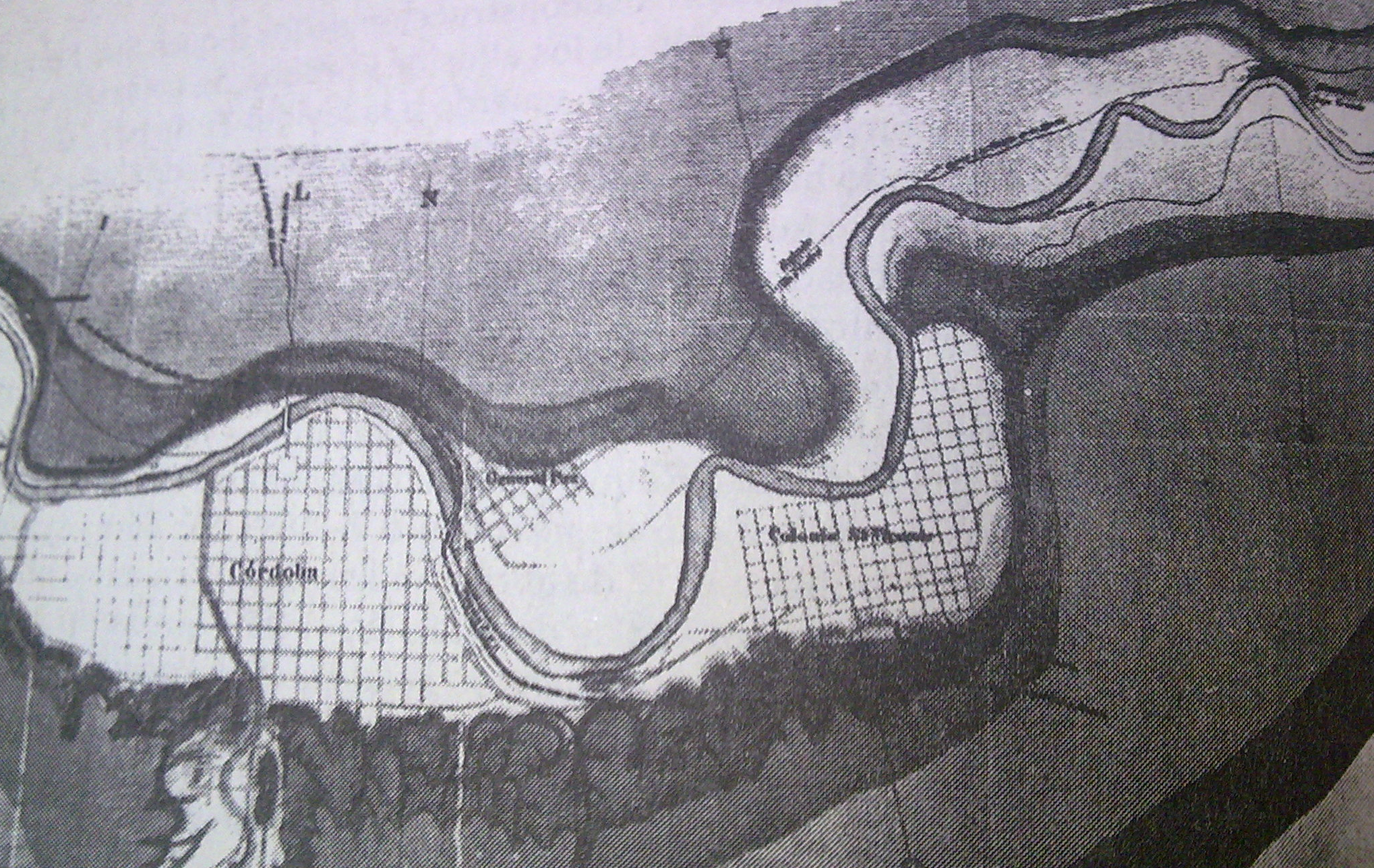
Mapa de la ciudad en 1890. Ya se observan efímeramente los barrios General Paz y San Vicente, además del centro. También se ven las primeras marcas del ferrocarril, y los caminos «Bajada de Piedra» y «Chacra de la Merced».

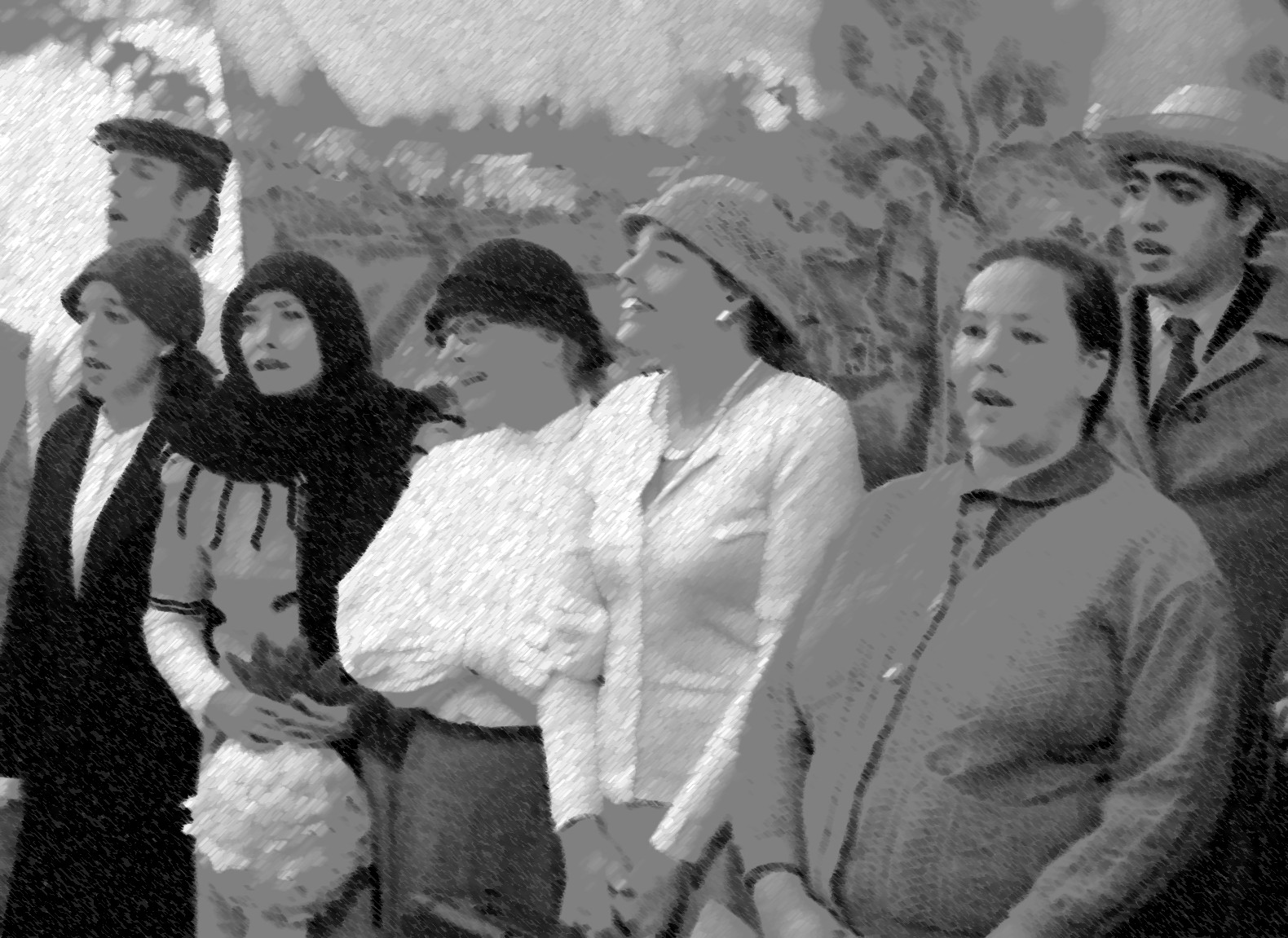

En la década de 1870 el país había ingresado al sistema de división internacional del trabajo como productor de carnes y cereales. Durante aquellos años recibió gran cantidad de inmigración europea.
El 18 de mayo de 1870 se inauguró el ferrocarril a Córdoba. Era el tramo Rosario - Córdoba del Central Argentino luego rebautizado Ferrocarril General Bartolomé Mitre. A lo largo de su trazado se revalorizarían las tierras y surgirían nuevos poblados. La compañía de tierras e inversiones del mencionado ferrocarril tenía a su cargo la concesión de la legua (4,83 km) de tierra ubicada a cada lado de la vía. Dicha legua adquirió un gran valor luego de que comenzara a funcionar el ferrocarril. Se criticó mucho su concesión, ya que ese dinero no iba al Estado, pero posiblemente haya sido la única manera de atraer inversiones de este tipo.
En septiembre de 1871 durante el gobierno de Juan Antonio Álvarez, se dicta la primera ley provincial sobre inmigración que otorgaba 200 leguas (965 km) de tierras fiscales al sur provincial para asentamientos espontáneos, además de otorgar estímulos y franquicias. Esta norma estaba principalmente destinada a la Europa anglosajona, en cualquier caso los ingleses eran reticentes, ya que la guerra con los indígenas no había concluido.

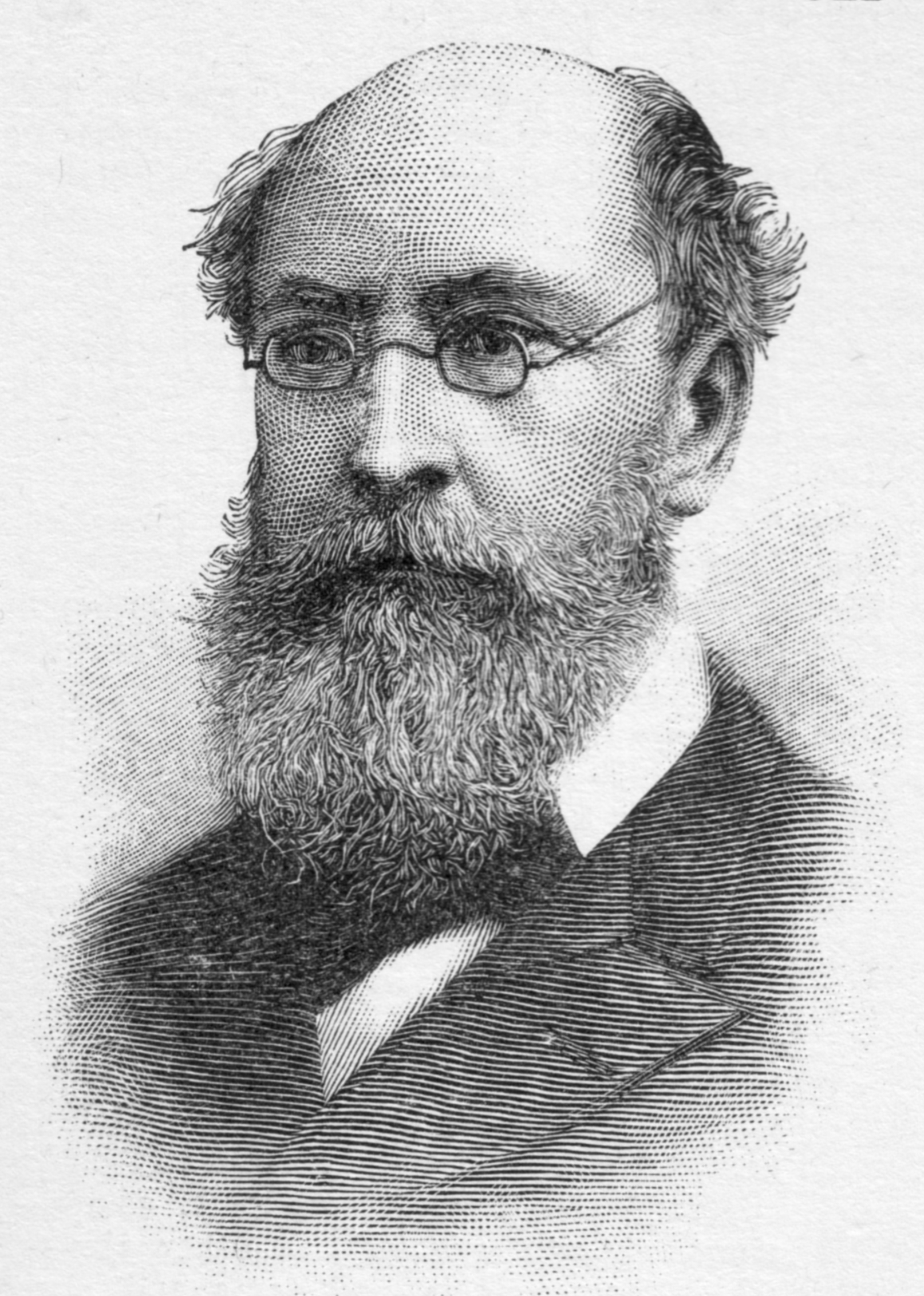
Retrato de Benjamin Apthorp Gould, primer director del Observatorio Astronómico de Córdoba.

En octubre de 1871 se realiza en la ciudad la primera Exposición Nacional. La misma ocupó un predio de cinco manzanas, donde parte de aquel ocupa actualmente el palacio de justicia. A su inauguración asistió el presidente Sarmiento, quién además inauguró el Observatorio Astronómico a cuyo cargo se encontraba el astrónomo norteamericano Benjamín Apthorp Gould, traído al país por Sarmiento dos años antes.
En aquellos años surgió la controversia respecto a la designación de la capital del país. Luego de Pavón, las autoridades se habían asentado provisoriamente en Buenos Aires, pero hasta ese momento no había ninguna designación legal. En 1869 Sarmiento vetó una ley aprobada por el congreso, donde se determinaba que la capital del país sería en Rosario. El proyecto fue vetado "a fin de que la gravísima cuestión acerca de la capital permanente de la República, sea examinado con más tranquilidad y datos y resuelta por otro congreso". En 1871 según ley número 462, el congreso estableció una comisión que buscara un emplazamiento para la capital "sobre una u otra margen del río Tercero, en la provincia de Córdoba, y en las inmediaciones de Villa Nueva o Villa María y con un ária superficial que no esceda de doscientos veinte y cinco kilómetros cuadrados". Sarmiento vetó también este proyecto alegando entre otras cosas "el gobierno no puede decretar que se traslade a Villa María una sociedad culta; y el tono de la que emigre a una capital eternamente aldea, imprimirá al Gobierno su color local". Hubo otro proyecto similar más tarde ese año, pero no sorteó siquiera la cámara de diputados. Finalmente en 1880 se sancionó mediante ley que la Ciudad de Buenos Aires es la capital.
En 1873 el gobernador Juan Antonio Álvarez funda el Banco Provincial de Córdoba (hoy Banco de Córdoba), originalmente de capitales mayoritariamente privados con una baja participación del Estado, luego pasó a ser cincuenta por ciento estatal. Esta entidad, que absorbió a la Caja de Depósitos y Consignaciones, abrió el 24 de septiembre, en su casa central ubicada en la primera cuadra de la calle 25 de mayo.

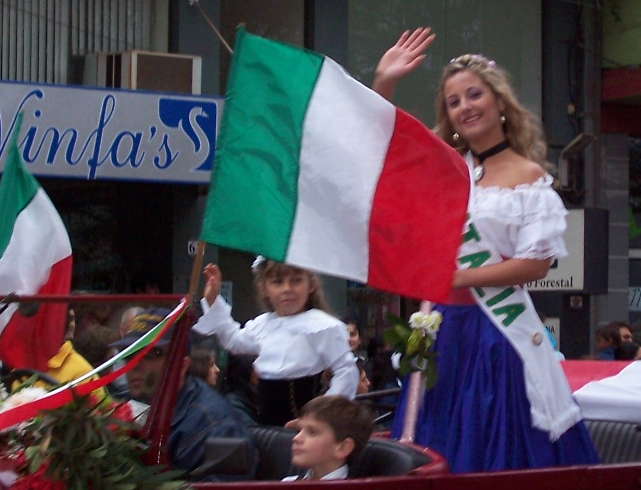
Juliana Sansaloni, reina de la colectividad italiana, durante el desfile inaugural de la XXVI Fiesta Nacional del Inmigrante, en Oberá, Misiones, Argentina (fragmento).

Ese año, bajo el rectorado del Dr. Manuel Lucero, se inauguró la facultad de Ciencias Físico -Matemáticas (hoy Ciencias Exactas) y en 1877 la de Medicina.
En octubre de 1876 se inaugura el ferrocarril Córdoba - San Miguel de Tucumán. El entonces presidente Nicolás Avellaneda (oriundo de la capital tucumana), realizó el primer viaje que salió de la estación La Garita, en las afueras de la ciudad.
Ese año se dicta la ley nacional nro. 817 de inmigración y Colonización. La norma establecía entre otras cosas promocionar las bondades del país en Europa y como parte de ello se subsidiaban viajes a los interesados. Córdoba fue uno de los puntos álgidos de inmigración, ya que vastas extensiones de tierras no estaban adjudicadas, principalmente en el sureste y sur.
En julio de 1878 se inaugura la primera línea de tranvías de la ciudad. Unía el centro con el barrio General Paz. El servicio estaba a cargo de la Compañía Tramway de la Ciudad de Córdoba.

### Década del 80
En 1840 muchas de las calles del actual microcentro cambiaron de denominación. Sus nombres originales estuvieron influidos por iglesias, monumentos y actividades cotidianas.
| De la caridad                                                     | Avenida Colón                                                      |
| Ancha de Santo Domingo                                            | Avenida General Paz - Avenida Vélez Sársfield                      |
| Comercio (hasta 1779) San Francisco (desde 1779 hasta 1840)       | Buenos Aires - Rivadavia                                           |
| Del Colegio (o Del dormitorio)                                    | Entre Ríos                                                         |
| Del Pilar                                                         | Avenida Maipú                                                      |
| Bajo del Río (desde 1779 hasta 1840)                              | Paraná                                                             |
| Del Río (desde 1779 hasta 1840)                                   | Santiago del Estero                                                |
| Del Cabildo (desde 1577 hasta 1840)                               | Deán Funes                                                         |
| De la Catedral (desde 1779 hasta 1840)                            | San Martín - Independencia                                         |
| Del Matadero (desde 1779 hasta 1840)                              | Santa Rosa - Lima                                                  |
| De la Merced (desde el siglo XVIII hasta 1860)                    | 9 de julio - 25 de mayo                                            |
| De San Roque (hasta 1779) De los Plateros (desde 1779 hasta 1840) | 27 de abril – San Jerónimo                                         |
| Real (desde 1577 hasta 1779)                                      | Caseros                                                            |
| De la Ronda (desde el siglo XVI hasta el siglo XVIII)             | Santa Rosa - Lima Bulevar San Juan - Bulevar Illia Bolívar - Jujuy |
| San Roque (desde 1779 hasta 1840)                                 | Obispo Salguero - Salta                                            |
| Santa Catalina (desde 1779 hasta 1840)                            | Obispo Trejo y Sanabria                                            |

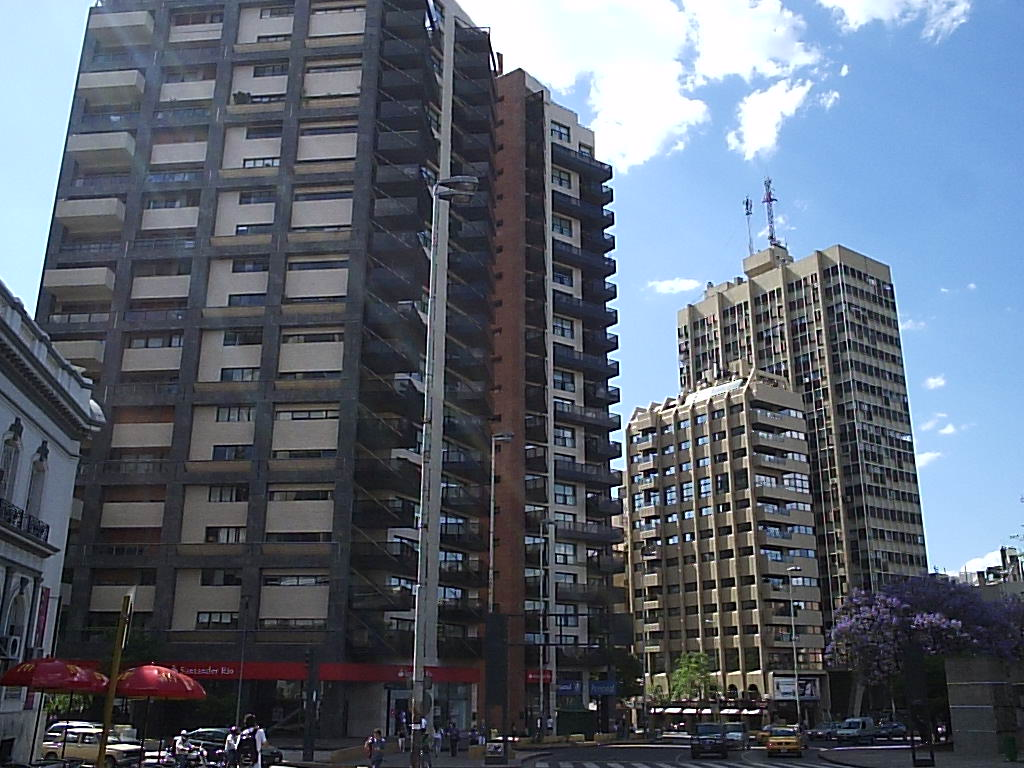
El barrio Nueva Córdoba fue planeado para poblar la entonces olvidada zona sur del macro centro cordobés.

En 1880, mientras Julio Argentino Roca llega a la presidencia del país, el Partido Autonomista Nacional domina la política provincial. Miguel Juárez Celman lo fue entre 1880 y 1883 seguido por Gregorio Gavier quien ejerció entre 1883 y 1886.
El 1 de enero de 1881 comienza a funcionar el registro civil municipal, el más antiguo del país. El primer matrimonio inscripto data del 27 de enero.
Su creación sucitó por aquellos años conflicto entre la municipalidad y la iglesia, ya que venía a suplir una actividad exclusiva de la iglesia.
Ese año se comenzó la construcción de una torre central en el cabildo. La obra estuvo a cargo del arquitecto español Mariano Güell. Dicha torre fue demolida en 1910 debido a su mal estado y el reloj que se encontraba en la misma fue trasladado al edificio de la legislatura provincial.
Con el gobierno de Juárez Celman se inicia el despertar post colonial de la provincia. La ciudad comienza a tener una vida social más intensa, las tradicionales fiestas comienzan ahora a traspasar los umbrales de las casas de familia para pasar a ser eventos sociales. Termina la larga siesta colonial.
En 1883 se realiza una reforma a la constitución provincial, inspirada en la obra de Filemón Posse. Uno de los cambios fue a nivel municipal, ya que se creó la figura del intendente y del Concejo deliberante, como órganos ejecutivo y legislativo respectivamente. El primer intendente de la ciudad fue Juan Manuel La Serna seguido en 1887 por Luis Revol.
En 1886 la provincia sanciona la segunda ley de inmigración, más atractiva que la anterior. En esa época la provincia de Santa Fe no tenía casi tierras para adjudicar dado que lo venía haciendo hacía tiempo, el elevado costo de sus tierras hizo que los compradores se dirigieran a Córdoba.

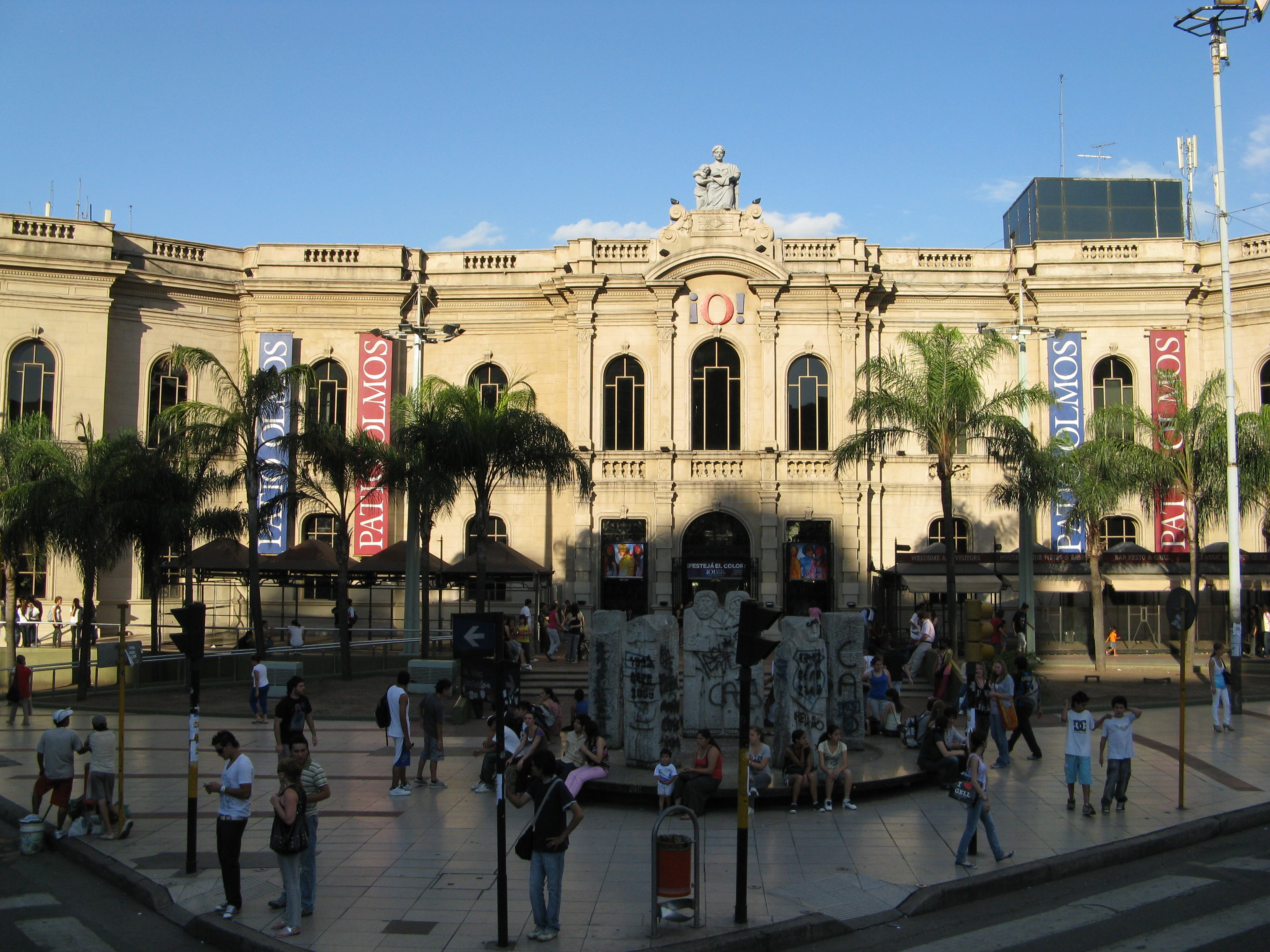
Desde 1995, el lugar donde se encontraba la antigua escuela Olmos se convirtió en el centro comercial Patio Olmos.

En 1887 la provincia tenía 31 nuevas colonias y para 1895 eran de 164, la mayoría distribuida entre los departamentos Marcos Juárez, San Justo y Unión.
En 1889 asume la gobernación Marcos Juárez, hermano mayor de Miguel Juárez Celman enemigo declarado de Roca. Marcos, dos años antes, había fundado el club social El Panal que era uno de los más importantes junto al Club Social. Entre las cafeterías de la época, que eran lugar de reunión de personajes influyentes, se encontraban El Café del plata destruido por un incendio, El Criterión y La Oriental que funcionó hasta alrededor de 1950.
Los nuevos edificios del Banco de Córdoba, el Teatro Nuevo (luego Rivera Indarte hoy Libertador San Martín) y la Academia Nacional de Ciencias fueron cambiando la fisonomía del micro centro cordobés. Iban avanzando las obras del Parque Elisa (hoy General Las Heras). En marzo de 1890 se licitó la construcción del penal de barrio San Martín que en 1895 contaba con dos pabellones habilitados, lo que permitió el traslado de los reclusos que se encontraban en la cárcel pública ubicada en el terreno donde luego se levantara la escuela Olmos.
Hacia finales de década la nación se encontraba en una situación fiscal muy comprometida, casi de default. La provincia de Córdoba no era la excepción, ya que en los últimos años el déficit público venía creciendo fuertemente. Para cumplir las obligaciones se estaba recurriendo a la venta de tierras fiscales. El oro también llegaba del exterior a raudales, ya que se comprometían la Renta General y las ganancias del Banco Provincial, comprometiendo gravemente las finanzas futuras. Se criticaba que muchos de los fondos estaban destinados a obras públicas de importancia secundaria. Uno de estos proyectos fue presentado en 1886 como proyecto Crisol que dio origen al barrio Nueva Córdoba. El proyecto era una propuesta urbanística que tenía como objetivo recuperar una amplia zona al sur del micro centro, levantando un barrio residencial y un parque. En 1892 se le rescindió el contrato a Miguel Crisol, los terrenos volvieron a manos de la provincia, los mejores lotes se subastaron y el resto fue reservado para futuros edificios públicos.

#### Nueva urbanización
El más importante proyecto llevado a cabo luego de casi tres siglos de la fundación de Córdoba, sería el de desmonte y nivelación de las barrancas de los Altos del Sud, que aprisionaban a la ciudad no permitiendo su crecimiento urbano.
El empresario Miguel Crisol, al presentar su proyecto al gobierno provincial en 1886, manifestaría que la ciudad estaba ahogada dentro de un hoyo de barrancas, con una abertura al oeste por donde penetraba el río Suquía y otra al oeste por donde salía. Añadiendo: "No tiene otro desahogo, y hace tres siglos que, resignada e inerme, mira que las lluvias torrenciales inundan de lodo sus calles, y los vientos de todos los rumbos la cubren de la arena movediza de los Altos".
El plan —que contemplaba la ejecución de obras de ensanche de la traza de la ciudad y la construcción de un parque— fue aceptado por el gobernador Ambrosio Olmos, siendo presentado un proyecto de ley ante las cámaras provinciales donde se manifestaba que la ciudad contaba con numerosa población encerrada en un reducido espacio y tenía necesidad de la formación de parques y grandes paseos públicos. Se calculaba que el costo sería reducido, por cuanto los terrenos no poseían valor y estaban deshabitados.
Los terrenos fueron declarados expropiables por causa de utilidad pública. Una parte de ellos sería entregada a Crisol como recompensa, debiendo urbanizarla a su propia costa, concluyendo las obras en un plazo de tres años de comenzados los trabajos, pudiendo prorrogarse el plazo por dos años más.
En febrero de 1887 se formalizaba un contrato entre el presidente del Dpto. Topográfico y Miguel Crisol, por el que se fijaba que el P. E. expropiaría y entregaría al último los terrenos de los Altos del Sud. Se trazaría un parque de más de setenta hectáreas, con lagos, cascadas, kioscos y una sección para instalar un jardín zoológico. Crisol debería trazar a su costa una ciudad nueva, con calles, parques y jardines. Una vez terminados los trabajos, el parque quedaría en propiedad del gobierno provincial, y a Crisol se le escriturarían los terrenos del bajo del río al oeste de los terraplenes del Ferrocarril Central Argentino.
En junio de 1887 el P. E. sancionaba el decreto reglamentando la expropiación de los terrenos de los Altos del Sud. En agosto, Crisol presentaba para su aprobación los planos para la construcción de la "Córdoba Nueva" confeccionados por el Ing. Luis A. Huergo, siendo aprobados sin modificaciones.
Un factor con el que no se había contado era la especulación artificial en que cayeron los terrenos a expropiarse, incluyendo el elevado costo al que fueron expropiados los primeros. Los restantes comenzaron a pasar de mano en mano y su precio a elevarse en forma excesiva, en la espera de su próxima expropiación. Otra cuestión era que los terrenos no estaban deshabitados, si bien lo estaban por sectores socialmente marginales cuyo destino era incierto.
Aunque en 1888 ya había sido expropiada una gran parte de la zona, el proyecto entró en una vía muerta. La obra sufrió reiteradas postergaciones. En 1892 le rescindieron el contrato al empresario Miguel Crisol, a quien quedaron en propiedad solo ocho hectáreas dentro del parque en construcción.
Tras diversas modificaciones y superando los problemas aludidos, la obra fue terminada, imponiéndosele el nombre de Parque Sarmiento (1911), y a la urbanización aledaña Nueva Córdoba.
En la actualidad, un barrio aledaño (Barrio Crisol) recuerda con justicia al creador y ejecutor de la mayoría de las obras de tan importante proyecto, incluyendo que una pequeña isla en el lago del parque lleva su nombre.

### Década del 90
El 19 de agosto de 1890 deja el cargo de gobernador Marcos Juárez, a causa del clima de agitación política que dejara la revolución cívico-militar opositora que si bien fue reprimida por el presidente Juárez Celman lo dejó tan debilitado políticamente que tuvo que renunciar.
Pocos días después de la renuncia de Marcos Juárez y tras la asunción del vicegobernador Eleázar Garzón, los cívicos cordobeses juntaron a 5000 personas (una multitud para la época), en la esquina de las calles 9 de Julio y General Paz. Entre las caras conocidas se encontraban Abraham y Pedro Molina, Juan M. Garro, Temístocles Castellanos, Fernando y Rafael García y Manuel Vidal Peña.
Ese mismo año, el 19 de diciembre, el arroyo La Cañada se desbordó causando alrededor de 200 muertes.
Dada la fuerte inmigración, según datos del censo de 1869 la provincia tenía 210 508 habitantes y para 1895, 351 346. Esto introdujo un fuerte cambio estructural en toda la provincia, incluida la ciudad.
El 21 de mayo de 1891 estalló una revuelta contra el gobernador Garzón, pero la misma fue controlada. En medio de este clima turbulento nace la Unión Cívica Radical de Córdoba, cuyo principal inspirador fue el cura Fierro. El 15 de diciembre resulta elegido gobernador Manuel D. Pizarro, anteriormente adversario del Partido Autonomista Nacional (PAN). Al poco tiempo Pizarro, decide renunciar por diferencias con su vicegobernador Julio Astrada, y por falta de apoyo desde la legislatura provincial.
Según un informe de julio de 1893 la provincia tenía un déficit de $122 000, aunque quince años atrás había sido de $250 000.
En abril de 1894 aparece el primer número del diario Los Principios, de orientación católica. Su primer director fue el presbítero Agapito Nogueira. Se editó hasta 1982.
En 1895 llegó a la gobernación de Córdoba por el Partido Autonomista Nacional José Figueroa Alcorta, quien ejerció hasta 1898. La última fórmula gobernante del siglo XIX fue la que integraba a Cleto Peña y Donaciano del Campillo, también por el Partido Autonomista Nacional (PAN), derrotando a la debutante Unión Cívica Radical (UCR). Sería el vicegobernador, al igual que en muchos casos anteriores, quien terminara el mandato, ya que Peña murió súbitamente dos meses luego de la asunción.

#### Surgimiento de la industria nacional
Al hablar de la industrialización de la ciudad, es inevitable tocar, aunque sea tangencialmente la historia industrial de la provincia y la Argentina. En el transcurso de los años, la industrialización, ha pasado por diferentes etapas. Estas etapas coinciden con políticas de estado específicas o hechos históricos internos o externos que modificaron el rumbo de la estrategia económica del país.
El proceso de industrialización nacional comenzó a fines del siglo XIX con el apogeo del modelo económico agro-exportador, principalmente de carnes y cereales, y que tuvo vigencia hasta 1930, año en el que se consolida el proceso de industrialización. Este proceso está asociado a causas como: la corriente inmigratoria europea y de los pueblos de oriente medio; el aumento del mercado interno; las inversiones inglesas que facilitaron el poblamiento y la explotación de la pampa húmeda; el requerimiento de transformación de materias primas de exportación, como el cuero, carnes, lanas, etc.; y la demanda de infraestructura y equipamiento agroindustrial y ferroviario.

## De 1900 a 1999

### Década del 10
A comienzos de siglo la ciudad tenía 90 000 habitantes. Córdoba había cambiado considerablemente su fisonomía, ya que contaba con nuevas avenidas, diagonales, paseos y plazas. Entre los nuevos edificios de la época se encontraban la casa central del Banco de Córdoba, el teatro Rivera Indarte, la Escuela Olmos, la Academia Nacional de Ciencias, el Hospital Nacional de Clínicas, la Legislatura y la estación del Ferrocarril Mitre. Predominaba en la obra pública el estilo liberal fundamentalmente de raíz clásica en sus versiones italiana y francesa. A los barrios o pueblos tradicionales que existían como Alberdi, San Vicente, Güemes y General Paz se sumaban Alta Córdoba en torno al ferrocarril, y Nueva Córdoba comunicado con el centro a través de la recién hecha avenida Argentina, hoy Hipólito Yrigoyen. 
Entre los problemas de la época se encontraban la pobreza, el analfabetismo y la alta mortalidad infantil. Eran recurrentes las epidemias de fiebre tifoidea, gripe, peste bubónica, viruela y tuberculosis. Su diseminación se facilitaba, ya que con la escasez de agua de la época, los baños públicos eran la única posibilidad para higienizarse. Otro problema era la infraestructura de salud, la ciudad contaba con un solo hospital, el San Roque.
Estos conflictos hicieron aparecer muchas obras de beneficencia, varias ligadas a la Iglesia católica. Se destacan por su actuación Josefa Martínez de Cáceres, primera presidenta de la Sociedad de Beneficencia de Córdoba, fundada en 1856, y su hija Tránsito Cáceres de Allende quién continuó la obra de su madre. Murió en 1916. Un hospital y una calle llevan actualmente su nombre.
El primer gobernador del siglo fue José Manuel Álvarez del PAN quién ejerció hasta 1904. Ese año asume la presidencia Manuel Quintana quien tenía como vicepresidente a José Figueroa Alcorta, gobernador de Córdoba entre 1895 y 1898.
El 15 de marzo de 1904 aparece el primer ejemplar del diario La Voz del Interior, fundado por Silvestre Remonda, cuyo editorial decía Todo acto contrario a la ley o la moral merecerá nuestra censura, y en cambio nuestro aplauso sonará franco y entusiasta cuando se trate de actos que signifiquen progreso, respeto por la ley y amor por la justicia. Además circulaba el ya citado Los Principios del sector católico, La Patria portavoz del PAN y La Libertad dirigido por el caudillo radical Pedro C. Molina.
Ese año asumen la gobernación, también del PAN, José Vicente de Olmos (exministro de gobierno de Álvarez) y Félix T. Garzón (exministro de hacienda). Ya en febrero de 1905 estalla una asonada en todo el país con la intención de derrocar al gobierno, en Córdoba fue particularmente violento. Conducidos por el caudillo Elpidio González, lograron que Olmos dejara momentáneamente el cargo y formaron un gobierno provisional siendo nombrado gobernador Pedro C. Molina, además tomaron de rehenes a Olmos y al vicepresidente Figueroa Alcorta quien se encontraba en la ciudad. El movimiento fue sofocado en todo el país, Elpidio González fue enviado al penal de Ushuaia.
En 1907 asume el último gobernador del PAN, José A. Ortíz y Herrera, completaba la fórmula el dirigente católico  Gerónimo Pantaleón del Barco. Ortiz y Herrera permanecería en el cargo hasta la intervención federal a la provincia en 1908, dispuesta por el presidente Figueroa Alcorta.
La intervención finalizó en 1910. Asumieron la gobernación Félix Garzón y Manuel Vidal Peña, pertenecientes al recientemente creado partido Unión Provincial. El gobierno estaba integrado por importantes nombres como Nicolás Berrotarán, José del Viso, Rafaél García, el católico Arturo Mateo Bas, Lucas de Olmos, varios de ellos ex PAN.

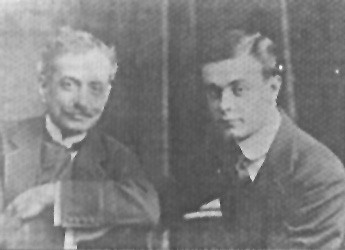
Fotografía de Ramón J. Cárcano (izq.) junto a Miguel Ángel, su hijo. Cárcano es recordado por sus obras de infraestructura provincial. Hoy una importante avenida de la ciudad lleva su nombre.

Ese año se conmemoró el centenario con actos y desfiles en torno a la Plaza Mayor y en la Calle Ancha, hoy Av. General Paz, además de funciones multitudinarias en el teatro Rivera Indarte.
En 1915 Figueroa Alcorta es designado ministro de la Corte Suprema de Justicia, años más tarde durante la segunda presidencia de Yrigoyen, ejerció la titularidad de la misma, convirtiéndose en el primer argentino en presidir sucesivamente los tres poderes de la República, en efecto fue vicepresidente, por lo tanto cabeza del poder legislativo en 1904, presidente de la Nación en 1906 y presidente de la Corte Suprema en 1930. Murió en Buenos Aires, donde residía, el 27 de diciembre de 1931 a los 71 años.
El 17 de mayo de 1913 asume como gobernador Ramón J. Cárcano, por el partido Concentración Popular. Entre los puntos importantes de su gobierno están la infraestructura provincial y la legislación sobre tierras e industrias. Realizó la apertura del primer camino a las altas cumbres, es decir, el primer camino que uniría la capital con el oeste provincial. También creó la Caja de jubilaciones y el Boletín Oficial.
El 12 de octubre de 1916 asume la presidencia Hipólito Yrigoyen. Por primera vez se aplicó a nivel nacional la ley Sáenz Peña, que estableció el sufragio universal, secreto y obligatorio a través de la confección automática de un padrón electoral.

#### Reforma universitaria

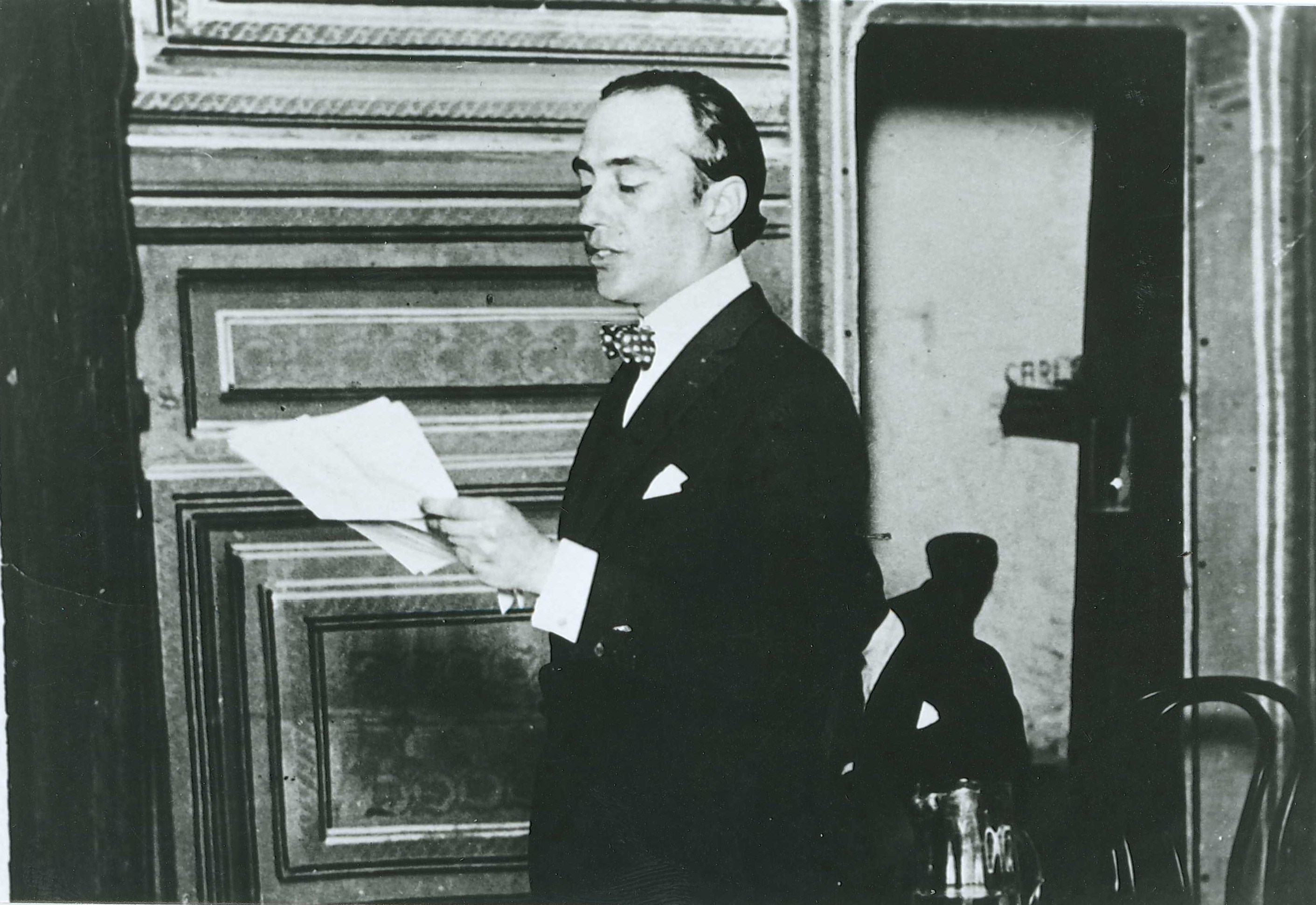
Deodoro Roca, siendo egresado de abogacía encabezó el movimiento reformista.

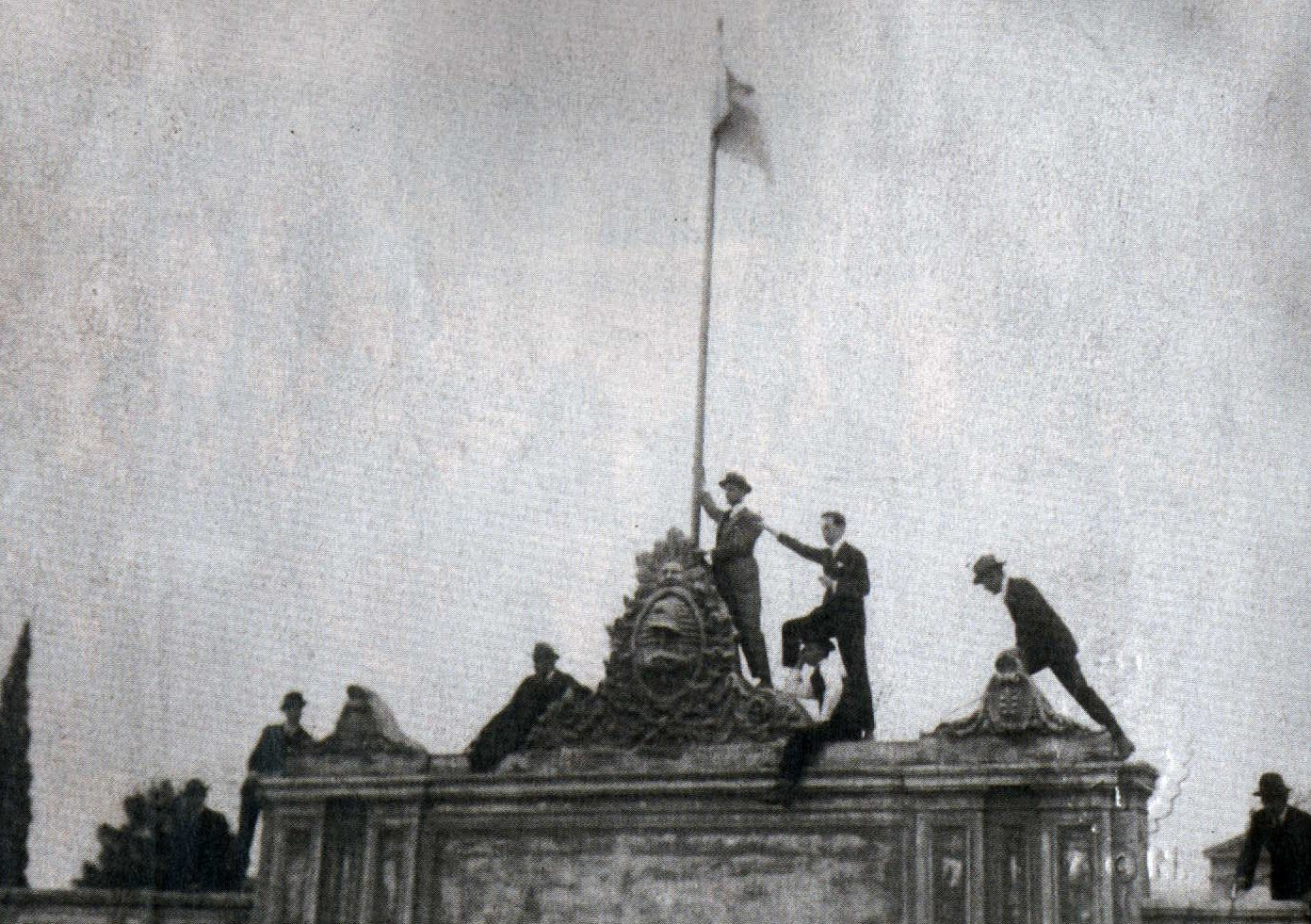
Estudiantes toman la Universidad e izan la bandera argentina.

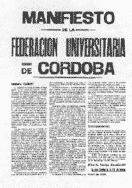
Manifiesto Liminar del 21 de junio de 1918, redactado por Deodoro Roca.

Córdoba fue el epicentro de un movimiento reformista conocido como la Reforma universitaria, que luego se extendió al resto de las Universidades del país, gran parte de América y España.
Entre sus principios se encuentran la autonomía universitaria, el cogobierno, la extensión universitaria, la periodicidad de las cátedras, y los concursos de oposición y antecedentes.
Todo se originó en diciembre de 1917, cuando se aprueba una ordenanza que establecía nuevas condiciones de asistencia a clase y suprimía el internado en el Hospital de Clínicas de Córdoba.
Encabezaron el movimiento reformista Deodoro Roca, Enrique Barros, Gumersindo Sayago, Ernesto Garzón, Ceferino Garzón Maceda, Horacio Valdez, Ismael Bordabehere.
La protesta comienza en marzo de 1918 cuando los estudiantes conformaron un comité pro reforma que dispuso una huelga general. La Federación Universitaria de Buenos Aires, se adhirió inmediatamente. En abril la Universidad es intervenida por la Nación.
El clima empeoró aún más luego de que el 15 de junio se realizara la elección del nuevo rector, donde saldría ajustadamente ganador Antonio Nores, del sector confesional (anti reforma). Esto generó importantes incidentes y una nueva huelga general. El 21 de junio Deodoro Roca, redacta el Manifiesto Liminar del 21 de junio de 1918, cuyo encabezado decía Hombres de la República Libre acabamos de romper la última cadena que, en pleno siglo XX, nos ataba a la antigua dominación monárquica y monasterial. Hemos resuelto llamar a todas las cosas por el nombre que tienen. Córdoba se redime. Desde hoy contamos para el país una vergüenza menos y una libertad más. Los dolores que nos quedan son las libertades que faltan. Creemos no equivocarnos, las resonancias del corazón nos lo advierten: estamos pisando sobre una revolución, estamos viviendo una hora americana.
En septiembre la Universidad es intervenida nuevamente, esta vez por José S. Salinas, ministro de Justicia e Instrucción Pública del gabinete de Yrigoyen, lo que demuestra la importancia nacional que había adquirido el conflicto. La normalidad regresa el 12 de octubre de 1918, luego de que se suscribiera un decreto de reformas.

### Década del 20

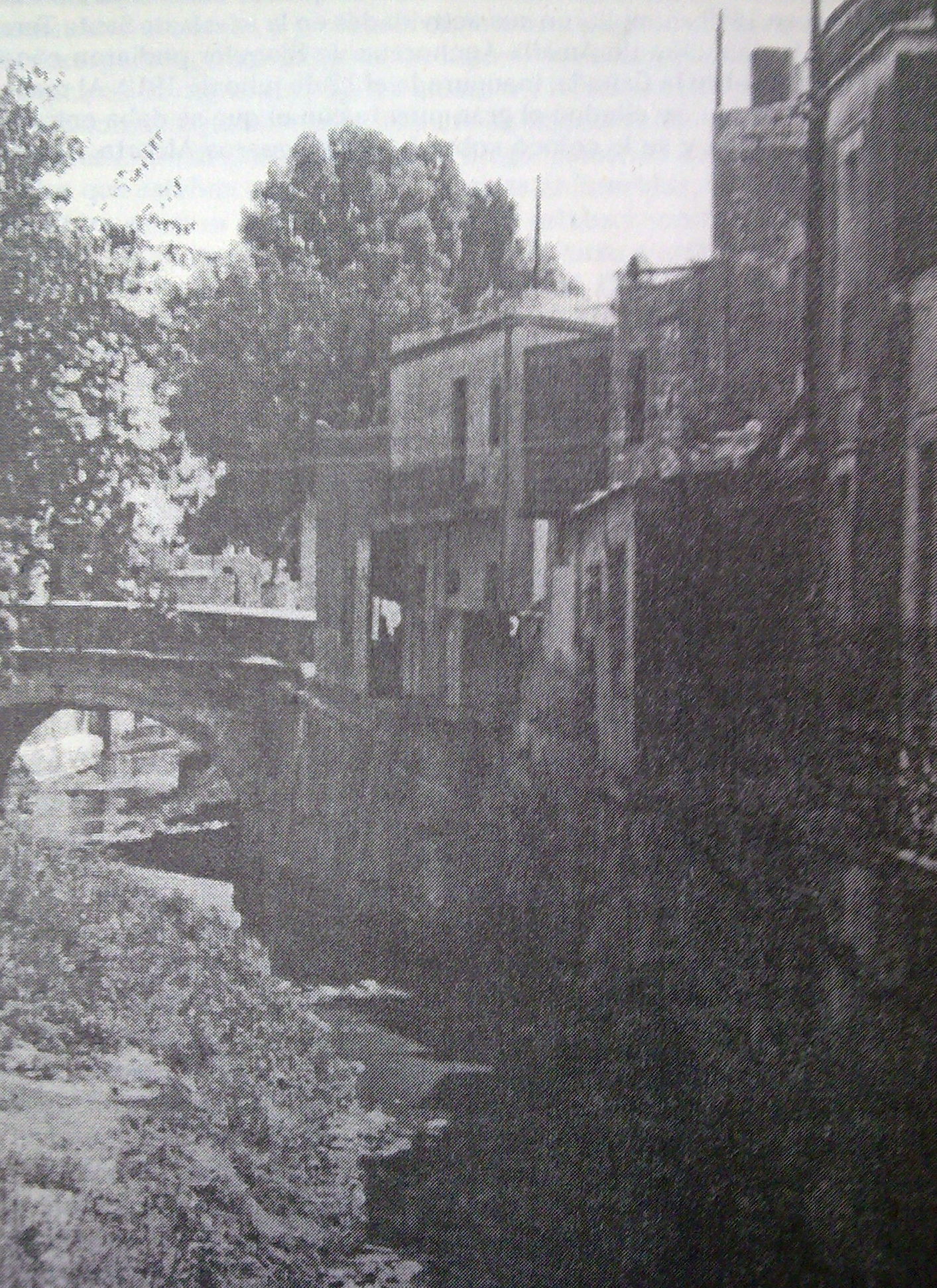
Vista de La Cañada en los años 1920. Se observa como varias casas tenían salientes hacia el curso de agua.

El 17 de mayo de 1919 es electo gobernador Rafael Núñez, por el partido Demócrata. El mandatario cordobés se preocupó de atender en parte los reclamos de los sectores más postergados de la sociedad. Propició la creación de la caja popular de ahorros, la edificación de casas para obreros, el establecimiento de bibliotecas, cantinas maternales y baños públicos.
En 1921, días después de los comicios, Rafael Núñez consideró ético dimitir como gobernador al presentarse como candidato a Vicepresidente de Argentina en la fórmula de la Concentración Nacional, acompañando a Norberto Piñero; binomio que perdió ante la dupla radical antipersonalista Marcelo T. de Alvear//Elpidio González. En Córdoba completa los meses restantes de Núñez, el vicegobernador Gerónimo del Barco. 
En noviembre es electo gobernador Julio A. Roca (h), ante la abstención de los radicales. En esas elecciones, los jóvenes universitarios lograron la elección como diputado provincial de un personaje extravagante, Enrique Badesich, con lo que mostraron su disconformidad por las formas políticas de los conservadores y la negativa de los radicales a enfrentarlo; de todos modos, el diploma de Badesich fue rechazado por la Cámara.
En 1923 se reforma la constitución provincial en los temas referidos a la conformación de la Cámara de diputados, ahora con treinta y seis miembros, veinticuatro para la mayoría y doce para la o las minorías, con mandato de cuatro años.
En 1925 vuelve a la gobernación Ramón J. Cárcano, también por el partido Demócrata. Entre las obras de gobierno están la apertura del nuevo Registro de la propiedad, y la habilitación de los Mercados Norte, de Alberdi y de Abasto. En 1927 se inauguró la Fábrica Militar de Aviones de Córdoba, un hito en la historia industrial del país.

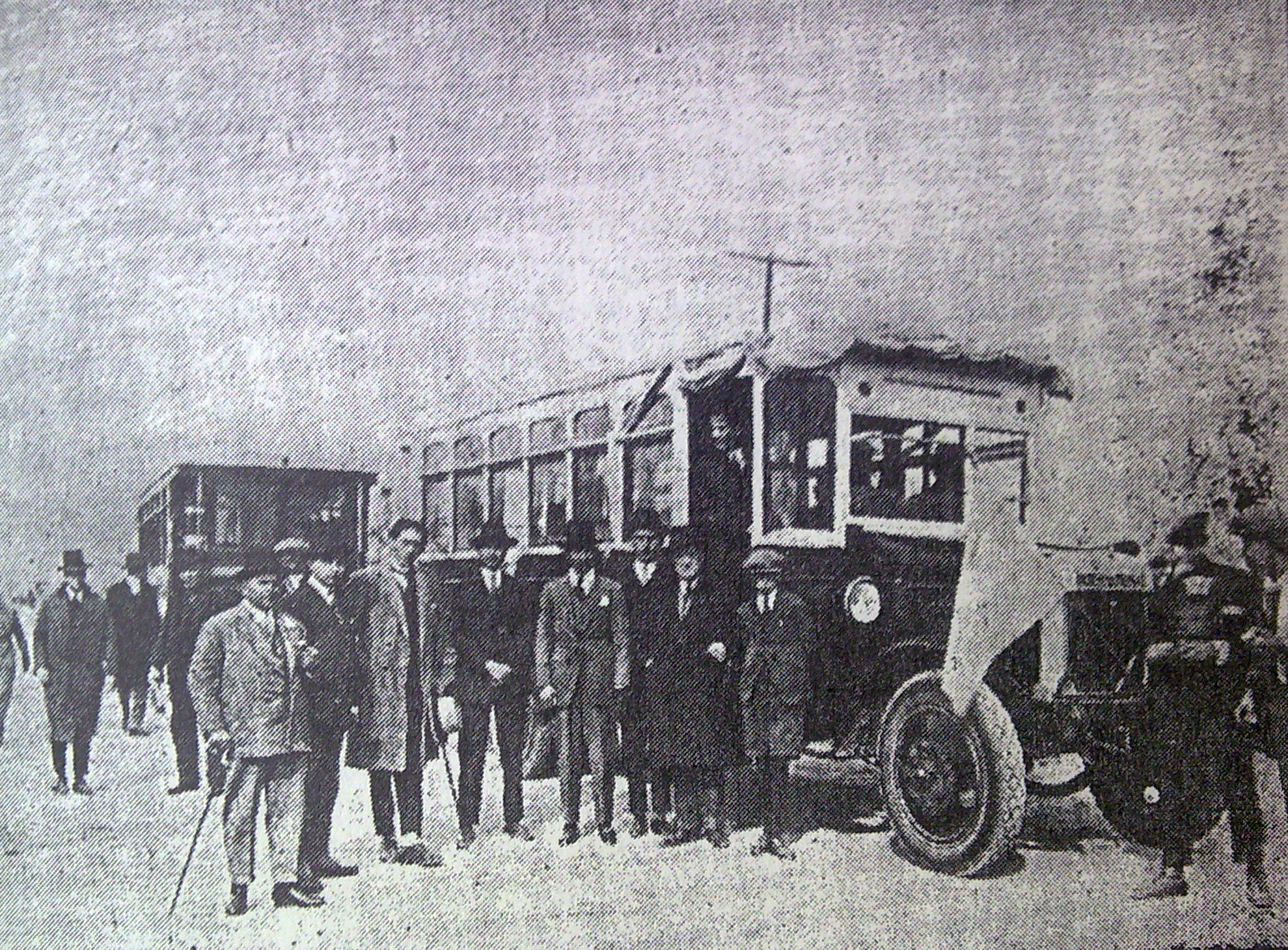
Foto de los dueños y el personal jerárquico de la línea 3 de colectivos el 11 de julio de 1926, su día inaugural. Unía el centro con el barrio Alta Córdoba.

En 1928 aparece el diario capitalino Córdoba, dirigido por José W. Agusti. El mismo se editó hasta 1980. Su lema era Aquí estoy para decir lo que nadie podrá nunca ni olvidar ni desmentir.
En esta etapa, se encontraba al frente del ejecutivo municipal Emilio F. Olmos. Su gestión se destacó por renovadora y progresista, dio un gran impulso urbanístico a la ciudad. Actualmente una importante avenida lleva su nombre.
En 1928 el radicalismo yrigoyenista vuelve al poder en la provincia. La fórmula Enrique Martínez - José Antonio Ceballos se impuso a la de Julio Argentino Roca (h) – Mariano Ceballos, por 93 140 contra 75 523. Martínez casi no ejerció, ya que fue designado por el colegio electoral, vicepresidente de Yrigoyen, después de que el electo Francisco Beiró falleciera antes de asumir. El gobierno provincial queda en manos de Ceballos hasta el golpe militar de 1930. En la capital, Emilio F. Olmos retuvo la intendencia, pero renuncia en 1929 para ocupar la presidencia de su partido.

### Década del 30
Tras el golpe militar, se hace cargo del gobierno provincial Basilio Pertiné, comandante de la cuarta división del ejército. Inmediatamente llega la intervención federal encabezada por Carlos Ibarguren, quién tuvo que renunciar tras denunciar un complot de los radicales para recuperar el poder, con complicidad de un sector del ejército.
Luego de la partida de Ibarguren queda a cargo de la intervención el ministro de gobierno Enrique Torino. Las elecciones de noviembre de 1931 ponen a los demócratas nuevamente en el gobierno, el radicalismo se había abstenido de presentar candidatos. Encabezó aquella fórmula Emilio F. Olmos, quién dejaría el cargo en 1932 por enfermedad, quedando a cargo Pedro J. Frías, quien sería el último gobernador del partido demócrata hasta hoy.
Le tocó enfrentar las secuelas de la gran depresión de 1929, bajó los sueldos y ajustó los gastos de la administración pública. Lanzó la suscripción de un empréstito no forzoso llamado Los bonos del trabajo por diez millones de pesos, destinados a financiar obras públicas. Además se sancionaron importantes leyes laborales como las del sábado inglés y la Conciliación Obligatoria. Se concluyó la construcción del Palacio de Justicia, cuyas obras habían comenzado en 1927. Otra obra importante fue la construcción de escuelas, según datos citados por Luis R. Carranza Torres, de 683 escuelas y 2001 maestros en 1930, aumentó a 795 y 2478 en 1935 respectivamente.
El crimen político no estaba ausente. En 1933 fue asesinado José Guevara, diputado socialista. El hecho ocurrió en la esquina de las actuales calles Belgrano y Achával Rodríguez durante un acto partidario. Los asesinos nunca fueron capturados, pero fueron sindicados como miembros de la Legión Cívica, grupo fascista que apareció en 1930 y que solía realizar demostraciones en el Parque Sarmiento y saludaban al estilo hitleriano.
La radiofonía también estaba presente, ya desde 1927 transmitía LV2 Radio Central y desde 1930 se sumaron LV3 Radio Córdoba y Radio Splendid, precursora de la actual Radio Universidad.
Frías estuvo en el gobierno hasta los memorables comicios de 1935, luego no volvió a ocupar cargo público. Falleció en Mendiolaza el 28 de febrero de 1963.

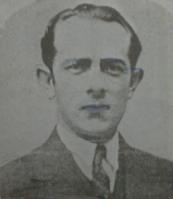
Durante el gobierno de Amadeo Sabattini se ejecutaron gran cantidad de obras públicas. Una importante avenida lleva su nombre.

Las elecciones de 1935 tenían a Amadeo Sabattini por el radicalismo opositor y a José Aguirre Cámara por el partido demócrata (oficialismo). Se la recuerda por ser una campaña pintoresca y trágica a la vez en donde se enfrentaron dos estilos, el de Sabattini que era parco, llano y directo, y el de Cámara, de fluida oratoria.
Aquella elección tuvo episodios violentos. El 17 de noviembre se hizo una elección complementaria en varias localidades de la provincia. En Plaza de Mercedes hubo un intenso tiroteo entre punteros políticos que habían viajado desde Córdoba para vigilar los comicios. Dicho episodio dejó como saldo siete policías y dos civiles muertos. Sabattini fue elegido gobernador.
Su gobierno se caracterizó por una gran cantidad de obras públicas. Se regía bajo el lema Agua para el norte, caminos para el sur y escuelas para toda la provincia. En 1936 llega el servicio aéreo a Córdoba, incrementando notablemente su capacidad de comunicación. En la ciudad, la intendencia estaba a cargo de Donato Latella Frías, también recordado por haber tenido una buena gestión.
Tras la gran depresión de 1929 y la quiebra del orden financiero internacional, el país tuvo que recurrir al proceso de sustitución de importaciones, es decir, fabricar lo que ya no era posible importar.

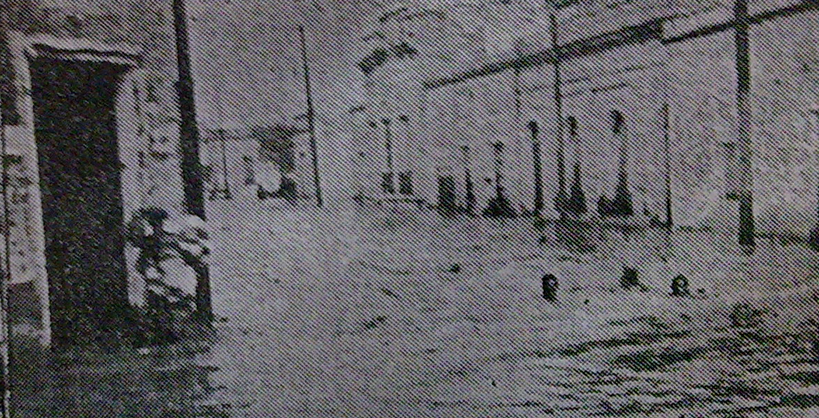
Imagen del barrio Güemes en la mañana del 15 de enero de 1939. Foto publicada en la revista "Cumbres".

La noche del 15 de enero de 1939 las aguas de La Cañada se desbordaron, inundando toda el área céntrica. A raíz de dicho suceso de iniciaron las obras de encauzamiento que finalizaron en 1944 y que le dieron la apariencia que tiene hoy.

#### Las radicaciones en Córdoba

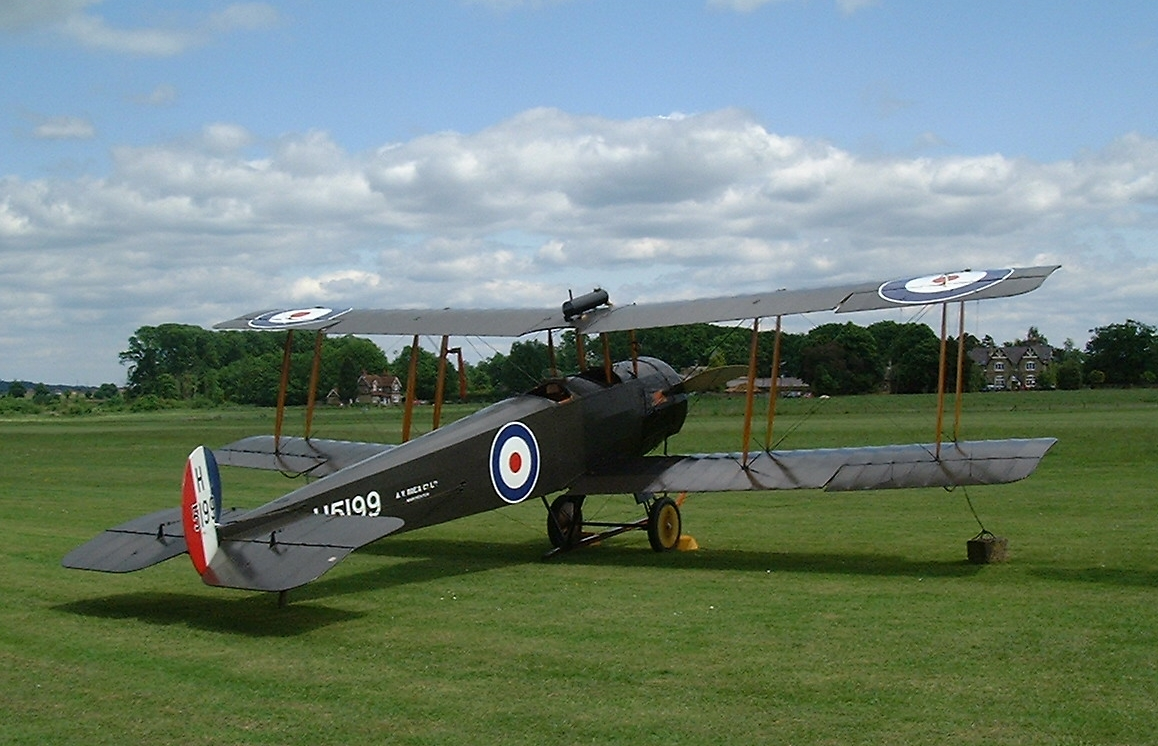
El Avro 504, de licencia británica, fue uno de los primeros en construirse en la Fábrica Militar de Aviones.

En 1930 surge un nuevo modelo económico, el de la Industrialización Sustitutiva de Importaciones. Este modelo surge a causa de la depresión mundial de 1929, el deterioro de las relaciones entre la Argentina y el Reino Unido y el aumento de los aranceles de importación. En este contexto se aceleró la industrialización, el crecimiento de la clase obrera y el mercado interno.
En esta primera parte del proceso, entre 1930 y 1945, el desarrollo se sostuvo con las industrias productoras de bienes de consumo. Se desarrollaron las industrias estatales y en particular la militar: se inaugura en 1927 en Córdoba la Fábrica Militar de Aviones (FMA).
Hasta la llegada de la FMA, Córdoba no había tenido un importante florecimiento industrial derivado de la sustitución de importaciones que sí hizo crecer considerablemente al conurbano bonaerense.
La FMA, de la cual Francisco De Arteaga fue el precursor, actuó luego como madre de otras industrias. A fines de diciembre de 1930 partió a Buenos Aires la primera escuadra de aviones de guerra de licencia norteamericana y europea construidos en los talleres de Córdoba, al mando del teniente 1.º Claudio Mejía. Entre los primeros aviones construidos estaban el Avro Gosport 504 y el Dewoitine D-21.
Uno de los primeros efectos de la presencia de esta fábrica fue la formación de técnicos y operarios especializados, inexistentes hasta esa época, y que luego tendrían un rol fundamental en la expansión de la década del 50.
La FMA de la capital cordobesa no fue la única, a comienzos de la década del 40 entraron en funcionamiento fábricas en Villa María, San Francisco y Río Tercero.

### Década del 40
Entre los años 1943 y 1946 la provincia estuvo intervenida. En este período fueron muchos los interventores que estuvieron a cargo por poco tiempo, así tenemos al general Justo Salazar Collado, el general (RE) Alfredo Córdoba, almirante León Scasso, general de brigada Alberto Guglielmone, Juan Carlos Díaz Cisneros, Walter Villegas, Hugo Oderigo, civiles los últimos tres.
Durante el breve mandato del general Córdoba, después del golpe de 1943, le tocó inaugurar el arco de ingreso a la ciudad, obra iniciada y terminada por el intendente Donato Latella Frías.
Tras los acontecimientos del Día de la Lealtad, se conformó la Federación Obrera de Córdoba (FOC), que agrupó gremios peronistas en contraposición a la existente Central Social.
En las elecciones del 24 de febrero de 1946, que llevaron al general Juan Domingo Perón a la presidencia, por Córdoba obtuvo la gobernación la fórmula de Argentino Auchter y Ramón Asís candidatos de la alianza entre el Partido Laborista y la Unión Cívica Radical Juna Renovadora. Respecto al ambiente político de aquellos días, el mismo estaba muy polarizado en relación con la adhesión al movimiento peronista. Mientras dirigentes de renombre como Ramón J. Cárcano impulsaban el acercamiento, otros como José Aguirre Cámara y José Antonio Mercado eran muy reticentes.
En junio de 1947 la provincia es nuevamente intervenida tras los desencuentros del gobernador con su vice. La intervención se desencadena luego de que el gobernador disolviera por decreto la legislatura cuando algunos diputados promovían el juicio político. Hasta marzo de 1949 la lista de interventores fue Román Subiza, general Aristóbulo Vargas Belmonte y Alfredo Eguzquiza. Además se intervinieron la CGT y el partido peronista local. Así mismo el intendente de la ciudad, Pio Girardi, renunció luego de ser denunciado por legisladores laboristas.
En 1948 se realizan las elecciones a gobernador, y por primera vez se impone el peronismo con la fórmula Juan Ignacio San Martín - Bernardo Pío Lacasse quienes se imponen con 160 997 votos contra 129 176 de la fórmula radical integrada por Alejandro Gallardo - Juan Mas. El brigadier San Martín era ingeniero industrial y militar en actividad y estaba al frente del Instituto aerotécnico de Córdoba desde 1944. Por tener una visión industrialista dio gran impulso a esa actividad, en especial frente a la Fábrica Militar de Aviones donde expandió la producción a otros rubros.
Durante su gobierno se construye el Pabellón Argentina de Ciudad Universitaria, también el Hogar de Ancianos del Parque Sarmiento posteriormente usado como sede del gobierno provincial, el hospital Eva Perón (hoy Córdoba), además reformó la ley de ministerios ampliándolos de tres a siete. En el ejecutivo municipal se encontraba Martín Federico recordado por haber tenido una buena gestión y ser el precursor de la descentralización de la ciudad.

#### Se extiende la fabricación de aviones

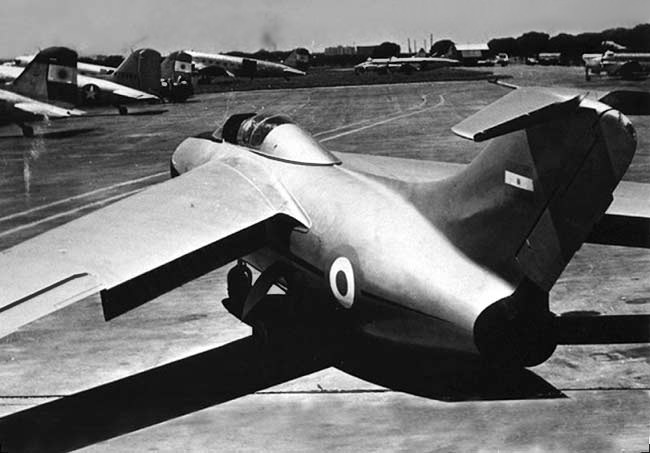
Un Pulqui II. Nótese las alas en flecha y la cola en T. Argentina tenía en aquellas décadas una de las fuerzas aéreas más avanzadas del mundo.

En 1944 la hasta entonces Aviación del Ejército (hoy Fuerza Aérea Argentina, creada un año después), tenía aviones muy antiguos y en el final de su vida útil. Así fue como se incrementó la fabricación con modelos como el I.Ae. 22 DL que irían a las filas de la fuerza aérea. Al año siguiente y luego de la finalización de la Segunda Guerra Mundial con la llegada de técnicos alemanes se fabricaron otros modelos como el I.Ae. 27 Pulqui I y el I.Ae. 33 Pulqui II, poniendo a la fuerza aérea nacional como una de las cinco del mundo con aviones de reacción.
La fabricación continuó con el I.Ae. 24 Calquín, I.Ae. 30 Ñancú, I.Ae. 31 Colibrí, I.Ae. 32 Chingolo, el justicialista del aire I.Ae. 35 Huanquero y el primer avión civil de diseño y fabricación argentina: el Ae.C.1 que formó parte de la escuadrilla Sol de Mayo que realizó un histórico raid a Brasil. También se fabricaron motores, turbinas, instrumental, armamentos y paracaídas.

### Década del 50
San Martín deja el cargo en septiembre de 1951 convocado por Perón para ser su ministro de Aeronáutica. Completaron su mandato el vicegobernador y tras su muerte el presidente provisional del Senado, Atilio Antinucci. San Martín siguió muy de cerca a la provincia desde Buenos Aires, siendo su intervención decisiva cuando se discutía la radicación de IKA, Fiat y Transax.
En 1952 asumen la gobernación los justicialistas Raúl Felipe Lucini y Federico de Uña. Lucini seguiría hasta 1955 cuando fue depuesto por la Revolución Libertadora.
En 1955 ya se vivía un constante clima de intolerancia en el país. En julio de ese año Perón intenta un infructuoso acercamiento con Sabattini, y al poco tiempo comienzan a funcionar en la provincia comandos civiles antiperonistas. Entre julio y agosto fueron blanco de atentados varias unidades básicas, la UES y la CGU, los autores fueron comandos radicales y católicos.
El 16 de septiembre se produce el levantamiento militar que haría renunciar tres días después a Perón. Aviones de la fuerza aérea arrojaron volantes sobre la ciudad con la proclama Córdoba ha sido conquistada nuevamente para Dios y para la patria. Cae el tirano y con él la dictadura.
Precisamente la Revolución Libertadora que derrocó a Perón se inició en Córdoba. Desde la ciudad Eduardo Lonardi comandó las operaciones y la declaró capital provisional de la república. Se recuerdan los enfrentamientos ocurridos en barrio Alta Córdoba en la zona aledaña a la estación del Ferrocarril Belgrano entre los sublevados y tropas leales, los tiroteos frente al cabildo histórico y otras escaramuzas como la de los comandos civiles que tomaron puntos claves de la ciudad. La radio LV2 fue rebautizada La Voz de la Libertad y difundía la proclama revolucionaria. Luego de varias horas de asedio cae la jefatura de policía, sede improvisada del gobierno provincial. Tropas leales marcharon hacia Córdoba, pero no atacaron, ya que el 19 de ese mes Perón renuncia al cargo.
En la provincia ejercieron como interventores el general Dalmiro Videla Balaguer y luego Medardo Gallardo Valdez hasta mayo de 1958. Durante aquellos años era normal la persecución de dirigentes políticos, sindicales y exfuncionarios del peronismo, muchos de los cuales terminaron en la cárcel.
En noviembre de 1956 se produce la fractura del radicalismo durante la convención partidaria en San Miguel de Tucumán. La fractura se produjo luego de que el unionismo y el balbinismo se retiraran de la convención luego de desaprobar la candidatura de la fórmula Frondizi - Gómez. El partido se dividió en Unión Cívica Radical Intransigente de Arturo Frondizi y la Unión Cívica Radical del Pueblo de Ricardo Balbín.
En las elecciones presidenciales de 1958 y fruto de un pacto de Frondizi con Perón que se encontraba en el exilio, los votantes peronistas eligieron a la UCRI permitiendo que la fórmula Frondizi - Gómez derrotara por un amplio margen a Balbín - Castillo de la UCRP.
En Córdoba ocurrió lo mismo, ya que Arturo Zanichelli - Ángel Reale por la URCI derrotaron con 359 523 votos a Eduardo Gamond - José Luis Vesco de la UCRP con 309 228 votos.
El gobierno de Zanichelli tuvo corte austero. Se desarrolló en un clima virulento con paros de la Federación Universitaria de Córdoba, paros generales de la CGT y un conflicto entre escuelas católicas y laicas que se reavivó luego de la aprobación de que instituciones privadas puedan otorgar títulos habilitantes. Fruto de que pudieran crearse Universidades privadas es que nació la Universidad Católica de Córdoba.

#### Segunda etapa de radicaciones industriales

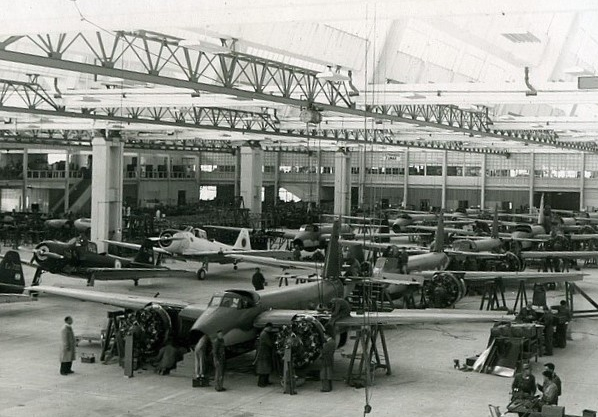
Foto de la Fábrica Militar de Aviones alrededor de 1950.

Desde 1945, como consecuencia de la Segunda Guerra Mundial, se acentuó el carácter de economía "cerrada". Al finalizar la década de 1950 y con la degradación de la industria instalada por falta de importaciones, se genera una apertura político-económica que permitió la instalación de filiales de empresas internacionales.
En 1947 se importaron al país 80 233 automóviles descendiendo a 3000 en 1950 para luego ascender a 20 000 al año siguiente, reavivando el interés del gobierno en promover la fabricación de automóviles nacionales. El primer paso se da a instancias del brigadier San Martín que promovió el decreto 24 103 en noviembre de ese año que creó en el seno de aquella fábrica de aviones la Fábrica de Motores y Automotores. El ingeniero Ambrosio Taravella fue uno de los precursores en el desarrollo y fabricación de motores en la planta.
A partir de 1952, la Fábrica Militar de Aviones, comenzó a diversificar su producción. Lo que se hizo fue constituir sobre la base del antiguo Instituto Aerotécnico, la empresa estatal Industrias Aeronáuticas y Mecánicas del Estado (IAME) que se abocó a la fabricación de motores, automóviles (los recordados Graciela Institec y el Rastrojero), motocicletas Puma, lanchas y veleros, paracaídas, maquinarias y herramientas diversas.
Esta fábrica, por su trascendente accionar, se convierte en piedra angular de la industria pesada del país. A solo tres años de crearse, el IAME ocupaba alrededor de 10 000 personas, la mayoría técnicos especializados y en su mejor momento llegó a ocupar a más del 50 % de la mano de obra que emplea el conjunto de las industrias dinámicas cordobesas. Además fue destacable su labor como agente promotor de la actividad manufacturera, proporcionó a los jóvenes e inexpertos industriales ayuda técnica, asesoramiento, laboratorios y fomentó la producción en serie y el empleo de procesos industriales reemplazantes del trabajo artesanal. Una importante rama productiva del IAME estuvo representada por la fabricación de tractores El Pampa.
En diciembre de 1952 se crea la Empresa Provincial de Energía Eléctrica (EPEC) para mejorar el abastecimiento energético que demandaban las nuevas fábricas. Esta empresa reemplazó a las General de Electricidad y Luz y Fuerza.
A los pocos meses de aprobarse la ley de radicación de capitales externos, el gobierno inicia la licitación para privatizar la fábrica de tractores del IAME. Así resulta seleccionada la firma italiana FIAT (que ya actuaba como proveedora de la antigua fábrica de tractores estatal). La Fiat Concord Argentina, se convirtió en la mayor planta existente fuera de Italia. Cabe aclarar que esta radicación obtuvo créditos blandos por parte del Banco de Crédito Industrial Argentino, así como aporte de equipos y personal calificado por parte de la FMA. Estas ventajas fueron concedidas también a las empresas automotrices que llegaron a Córdoba en los años siguientes.
La instalación de este complejo consolida a Córdoba como un verdadero polo de desarrollo de las ramas metal-mecánica, automotriz y de tractores y constituye un incentivo para la creación y la producción de numerosísimas industrias subsidiarias.
En 1955 se produce otra importante radicación, se instaló Industrias Kaiser Argentina (IKA), la primera y más grande fábrica de automóviles en serie del país, que en menos de diez años produjo 300 000 vehículos. De origen estadounidense, que como respuesta a la apertura nacional al capital extranjero, radica una filial en Argentina a través de un contrato efectuado con el IAME.

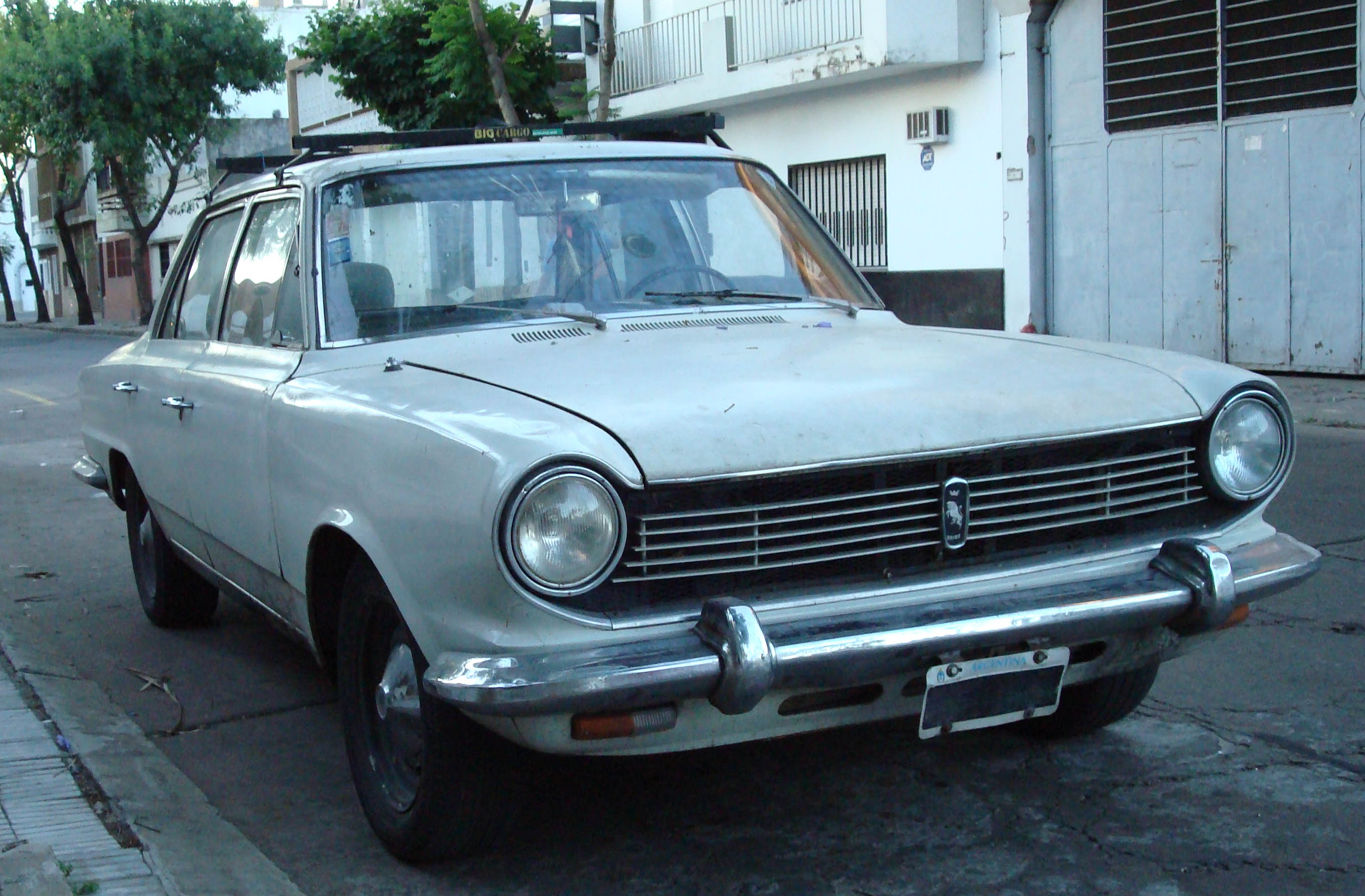
Renault Torino fabricado en Córdoba.

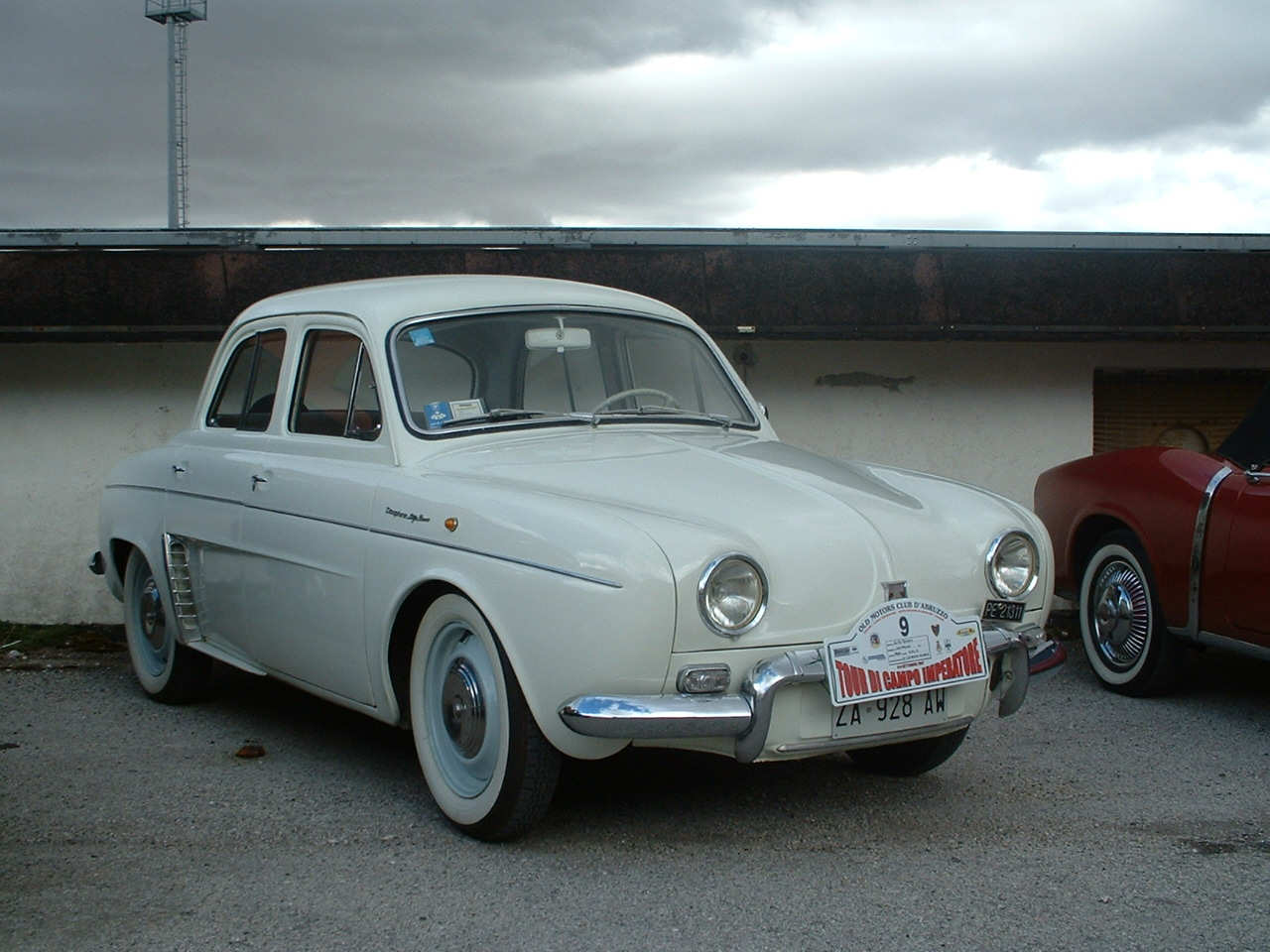
Renault Dauphine de 1960.

Fue localizada cerca de la planta estatal, recibió, además de los terrenos para la construcción de las naves industriales en las proximidades de la ciudad, el aporte de maquinarias, trabajadores entrenados, créditos beneficiosos y la posibilidad de importar automóviles producidos en los últimos tiempos en EE. UU. Su accionar significó el inicio de la producción de automóviles a gran escala: primero el Jeep Willys y la Estanciera, posteriormente, el Kaiser Carabela y Bergantín. En noviembre de 1959 IKA firma un contrato de licencia y asistencia técnica para la fabricación de vehículos con la Régie Nationale des Usines (Renault). Así, se produjeron los Renault Dauphine y Renault Torino. Luego, en 1962, se concreta un nuevo acuerdo, esta vez, la American Motors Corporation de Detroit y se inicia la producción del Rambler Classic.
La radicación de IKA y de las empresas que constituyen el Grupo Fiat proporcionaron un acentuado crecimiento de las diversas producciones dinámicas: vehículos, motores, tractores (favorecidos por un mercado provincial y extra-provincial con una gran demanda insatisfecha). La presencia de estas fábricas a su vez genera un mercado propio que desencadena y requiere de la acción de numerosas empresas que se dediquen a producir pinturas, cristales, combustibles, tapicería, máquinas, herramienta, matrices y dispositivos. Todos estos emprendimientos vigorizaron notablemente la vida económica de la provincia, al aportar importantes capitales y generar miles de fuentes de trabajo (en 1954, la provincia contaba con más de 14 000 establecimientos industriales y 66 012 personas empleadas). Fue gracias a este predominio de las fabricaciones dinámicas que Córdoba tuvo (y tiene) presencia relevante en el proceso industrial argentino.
La profunda transformación que tuvieron la ciudad y la provincia en general con las radicaciones fabriles se puede comprobar con algunos datos estadísticos. En 1943 había 5311 establecimientos fabriles que empleaban 37 649 personas, en 1954 eran más de 15 000 empleando 67 599 personas. La potencia automotriz instalada en 1943 era de menos de 196 000 HP pasando a alrededor de 380 000 en 1954.
La provincia, según el censo de 1947 tenía casi 1 500 000 habitantes de los cuales alrededor de 375 000 (25 %) vivían en la capital. Luego de las radicaciones industriales familias enteras se desplazaron a la ciudad convirtiendo a Córdoba en la ciudad más habitada después de Buenos Aires. Además se incrementó el salario promedio que se tradujo en un aumento del consumo que benefició otras ramas de la actividad económica.
Esteban Dómina opina que si no hubiera sido por la importante cantidad de mano de obra especializada que se formó en el IAME, difícilmente esas fábricas se hubieran radicado en la provincia.

### Década del 60
El intendente de la ciudad era Gilberto Molina, también de la UCRI. A las huelgas se sumaban también acciones clandestinas de la Resistencia peronista que en febrero de 1960 hizo estallar un depósito de la compañía Shell en Villa Bustos, causando trece muertos. Este hecho generó un fuerte cruce entre la justicia provincial, el gobierno nacional y las autoridades militares que tomaban las cárceles a su cargo, empeorando aún más la relación entre unos y otros. El presidente del superior tribunal Ricardo Núñez fue arrastrado.
Las esferas militares nacionales criticaban a Córdoba por no tener la suficiente dureza con quienes se consideraba eran parte de una conspiración peronista, liderada por el general retirado Iñiguez.
El Informe Conintes imputaba a altos funcionarios de la policía provincial haber ocultado en la jefatura de policía armas de guerra pertenecientes a particulares que tenían conexión con grupos terroristas, además de señalar la complicidad y pasividad del gobierno provincial ante los hechos denunciados. Finalmente el informe solicitaba la renuncia al gobernador Zanichelli y a su ministro de gobierno Hugo Vaca Narvaja.
Zanichelli abrumado y enfermo presentó la renuncia en abril de 1960 la cual no fue aceptada por la legislatura, pero poco tiempo después la provincia fue intervenida por el gobierno nacional todavía a cargo de Frondizi.
El 18 de abril de 1960 comienza a transmitir por aire Canal 12 y el 11 de mayo de 1962 Canal 10.
Entre 1960 y 1961 fue interventor Juan Francisco de Larrechea, entre 1961 y 1962 Jorge Bermúdez Emparanza y hasta octubre de 1963 estuvo Rogelio Nores Martínez quien entregó la gobernación a los electos en julio de ese año Justo Páez Molina - Hugo Leonelli pertenecientes a los radicales del pueblo.
Según el censo de 1960 la provincia tenía 1 753 840 habitantes.
Se recuerda el gobierno de Molina por sus numerosas obras públicas como la ampliación de la infraestructura escolar, concluyó la construcción de centrales eléctricas e inició la construcción del actual trazado de la ruta a las Altas Cumbres, en reemplazo del viejo trazado de Cárcano. En 1964 hubo un rebrote del conflicto respecto a la enseñanza libre que agitó nuevamente las aguas.
En octubre de ese año, durante su visita al país, pasó por la ciudad Charles de Gaulle, muy bien recibido. Partidarios peronistas, en contra del gobierno radical, se manifestaban en la calle, realizaban pegatinas, pintadas y cánticos como De Gaulle, Perón, un solo corazón. Hubo incidentes entre la policía y los manifestantes con numerosos heridos y detenidos. A pesar del clima tenso que se vivía, el gobierno autorizó al peronismo a realizar el acto conmemorativo del día de la lealtad, donde se escuchó una grabación de Perón desde Madrid.
En las elecciones legislativas de 1965, los partidos de filiación peronista (se permitió que participaran), obtuvieron el 35 % de los votos mientras que la UCRP el 29 %. En Córdoba se impuso Unión Popular, también peronista. Justo Páez Molina gobernó hasta el golpe militar del 28 de junio de 1966.
Producido el golpe militar autoproclamado Revolución Argentina que derrocó al presidente Arturo Umberto Illia y puso como primer mandatario a Juan Carlos Onganía, en Córdoba tomó la gobernación Gustavo Martínez Zuviría quien luego de desalojar a Molina entregó el poder a Miguel A. Ferrer Deheza, reconocido en los círculos profesionales y académicos.
Deheza renunció a los dos meses luego de la muerte de Santiago Pampillón, estudiante de ingeniería y obrero de IKA Renault. Fue muerto por la policía el 7 de septiembre mientras participaba de una manifestación contra la dictadura que se desarrollaba en la Avenida Colón entre las calles Sucre y Tucumán. Este hecho encendió aún más la protesta estudiantil que junto a la movilización obrera hacían notar el descontento de aquellos días.

#### Afianzamiento como polo industrial
Córdoba ya se había afianzado como uno de los mayores polos industriales del país. Tenía fuerte presencia la fábrica de Fiat que fabricaba automóviles y materiales ferroviarios en su planta de barrio Ferreyra. Por su parte Industrias Kaiser Argentina (IKA), más tarde IKA-Renault fabricaba automóviles en la planta de barrio Santa Isabel. Dichas fábricas permitieron el desarrollo de la industria autopartista.
En 1963 el 47,7 % del personal ocupado, eran trabajadores del sector automotriz de la ciudad. Esto generó un fuerte proceso de urbanización que venía en aumento desde la década anterior. Dicha inmigración se distribuyó principalmente en la zona sur del ejido, apareciendo así nuevos barrios.

#### El Cordobazo

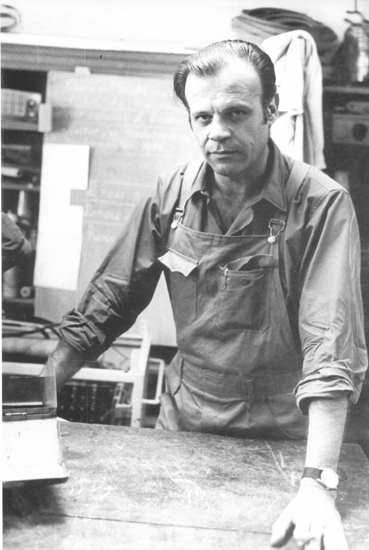
Agustín Tosco, figura importante de aquel estallido social, era secretario general del gremio de Luz y Fuerza.

El Cordobazo tuvo importantes antecedentes a nivel nacional. Posiblemente el primero fue la Noche de los Bastones Largos. El 29 de julio de 1966 la Dirección General de Orden Urbano de la Policía Federal Argentina, desalojó cinco facultades de la Universidad de Buenos Aires, ocupadas por las autoridades legítimas —estudiantes, profesores y graduados— en oposición a la decisión del gobierno militar de intervenir las Universidades y anular el régimen de cogobierno. Luego de dicho episodio el movimiento estudiantil se politizó y dicha radicalización los acercó a la clase trabajadora, levantando la bandera de la unión obrero estudiantil. Ya que en septiembre de 1966 fue asesinado en Córdoba el estudiante Santiago Pampillon. 
Luego en las semanas previas ocurrieron el Correntinazo y luego el Rosariazo.
El Cordobazo fue un hecho espontáneo que protagonizaron estudiantes y trabajadores durante mayo de 1969 y cuyo momento más álgido fue el 29 de aquel mes. Tuvo claro sentido anti dictatorial y fue acompañado por la población en general.
Por aquellos días la CGT de Córdoba ocupaba la legendaria casona de calle Vélez Sarsfield no. 137. Sus dirigentes (la mayoría peronistas) adherían a la CGT de los Argentinos, conducida por Raimundo Ongaro a nivel nacional y dirigida por el legendario Miguel Ángel Correa en la Delegación Córdoba del Sector del Peronismo Puro u Ortodoxo y Sindicato de la Madera. En aquella central estaban los gremios ortodoxos, por su parte los gremios legalistas eran conducidos por Atilio López líder de la Unión Tranviarios Automotor (UTA) y Elpidio Torres, secretario general del gremio de los mecánicos (SMATA), ambos peronistas quienes no conformaban una central autónoma. 
El complejo automotriz de Córdoba había generado trabajadores altamente calificados que eran decisivos a la hora de las movilizaciones. La hoguera se encendió con el dictado de leyes que modificaban derechos laborales, como la eliminación del sábado inglés (pago de jornada completa los sábados, aunque se trabaja media) e instaurando quitas zonales que implicaba la reducción de los salarios de convenio. Dichas medidas pusieron en pie de guerra a los poderosos gremios como el SMATA. Los trabajadores mecánicos celebran una asamblea multitudinaria el día 14 en el local del Córdoba Sport de calle Rivadavia, a cuyo término se produjeron enfrentamientos con la policía, detenidos y corridas. El clima se enardeció aún más con las muertes del estudiante Juan José Cabral en Corrientes y del joven obrero Norberto Blanco en Rosario.

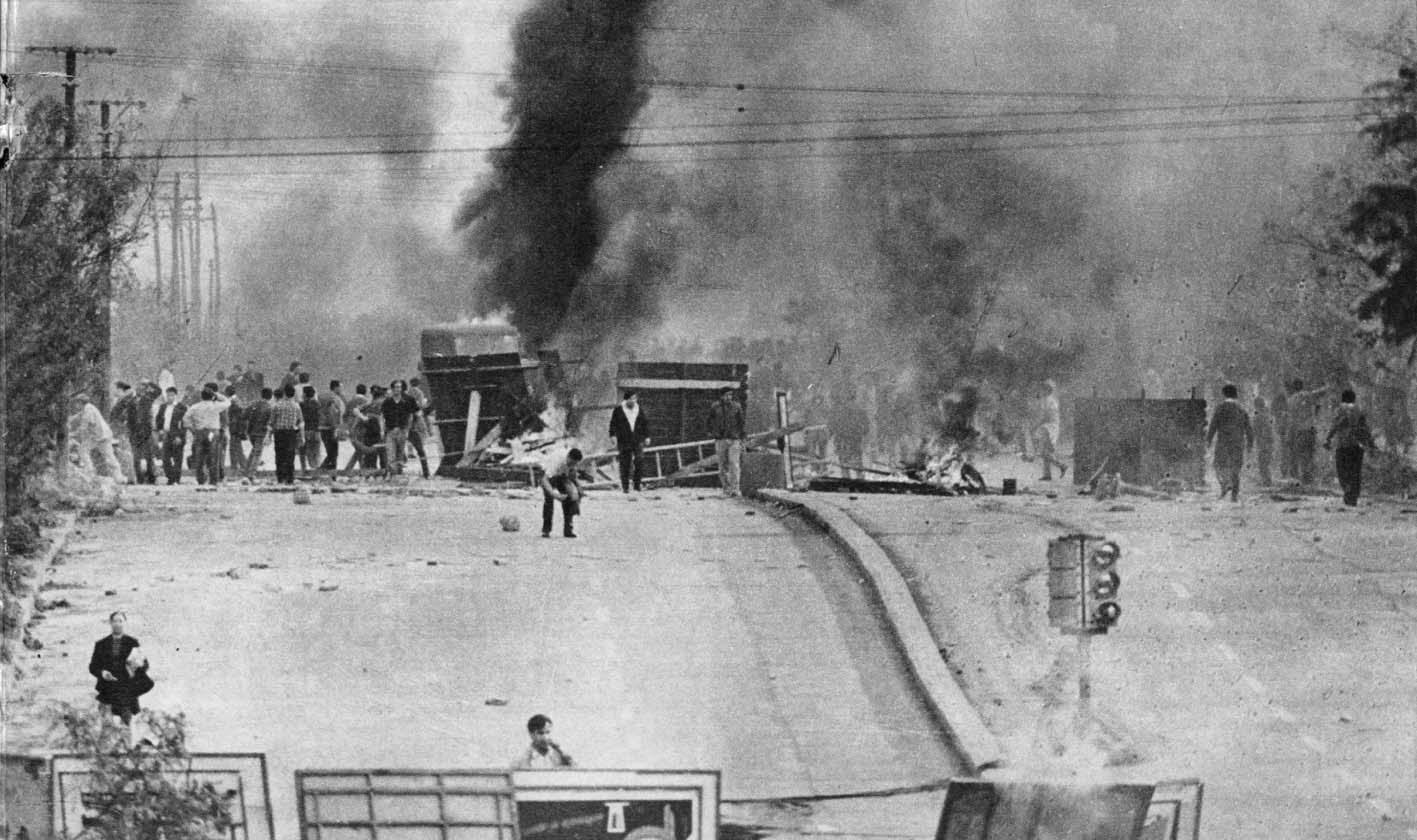
Huelga general en protesta por las decisiones políticas y económicas de la dictadura militar.

El día del Cordobazo (29 de mayo), comenzó con un paro activo.
El 26 hubo sendos plenarios simultáneos que desembocaron en el 29 de mayo, el día del cordobazo propiamente dicho. Aquel día comenzó con lo que se conoce como paro activo. Los trabajadores fueron la principal fuerza de aquella pueblada que sumó a estudiantes y civiles. El movimiento estudiantil ocupó el barrio Clínicas y las calles céntricas. Las columnas obreras y estudiantiles que estaban enardecidas con la muerte de Máximo Mena, ocurrida durante los primeros enfrentamientos con la policía, arremetió contra ésta y tomó rápidamente el control de la ciudad. El centro se encontraba lleno de autos incendiados y barricadas que los vecinos proveían a los manifestantes. Los mismos portaban bombas molotov, bulones y hondas de fabricación casera. Los hechos no fueron planeados o al menos no en la dimensión en que ocurrieron, ya que la concentración de los trabajadores se realizaría en la casona de la CGT de los Argentinos en Vélez Sarsfield 137, siendo uno de los oradores el secretario general de dicha CGT Miguel Ángel Correa.
La situación se mantuvo fuera de control hasta el otro día cuando intervino el ejército al mando del general Eliodoro Sánchez Lahoz. Para muchos la participación del ejército fue tardía, adjudicándosele al general Alejandro Lanusse el deseo de desgastar el reciente gobierno de Onganía.
Lanusse, en su libro Mi Testimonio aclara «Algunas personas, por distintos motivos, suponen que demoré la orden de entrar en operaciones, sea para tratar de evitar un desgaste de la Fuerza, sea, inclusive, por una especulación política», además agrega «Me parece interesante aclarar que -con independencia de todas las intenciones buenas o malas que quieran atribuirme amigos o enemigos lo cierto es que la orden no hubiera podido darse sino cuando se dio». Concluye diciendo «En ésta, como en otras cosas, conviene remitirse a los hechos».

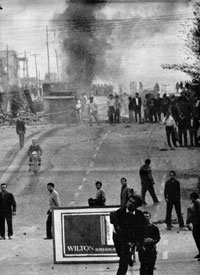
La situación se mantuvo fuera de control hasta el otro día cuando intervino el ejército al mando del general Eliodoro Sánchez Lahoz.

La investigadora Mónica B. Gordillo afirma «A diferencia de una catarsis, donde pasado el efecto se vuelve a la normalidad, a la cotidianeidad, el Cordobazo marcó el inicio de la descomposición del régimen de la Revolución Argentina y puso de manifiesto una crisis de autoridad en todos los órdenes, abriendo la brecha para un proceso de irrupción de las bases en las diferentes organizaciones de la sociedad civil».
Luego del golpe de Estado de 1966, pero más fuertemente luego del Cordobazo, comenzaron a operar en Córdoba grupos guerrilleros (guevaristas y peronistas). Un mes antes del Cordobazo un grupo comando asaltó el Tiro Federal de la ciudad y sustrajeron una veintena de armas y en los meses siguientes se reportaron robos de armas a policías.
En julio asume la gobernación el comodoro Roberto Huerta, de filiación desarrollista, quién ejerció el cargo hasta abril de 1970.

### Década del 70
Luego de Huerta, asume temporalmente el general Juan Carlos Reyes y en junio es designado gobernador Bernardo Bas. A fines de 1970 se produce un nuevo pico de tensión entre el estudiantado dada la intención del interventor Rogelio Nores Martínez, de limitar el ingreso a la Universidad. Se advertía que en el seno de aquellas organizaciones prevalecían las posiciones más radicales sobre las contemporizadoras.
Bas dejó el gobierno en febrero de 1971 y luego del interinato del ministro de gobierno Carlos Gigena Parker, asumió José Camilo Uriburu quien a pesar de haber esta poco tiempo al frente del ejecutivo provincial fue recordad por expresiones como "en Córdoba se anida una venenosa serpiente marxista, cuya cabeza quizás Dios me depare el honor histórico de cortar de un solo tajo".
A partir de dichas declaraciones estalla un segundo cordobazo más conocido como Viborazo. Esta vez se destacó la participación de los combativos sindicatos SITRAC y SITRAM, que agrupaban los trabajadores de las plantas de Concord y Materfer de Fiat. Dicha protesta terminó con el gobierno de Uriburu. En julio de ese año los guerrilleros dan muerte a Ricardo Sanmarino, exjefe de la policía de Córdoba. La escalada de violencia siguió y el 22 de agosto de 1972 en la base Almirante Zar de la Marina fueron fusilados dieciséis guerrilleros que se habían fugado días antes del penal de Trelew. Entre las víctimas se encontraban los cordobeses Mariano Pujadas, Humberto Toschi, Susana Lesgart y Miguel Ángel Polti.
A nivel provincial el último gobernador de facto fue el almirante Helvio Nicolás Gouzden. En la ciudad ocuparon la intendencia entre 1966 y 1973 Pedro A. Gordillo, Hugo Taboada, Alfredo Lozada Echenique, Ramón Crucet y Pedro Ramírez, entre otros.
Taboada es recordado por obras públicas muy cuestionadas en su momento que cambiaron la fisonomía de la ciudad. Entre ellas se recuerda la peatonalización de varias calles céntricas y la remoción de las plazoletas General Paz y Vélez Sarsfield, con el fin de agilizar el tránsito.
Ya en febrero de 1973 el Ejército Revolucionario del Pueblo (ERP) asaltó el Batallón de Comunicaciones 141 en el Parque Sarmiento. Este ejército revolucionario concentraba su acción en el ataque a las guarniciones militares, ya que según su concepción militarista, las fuerzas armadas regulares eran el brazo armado del enemigo y por lo tanto el objetivo.

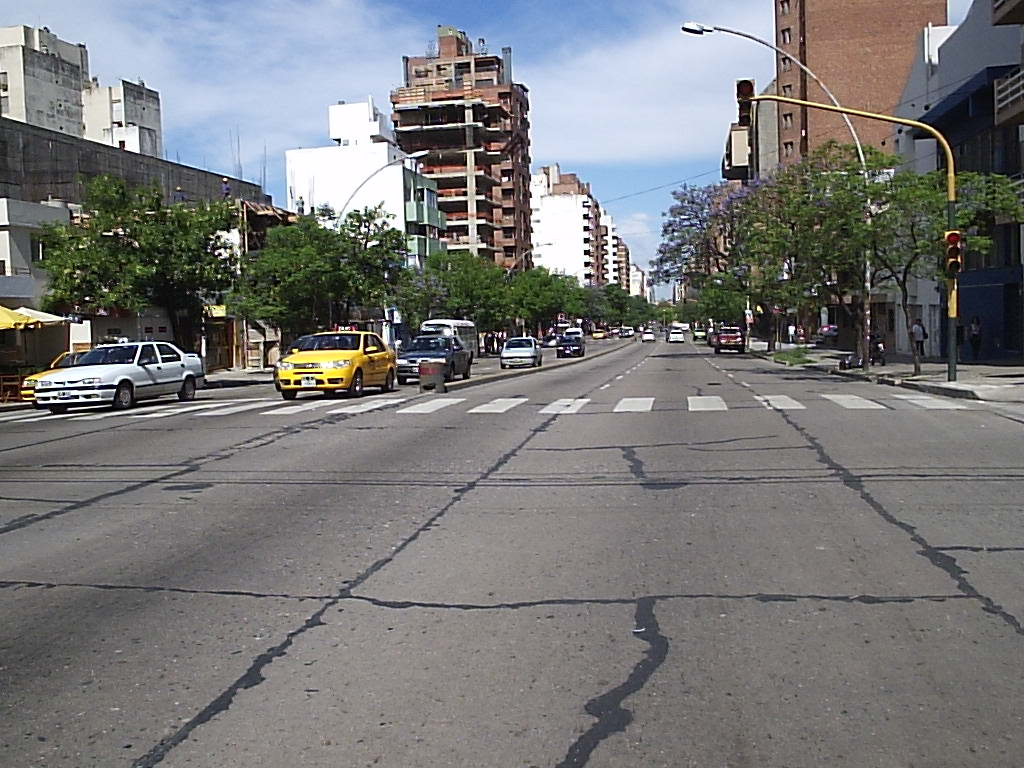
Esquina de bulevar San Juan y Arturo M. Bas, lugar donde murió Máximo Mena en los hechos del Cordobazo.

En las elecciones de marzo de 1973 es electo el binomio Ricardo Obregón Cano - Atilio López por el Frejuli (Frente Justicialista de Liberación). El día de la toma de posesión hubo un acto en plaza San Martín y esa misma noche fueron liberados los presos políticos, al igual que en casi todos los penales del país. Al otro día fueron recibidos por el gobernador en Casa de Gobierno. En el cuarto aniversario del Cordobazo, se realizó un acto en la esquina de bulevar San Juan y Arturo M. Bas, lugar donde murió Máximo Mena.
El gobierno de Cano estuvo envuelto en las turbulencias propias del país. Tomó medidas administrativas muy polémicas que lo enfrentaron con sectores como los ganaderos, la Iglesia y la policía. El conflicto con los ganaderos era por la política de abastecimiento de carnes que llevó a muchos productores a faenar animales en otras provincias dando lugar a incidentes en los controles camineros además de una fuerte polémica. Con la iglesia el conflicto, una vez más, fue por las medidas que afectaban a la enseñanza privada.
Pero con la policía el problema era más complejo. Los cuadros superiores resistían los cambios que el gobierno quería implantar en la fuerza, para depurarla de los mandos comprometidos con la última dictadura. En febrero de 1974, y tras la decisión del gobierno de relevar al jefe de la policía Antonio Domingo Navarro, se produce un auto acuartelamiento conocido como el Navarrazo. En dicho acuartelamiento fueron detenidos Obregón Cano y López por varias horas, quienes luego de ser liberados y ante la complacencia para con la izquierda peronista del gobierno nacional no pudieron revertir el motín y, faltos de apoyo nacional, renunciaron el 8 de marzo. Este hecho de la política de Córdoba es recordado como un acto sedicioso que trajo aún más zozobra. Luego de la renuncia y tras un breve interinato del presidente de la Cámara de Diputados Mario Agodino, la provincia es intervenida ese mismo mes.
La ciudad, tras la muerte del intendente electo Juan Carlos Ávalos, estaba a cargo del anteriormente concejal José Domingo Coronel quién tenía en su gabinete a José Manuel de la Sota, futuro gobernador. Además hacía varios años que participaba de la política provincial el también futuro gobernador Eduardo Angeloz.
En esta etapa la provincia tuvo tres interventores. El primero de ellos Duilio Brunello, provenía del ministerio de Bienestar Social a cargo de José López Rega. Brunello tuvo una incipiente política conciliadora que no gustó entre los círculos que habían hecho renunciar a Obregón Cano, por eso fue reemplazado al poco tiempo por Raúl Lacabanne quién es recordado por sus diversos agravios hacia Córdoba. Integró su gobierno con personajes políticos de Buenos Aires. Instauró un estado policial, ya que intervino el sindicato SMATA y el de Luz y Fuerza. También hubo persecuciones en el ámbito de la Universidad y actos como la voladura de la planta de impresión del diario La Voz del Interior en enero de 1975. La editorial del 15 de marzo rezaba “Córdoba es una ciudad humillada y entristecida por tanta violencia, por tantas muertes inútiles, por tantos desaparecidos, por tanto miedo. Vivir se ha transformado en la aspiración más elemental de los cordobeses”.
Por otro lado el accionar de los grupos guerrilleros cada vez contaba con menos apoyo del sector medio (popular) argentino. Su actuar, militarista por cierto, tuvo una fuerte represión del ejército, de las fuerzas de seguridad y de grupos parapoliciales como la Triple A. En Córdoba, además, existía el Comando Libertadores de América. Dichos grupos actuaron intensamente durante la intervención de Lacabanne y su jefe de policía Héctor García Rey. Durante este período las víctimas fueron abogados gremialistas, defensores de presos políticos, delegados gremiales e incluso familias completas.
La Unión Cívica Radical comenzó con una posición de crítica, pero se refugiaba en el legalismo para luego, tras la escalada de violencia, endurecer el discurso. Desde el alfonsinismo, Carlos Becerra, pidió a los legisladores nacionales del radicalismo el fin de la intervención.
Tras la caída de López Rega y los reacomodamientos post muerte de Perón, asume Raúl Bercovich Rodríguez, tercer y último interventor antes del golpe militar del 24 de marzo de 1976. Intentó una política de apertura y diálogo, pero el clima de violencia era constante. En noviembre muere en la clandestinidad y tras una larga enfermedad Agustín Tosco. Luego de su muerte se cerró un capítulo en la lucha sindical cordobesa.
Los secuestros de personas eran moneda corriente. Según consta en el Informe de la Delegación Córdoba de la Comisión Nacional sobre la Desaparición de Personas, las mismas habían comenzado los primeros meses de 1975 y fueron en aumento hacia el final del año. De los 25 casos denunciados, 15 fueron en diciembre. Ya en enero de 1976 fueron 18, la mayoría los días 7 y 8, en febrero 4 y en marzo hasta antes del golpe militar (24 de ese mes), se habían denunciado 5. Entre las víctimas estaban militantes estudiantiles, delegados gremiales y familiares de presos (o muertos) de la guerrilla.

#### Gobierno de facto
Tras el golpe militar autoproclamado Proceso de Reorganización Nacional ocurrido el 24 de marzo, la violencia recrudeció todavía más. Córdoba fue escenario de las mismas ilegalidades que todo el país. Entre los centros clandestinos de privación ilegítima de la libertad se destacan La Perla, a la vera de la ruta a Villa Carlos Paz, el Campo de la Rivera en la seccional quinta y la División Informaciones de la Policía de la provincia en el pasaje Santa Catalina, en el centro de la ciudad. Si bien no hay datos precisos se calcula que sólo por La Perla pasaron 2000 personas entre 1976 y 1979.
En el plano político los gobernadores de facto fueron José Antonio Vaquero de breve gestión, el general Carlos Bernardo Chasseing desde abril de 1976 hasta febrero de 1979, luego tuvo un breve interregno el coronel (RE) Miguel Ángel Marini quien entregó la gobernación al general Adolfo Sigwald quien siguió hasta enero de 1982 cuando fue reemplazado por un civil exintendente de la ciudad Rubén Pellanda.
En la ciudad ejercieron como intendentes en aquel período entre otros Héctor Romanutti, Raúl César Corletti, Alejandro Gavier Olmedo, Eduardo Cafferata y el mencionado Rubén Pellanda.
El papel de los gobernantes de aquella época era el manejo administrativo y burocrático de los asuntos provinciales, mas el poder residía en los mandos militares particularmente en las autoridades del tercer cuerpo del ejército que ejercían la represión y tenían una permanente injerencia en las decisiones políticas. La comandancia de dicho cuerpo fue ocupada sucesivamente por los generales Luciano Benjamín Menéndez, José Antonio Vaquero, Antonio Domingo Bussi, Cristino Nicolaides y finalmente Eugenio Guañabens Perelló. El primero de ellos condenado en 2008 por las causas de desapariciones iniciadas en su contra.
Entre los detenidos ilegalmente se encontraban obreros, estudiantes, profesionales, conscriptos y trabajadores independientes, de todas las edades y distintas condiciones sociales. Algunas víctimas fueron los dirigentes gremiales René Salamanca y Tomás Di Toffino del SMATA y Luz y Fuerza respectivamente. Otros casos fueron los del hijo de un exministro de gobierno de la provincia o el caso del colegio Manuel Belgrano donde familiares de estudiantes denunciaron a las autoridades del establecimiento por delatar en marzo de 1976 a alumnos que posteriormente fueron secuestrados y no se supo más nada de ellos. Jaime Lokman, conocido empresario cordobés fue secuestrado ese mismo 24 de marzo y encerrado durante tres años casi sin argumentos, su hijo también había sido secuestrado tiempo atrás. La firma Mackentor fue intervenida y desmantelada, acusada de estar vinculada a la subversión, su titular Natalio Kejner se exilió en Venezuela.

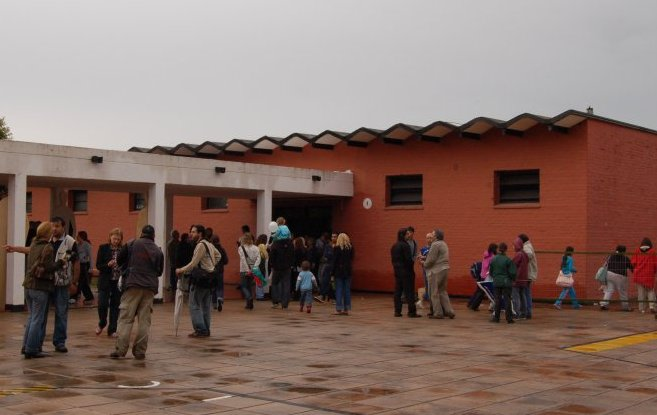
Centro clandestino de detención La Perla. Si bien no hay datos precisos se calcula que sólo por este centro pasaron 2000 personas entre 1976 y 1979.

Varios funcionarios y legisladores fueron víctimas como el caso del concejal justicialista Víctor Lorenzo muerto en la Escuela de Aviación o el de Eduardo Valverde desaparecido tras ser llevado a La Perla, ambos episodios ocurridos a poco del golpe. Otras víctimas frecuentes eran los abogados de los presos políticos. El estudio jurídico de Gustavo Roca (calle Olmos no. 73) sufrió varios atentados.
En los penales, en particular la Unidad Penitenciaria de Barrio San Martín, se produjeron fusilamientos (traslados, eufemismo que indicaba la condena a muerte), además de simulacros de ejecuciones. Un hecho que tuvo varios testigos fue la muerte, en un patio interior de dicho penal, del detenido Raúl Bauducco ocurrido el 5 de julio de 1976, a la vista de los demás presos.
En la cárcel de encausados, ubicada también en la ciudad, le perforaron un riñón a Guillermo Birt en julio de 1976, caso que llegó a la Corte Interamericana de Derechos Humanos. Según el informe de la CONADEP delegación Córdoba, hubo 28 casos similares durante 1976.
Investigaciones determinaron que muchos cuerpos fueron enterrados en fosas comunes en el cementero San Vicente. El 1 de julio de 2003 se dio a conocer el informe oficial del equipo de Antropología Forense y de la Asociación para la Recuperación Histórica Argentina quienes tuvieron la tarea de exhumar e identificar un centenar de cuerpos enterrados en fosas comunes. Entre los resultados se destacan la identificación de Mario Osatinski, muerto pocas horas después del golpe militar y Liliana Barrios, embarazada de 4 meses.
En aquellos años también hubo experiencias positivas como la creación de la Fundación Mediterránea en julio de 1977, con una visión productiva del país y opuesta al modelo de concentración económica y de especulación económica. Los empresarios cordobeses que le dieron origen fueron Piero Astori, Fulvio Pagani y Piero Venturi. Entre sus filas se encontraba Domingo Felipe Cavallo, futuro conocido de la economía nacional.
En 1978 Argentina organizó la Copa Mundial de Fútbol, donde Córdoba fue una de sus sedes. Para dicho evento se construyó el Estadio Chateau Carreras.
La década de los 70 será recordada como de hostilidad y enfrentamiento en Córdoba, antes y durante el proceso militar.

### Década del 80
Tras la derrota en la Guerra de Malvinas el gobierno se debilitó gravemente. Asume la presidencia del país Reynaldo Bignone quien descongela los partidos políticos para así permitir el llamado a elecciones generales de 1983. Raúl Alfonsín de la UCR asume la presidencia.
La economía argentina y en particular la actividad industrial comenzó a mostrar a partir de 1976 un sostenido retroceso, fundamentalmente debido a la liberalización de los mercados y la apertura económica. En el marco de inestabilidad, problemas financieros e inflación creciente, las políticas estabilizadoras desalentaron fuertemente las actividades industriales. En términos nacionales el empleo industrial cayó un 30 %, además aumentan fuertemente la concentración del ingreso y los niveles de pobreza y exclusión. Las altas tasas de interés hacía más rentable la aplicación de dinero en inversiones especulativas y no en bienes de capital.
La industria sufre un proceso de reestructuración regresivo. Se calcula que su participación en el PBI descendió un 8 %. La fabricación de máquinas herramientas y de tractores era de alrededor de un cuarto y de automóviles menos de la mitad. A su vez el empleo experimentó una fuerte caída por dos factores dispares, por un lado el cierre de fábricas y por otro el aumento de demanda de trabajo muy calificado. Además cayo el salario a causa de las características de la actividad productiva y por la pérdida de peso de los sindicatos.

### Década del 90
Con la creación de los Centros de Participación Comunal la ciudad se descentralizó administrativamente.

## De 2000 a la actualidad

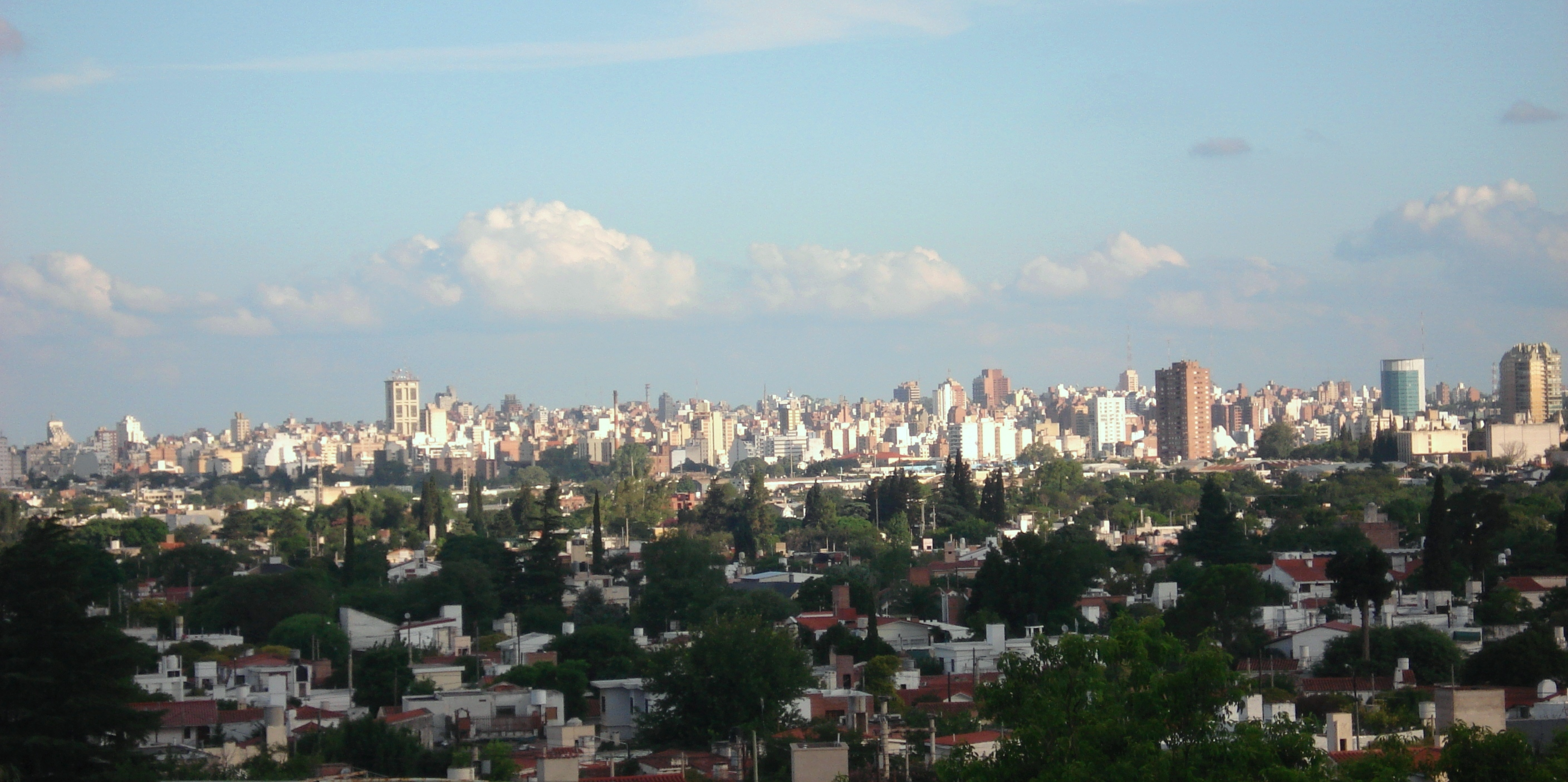
Vista panorámica actual de la ciudad. Luego de la grave crisis de 2001/2002 que sufrió el país, Córdoba ha resurgido nuevamente como un polo industrial importante en la Argentina.

En 2000 la histórica Manzana Jesuítica fue declarada Patrimonio de la Humanidad por la Unesco.
Luego de la grave crisis de 2001/2002 que sufrió el país, Córdoba ha resurgido nuevamente como un polo industrial importante en la Argentina, aunque no se ha traducido en innovación como si ocurría en los años 50. Con la alta rentabilidad de la actividad agropecuaria, Córdoba ha experimentado un fuerte crecimiento económico a partir de 2004. El repunte de la construcción de propiedades horizontales y de barrios privados, la expansión del sector comercial (impulsado por el mayor consumo) y el mejoramiento de la capacidad productiva y la instalación de nuevas empresas y PYMEs han devuelto a la ciudad su poder económico.
En 2006 Córdoba fue declarada Capital Americana de la Cultura de ese año.
En la madrugada del 3 de diciembre de 2013 un centenar de oficiales de la Policía de la Provincia de Córdoba se acuarteló por motivos de un aumento salarial. Durante el día los efectivos acuartelados aumentaron, y al llegar la noche, con la ciudad desprotegida y liberada, el descontrol y vandalismo se apoderó de las calles de la capital produciéndose saqueos y robos en la mayoría de los comercios y supermercados de diversos barrios, lo que produjo que vecinos y parte de la comunidad comenzaran a formar barricas y a defender sus negocios armados, provocándose linchamientos y enfrentamientos. En el mediodía del 4 de diciembre de 2013, y luego de 35 horas de violencia, saqueos y destrozos, el gobernador José Manuel de la Sota anunció un acuerdo con los policías acuartelados, que volvieron a patrullar las calles, poniendo fin a uno de los momentos más trágicos de la historia de Córdoba. Los acontecimientos sucedidos el 3 y 4 de diciembre de 2013 dejaron 1 muerto, más de 300 heridos, 1000 locales saqueados, decenas de detenidos y pérdidas millonarias de más de 400 millones de pesos. A partir del año 2014 y por aprobación de la legislatura provincial, cada 4 de diciembre se conmemora el "Día del Reencuentro", para reflexionar sobre los acontecimientos sucedidos.